# Kulturspur

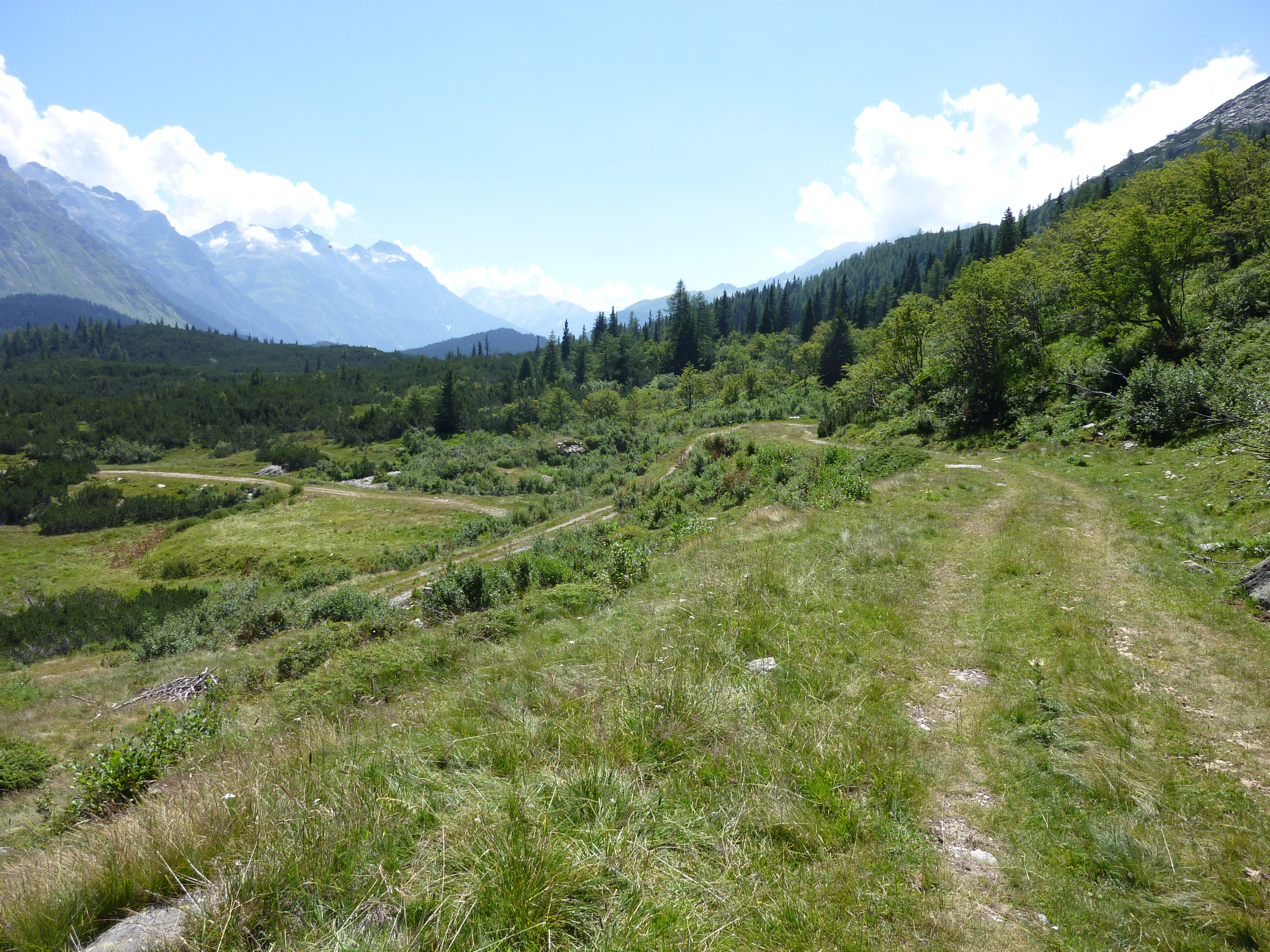
Alte Trasse des San Bernardino-Passes von der Ostschweiz ins Tessin.

Der Begriff Kulturspur bezeichnet in der heutigen Kulturlandschaft erhaltene Elemente von Landschaftsformationen, Landwirtschaft, der Baukultur bzw. Architektur, des Verkehrswesens oder des Gesellschaftslebens sowie alte gewerbliche Nutzungsformen, die von Menschen geschaffen wurden. Im Gegensatz zu anderen Spuren menschlichen Wirkens werden Kulturspuren oft nicht vom Denkmal- oder Naturschutz erfasst oder sie sind noch nicht als Kulturgut klassifiziert bzw. belegt. Eine Kulturspur ist Zeichen eines kulturellen Erbes. Eine größere Menge von ähnlichen Kulturspuren ist Ausdruck einer Kultur bzw. Zivilisation.

## Allgemeine Bedeutung
Kulturspuren sind Zeugnisse einer zivilisatorischen Entwicklung und damit wichtiger Teil der Geschichte einer Landschaft. Der Begriff wird überwiegend mit regionalen oder lokalen Bezügen verwandt. Diese, noch heute in der Landschaft ablesbaren, Spuren sind Teil der Geschichte, Sie zeugen vom Leben und Wirken vorheriger Generationen und können als Stationen einer historischen Entwicklung angesehen werden. Kulturhistorische Sehenswürdigkeiten bzw. Kulturlandschaftselemente sind Ausdruck einer Kulturspur. Ihre Erfassung, Dokumentation und Aufbereitung für eine breite Öffentlichkeit bedeutet aktive Auseinandersetzung mit der Geschichte und bietet die Möglichkeit, die Bedeutung eines Kulturraumes in Erinnerung zu rufen. Die Auseinandersetzung mit Kulturspuren fördert das Geschichtsbewusstsein und kann Identität stiften. Das Suffix "-spur" soll dabei verdeutlichen, dass das Kulturelement Teil eines historischen Kontextes ist.

## Förderung
Kulturspurensuche wird u. a. durch das LEADER-Projekt, ein EU-Projekt zur Regionalförderung, bezuschusst. Dies steht im Zusammenhang mit verschiedenen übergeordneten EU-Initiativen, wie z. B. das Europäische Kulturerbe-Siegel, die kulturelle Vielfalt Europas zu dokumentieren.

## Beispiele
Die Objekte einstiger menschlicher Aktivitäten sind äußerst vielfältig. 
Beispiele: Burgruinen, Weinbergterrassen, Ackerterrassen, Floßländen, Wohnhöhlen, Höhenwege, Weiher und Teiche, Kopfweiden, Straßenpflaster, Haustafeln, Haus-, Flur- und Gemarkungsnamen, Siedlungsreste, Steinbrüche, Bergwerke, Sandgruben, Baggerseen, Feier- und Opferstätten, Galgenberge, Kasematten, Eiskeller, Alleen, Knüppeldämme, Stollen, Mühlen, Gilde- und Zunftsymbole, Schiffswracks, Trassen von Verkehrswegen, Spuren militärischer Handlungen, Streuobstwiesen, Krautgärten, Flur- und Feldkreuze, Kriegerdenkmale, ehemalige Känale, Brunnen, versandete Häfen, Aufstauungen, Wasserspeicher, Entwässerungsgräben, Furten, Hohlwege oder Kapellen.
Bisweilen werden Kulturfunde auf Wanderungen oder auch Wattwanderungen bei Ebbe zufällig entdeckt.
Erhalt und Erforschung der Kulturspuren im Nordfriesischen Wattenmeer widmet sich auch der Erschließung solcher zivilisatoren Zeugnisse. Dabei geht es der Küstenarchäologie um die Dokumentation des Kulturerbes im Grabungsschutzgebiet des nordfriesischen Wattenmeeres. Im heutigen nordfriesischen Wattenmeer bilden zahlreiche Kulturspuren, wie Warften, Sodenbrunnen, Deichreste, Flurformen oder Spuren des Salztorfabbaus, wichtige Zeugen der vergangenen Kulturlandschaft, die durch die Gewalten der Sturmfluten wieder zur Natur wurde.
In den Landkreisen Augsburg und Aichach-Friedberg läuft seit 2013 ein Projekt zum Schutz der Kulturspuren durch die Universität Augsburg (Lehrstuhl für Humangeographie und Geoinformatik).
Ein Spezialgebiet sind Kulturspuren, als Hinterlassenschaft von Kolonialmächten in ehemaligen Kolonien. Objekte sind hier Vereine, Clubs, Architektur, Schulen, Krankenhäuser oder Handelskontore.

## Wissenschaftliche Bedeutung
In der Archäologie, Küstenarchäologie, Ethnologie und der Geografie werden Kulturspuren systematisch z. B. in Datenbanken, Karten und Katalogen erfasst, auf ihre Bedeutung hin ausgewertet und, je nach Bedeutung, zum Kulturgutschutz vorgeschlagen. Diese Erkenntnisse können zum Beispiel auch bei der Bauplanung herangezogen werden. Eine Kulturspur erhaltender Elemente kann Ableitungen ihrer einstigen Bedeutung vermitteln. Mobile Gegenstände, wie Werkzeuge, Gebrauchsgüter etc. werden zur Veranschaulichung einer kulturellen Bedeutung als Anschauungsobjekte in Museen ausgestellt. Die wissenschaftliche Sicherung ist auch deswegen so wichtig, weil die heutige Kulturlandschaft teilweise die alten Artefakte verschwinden lässt.

## Weitere Bedeutungen
Für den Tourismus haben Kulturspuren eine zunehmende Bedeutung zur Aufwertung einer Region. Sie werden z. B. auf Hinweisschildern erklärt, um die Kulturspur vor Ort zu erläutern. Auch das Brauchtum bzw. Kulturpflege (z. B. Volksliedgut etc.), Sprachpflege (z. B. Rätoromanisch, Provenzalisch, Baskisch, Sorbisch etc.), separate oder untergegangene Kulturinseln (z. B. Baskische Kultur oder Katharer), oder regionale Trachten (siehe Sorbische Trachten und andere) sind Ausdruck von Kulturspuren, insbesondere dann, wenn nur noch eine kleine Gruppe sich dieser traditionellen Kulturpflege widmet. In einem weiter gefassten Begriff zählen auch die Einflüsse und Prägungen historischer Persönlichkeiten oder Künstler zu den Kulturspuren.

## Vergänglichkeit
Es gehört zum Wesen von Kulturspuren, dass neuere Kulturspuren häufiger auftreten als ältere. Der wesentliche Grund ist der natürliche Verfall durch Verwitterung, Erosion etc. Natürlich sind Kulturspuren durch Überbauung gefährdet. Oft werden Objekte vor einer Baumaßnahme archäologisch gesichert. Für einen zukünftigen Erhalt sind die Anerkennung als Denkmal (Wertbeimessung), Schutz- und Sicherungsmaßnahmen und begleitende Instandhaltung notwendig. Bewegliche Artefakt, wie z. B. Werkzeuge, Waffen, Schmuck oder Grabbeigaben werden in Museen gesichert.

## Galerie mit Beispielen aus unterschiedlichen Perspektiven

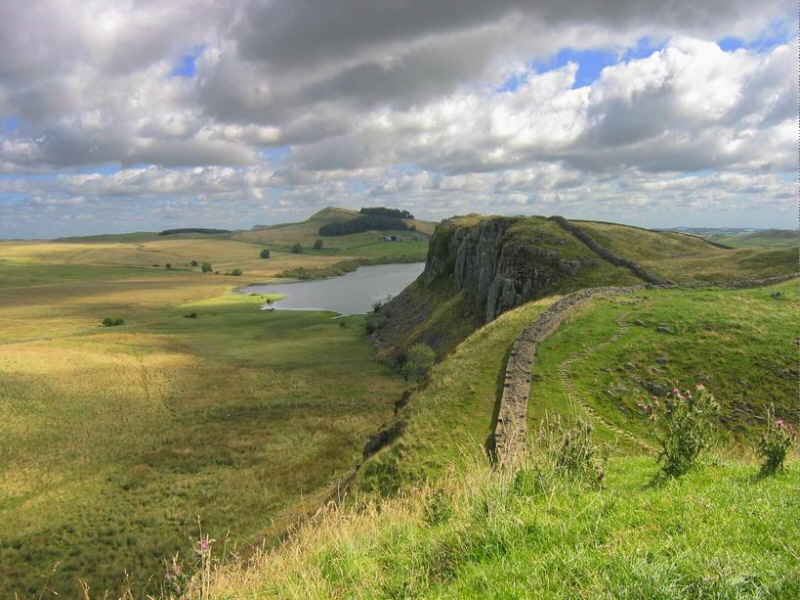
Römische Grenzsicherung Hadrianswall in Nord-England
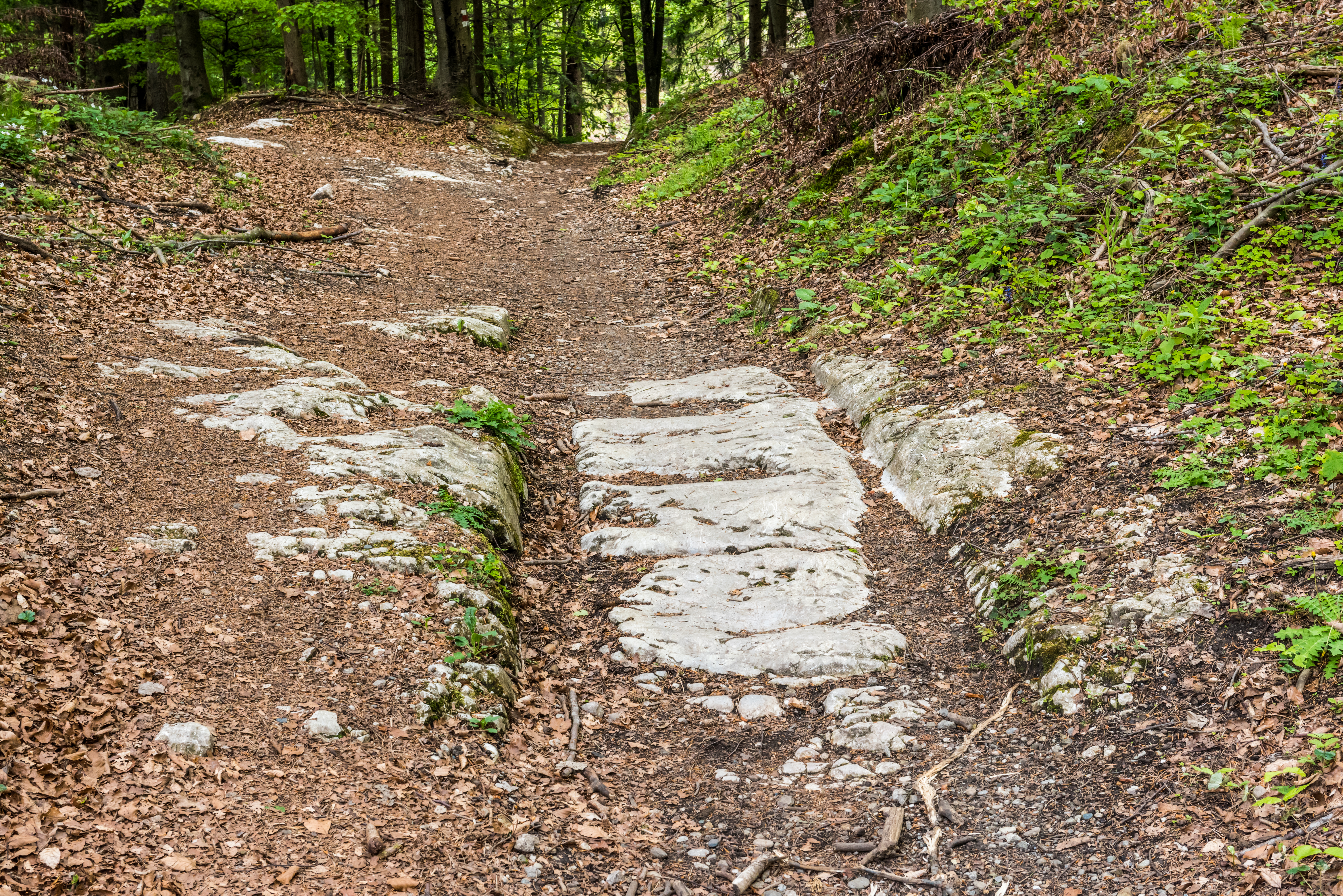
Alte Römerstraße: Federauner Str. in Federaun bei Villach (Österreich).
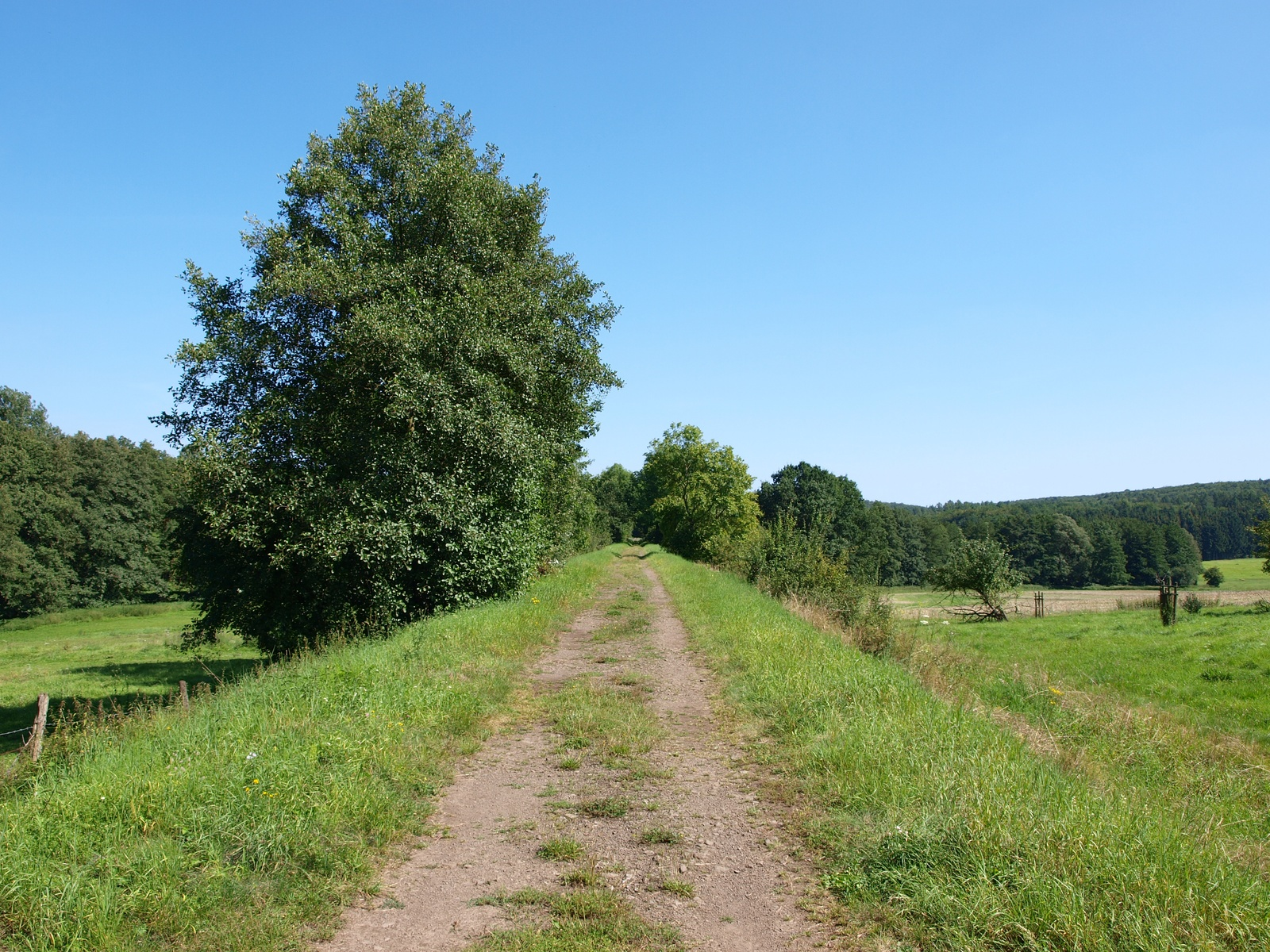
Alte Trasse der Strecke Friedberg–Mücke (Horlofftalbahn) vor Laubach
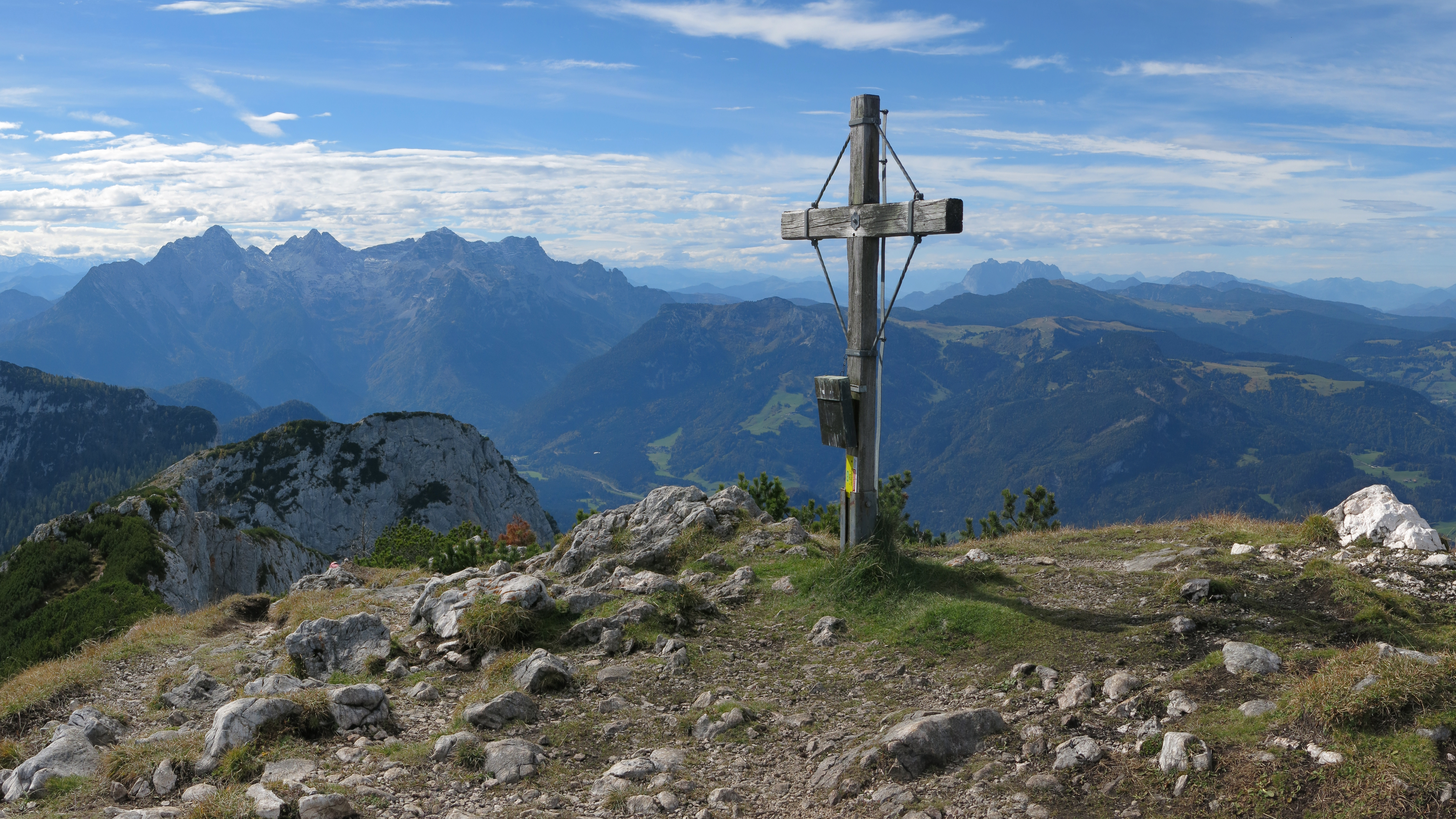
Gipfelkreuz auf dem Großen Weitschartenkopf
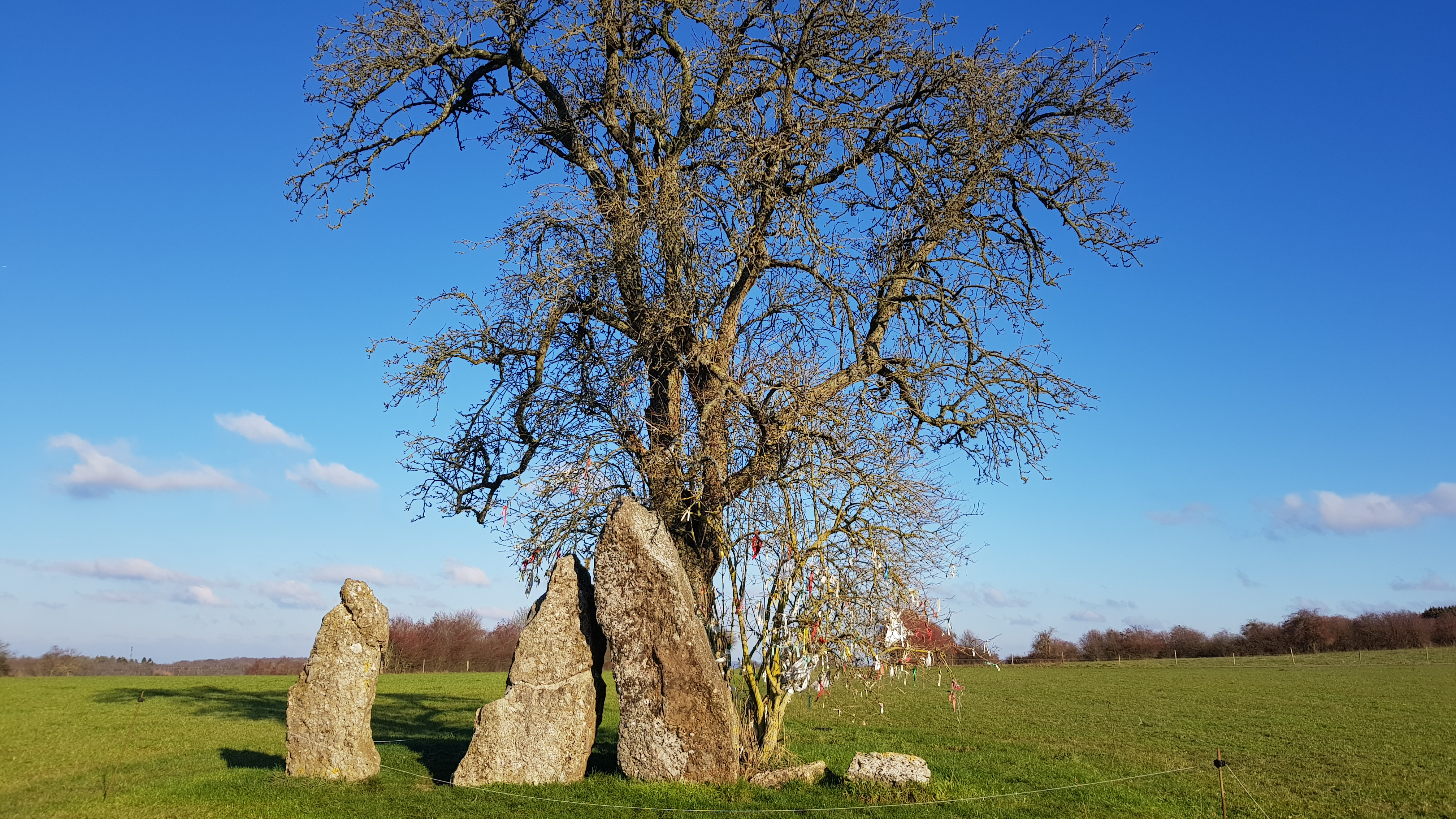
Menhirs d'Oppagne, Wéris (Belgien).
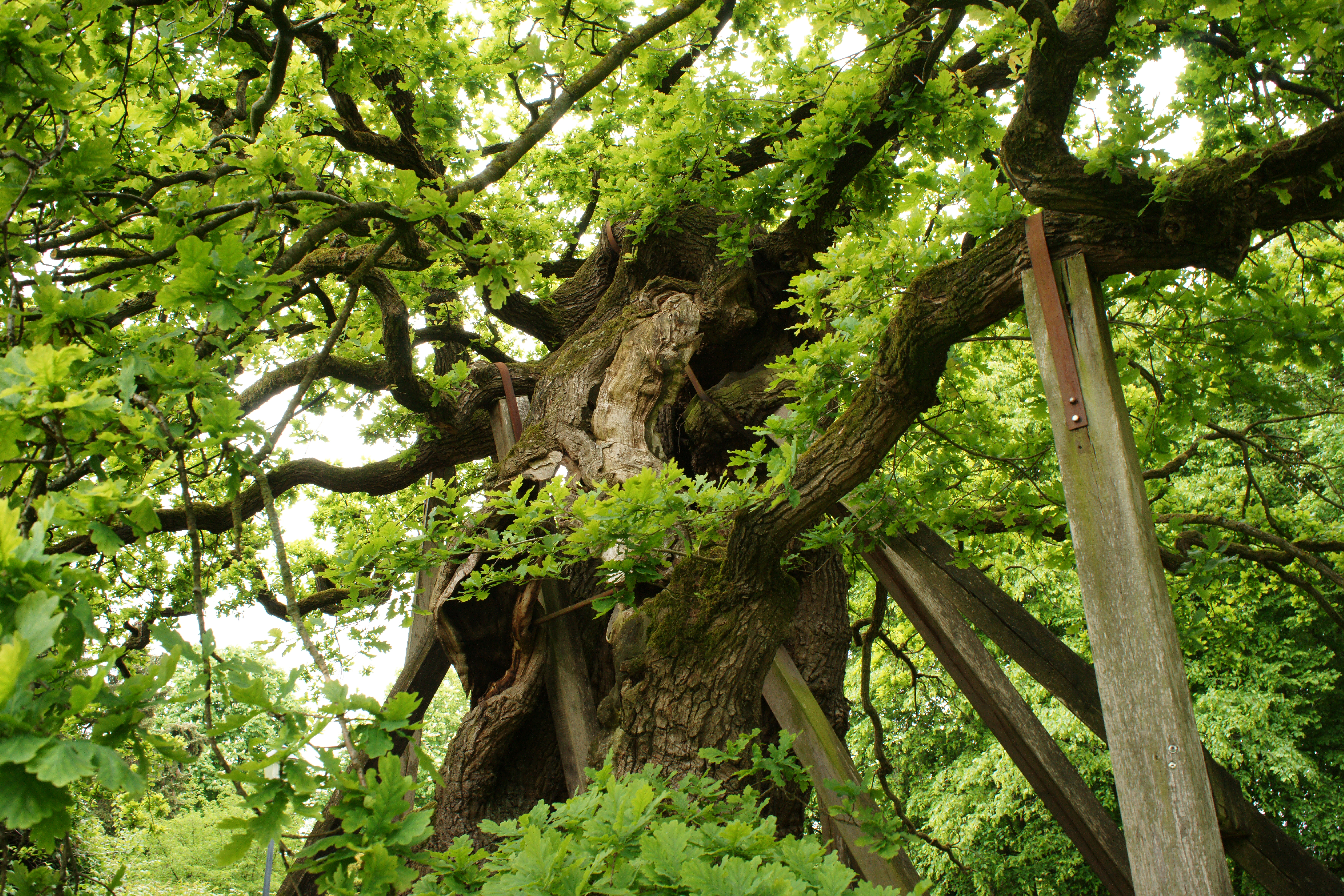
Die Femeiche ist der älteste Gerichtsbaum (Femegericht) in Europa. Das Natur- und Kulturdenkmal Femeiche in Erle (Kreis Borken) ist zwischen 600 u. 1300 Jahre alt.
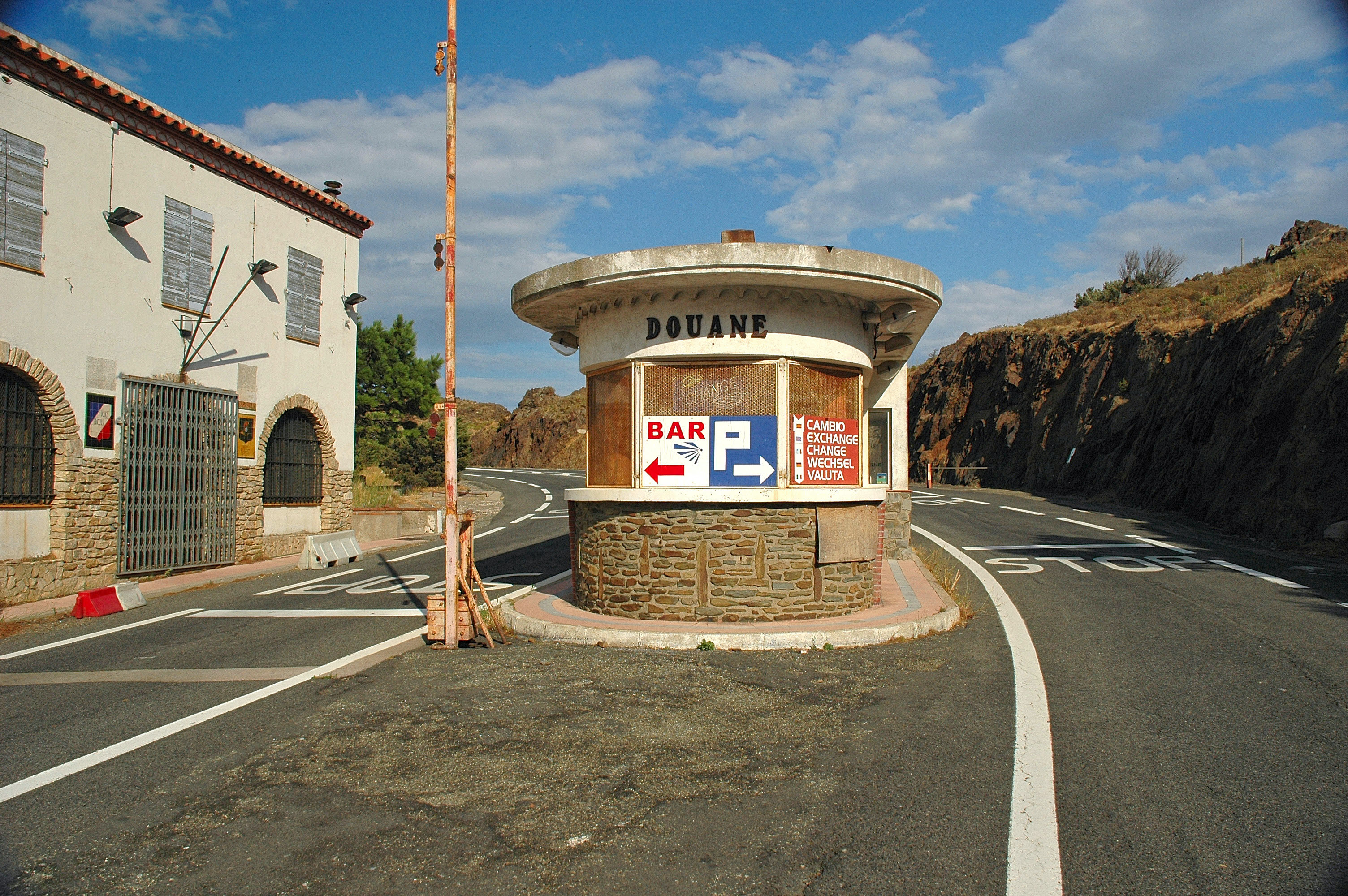
Ehemalige Zollstation (Douane) im Baskenland bei Hendaye (Französisch-Spanische Grenze).
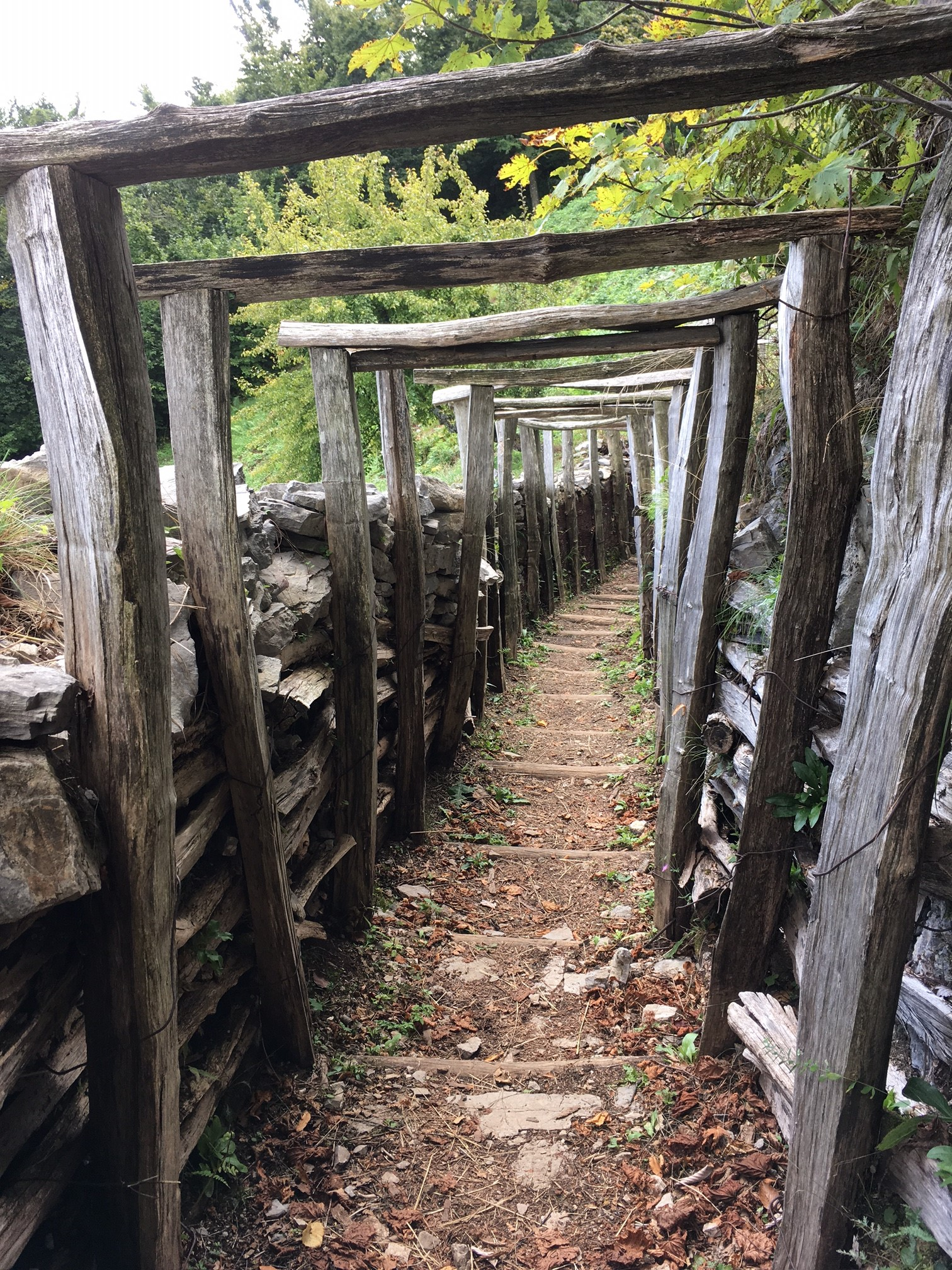
Freilichtmuseum, Schützengräben Kolovrat aus dem I. Weltkrieg, Slowenien.
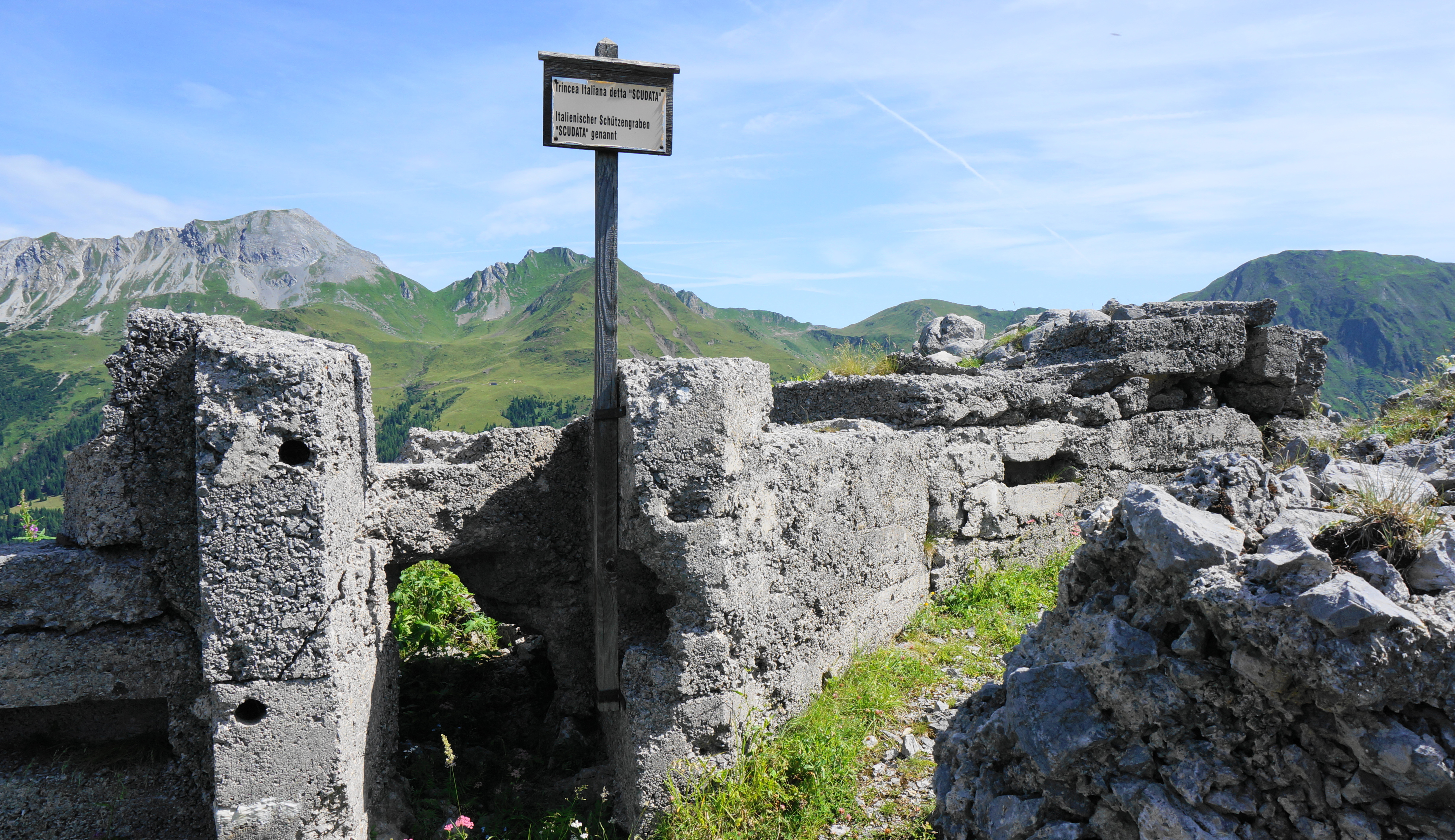
Scudato - Italienische Schützengräben - Historischer Rundweg 1915–1917 bei Kötschach-Mauthen.
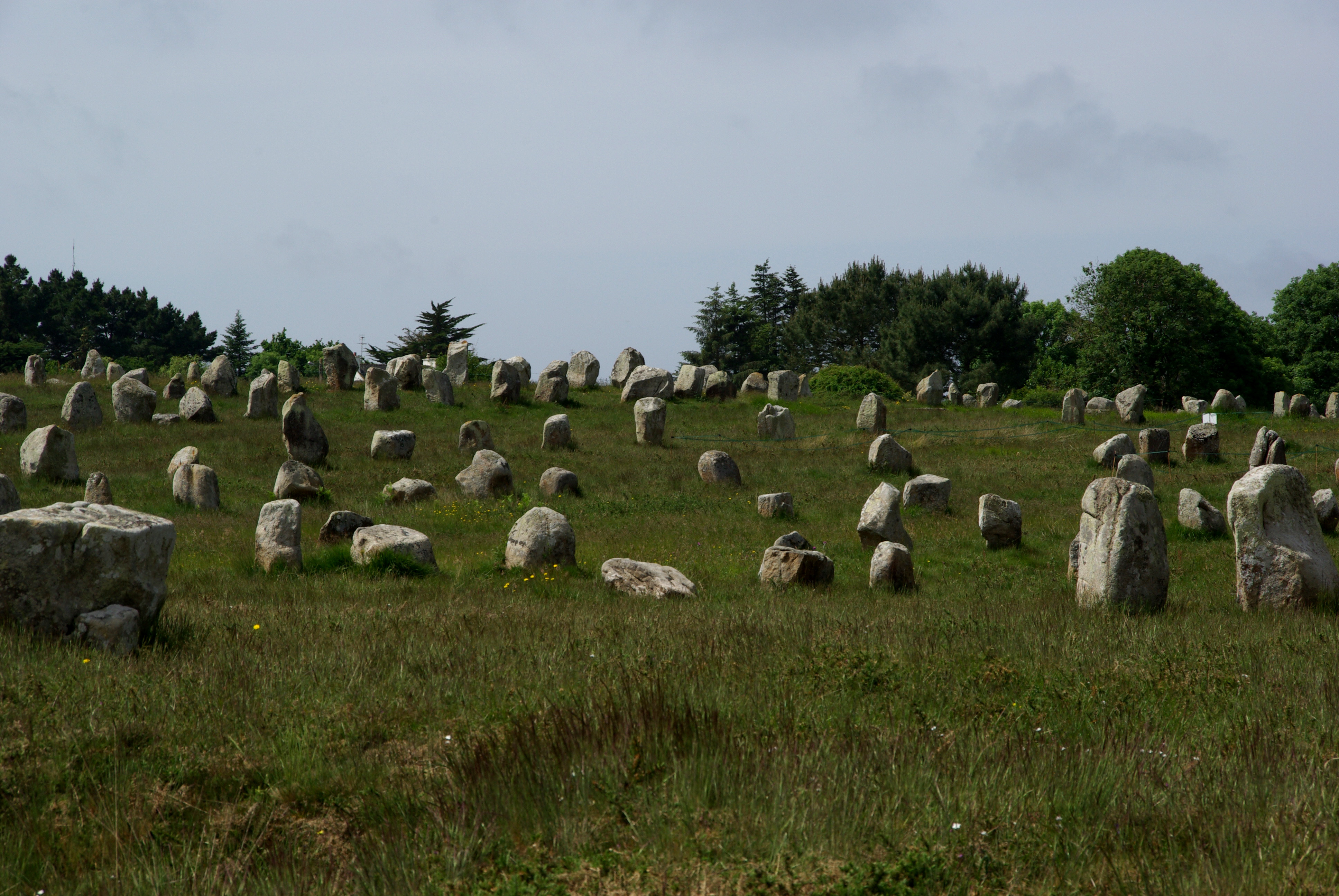
Menhirs de Carnac in der Bretagne.
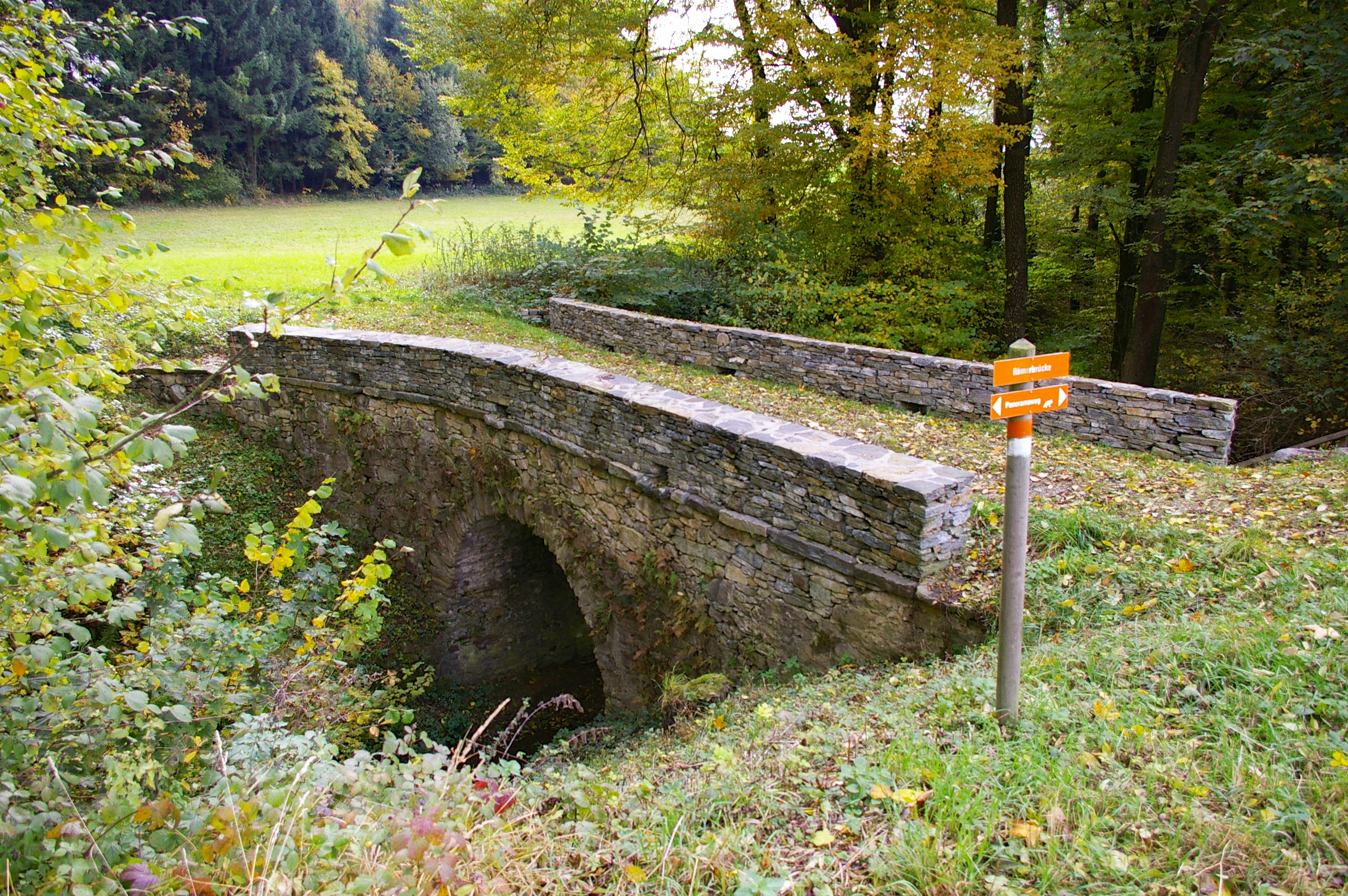
Alte Römerbrücke in Oberlanzing (A).
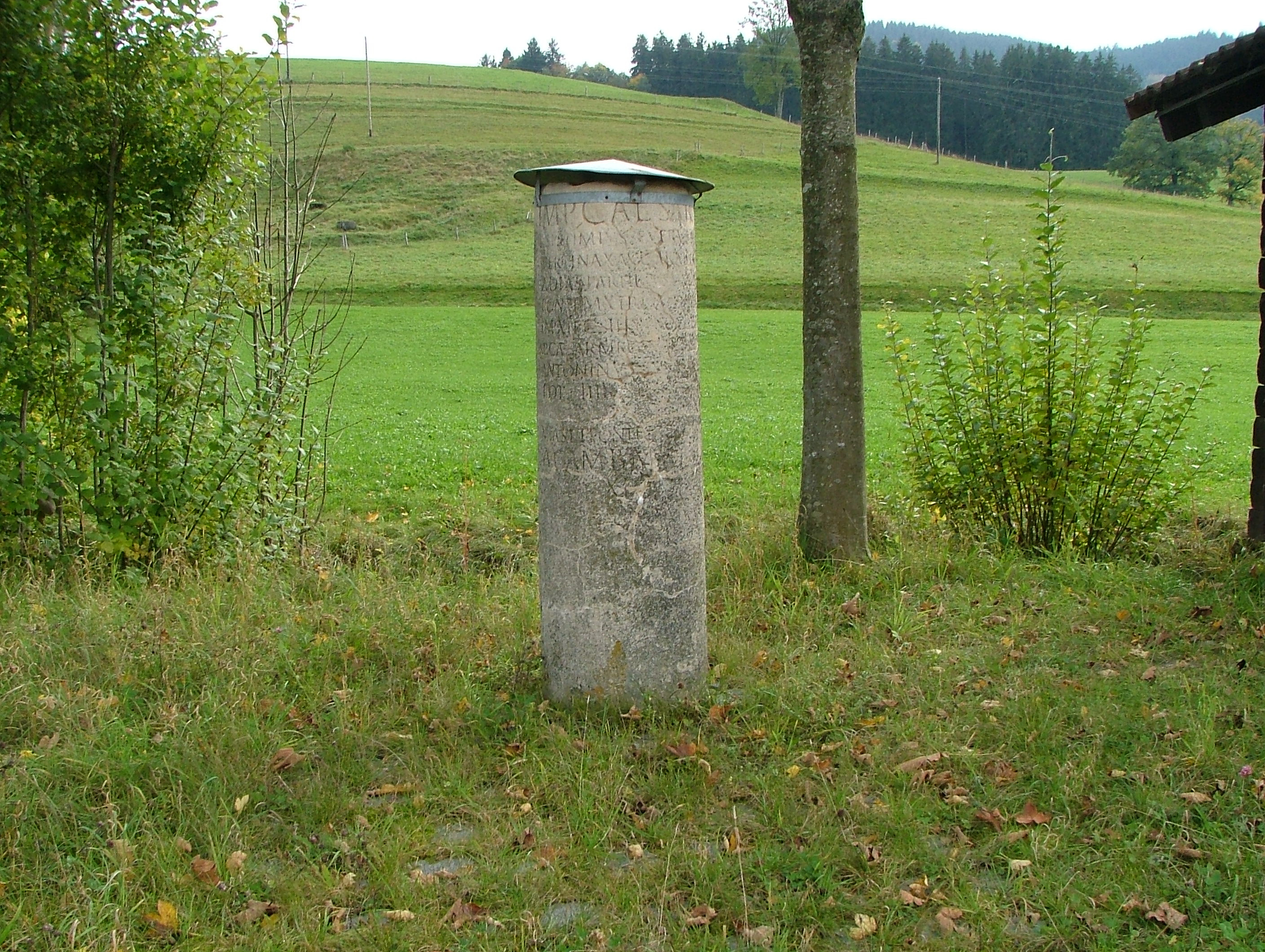
Römischer Meilenstein mit Schutzdach.
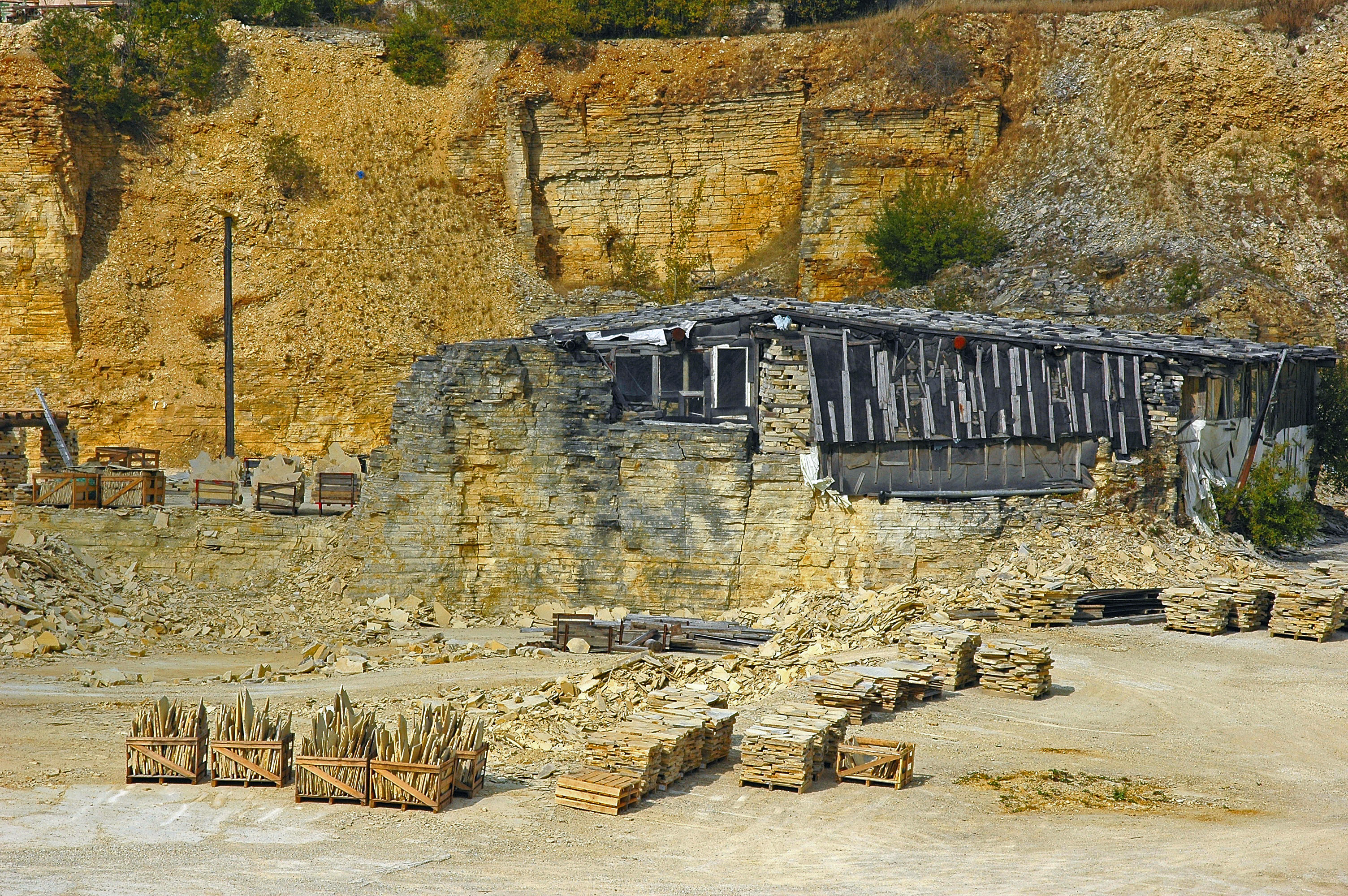
Solnhofener Plattenkalk-Steinbruch.
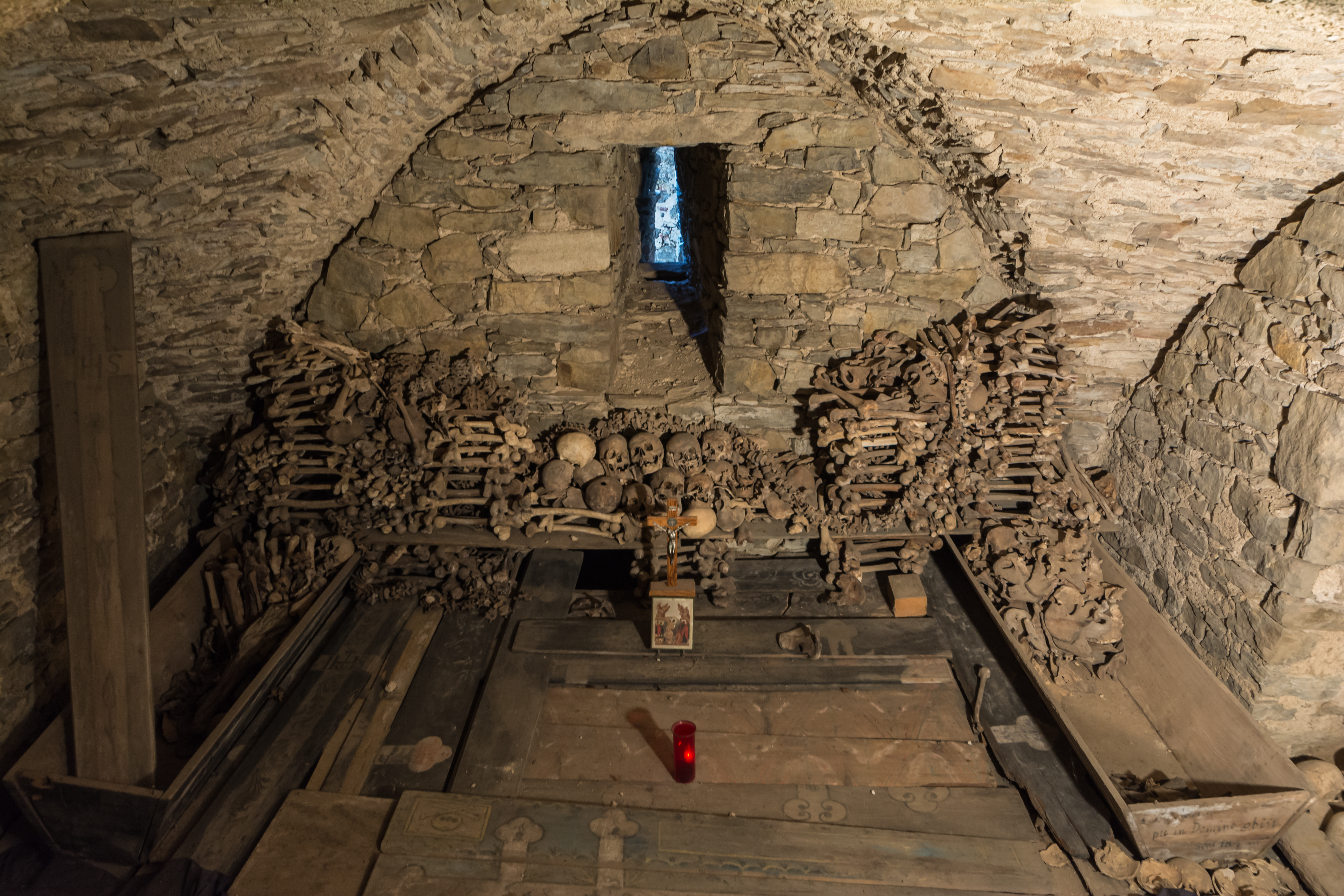
Stift Altenburg, Veitskapelle, Ossarium.
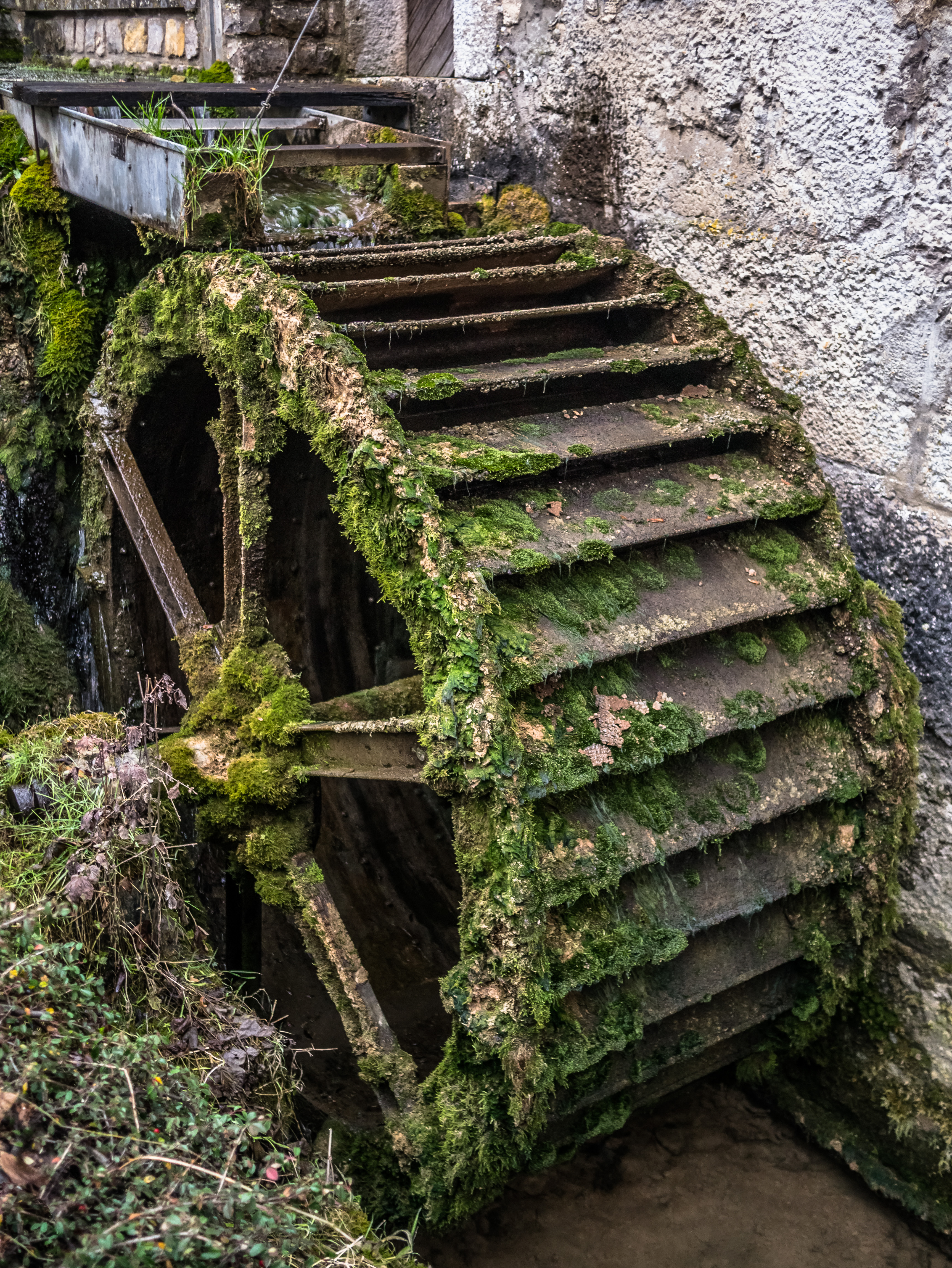
Altes Mühlrad in Heiligenstadt.
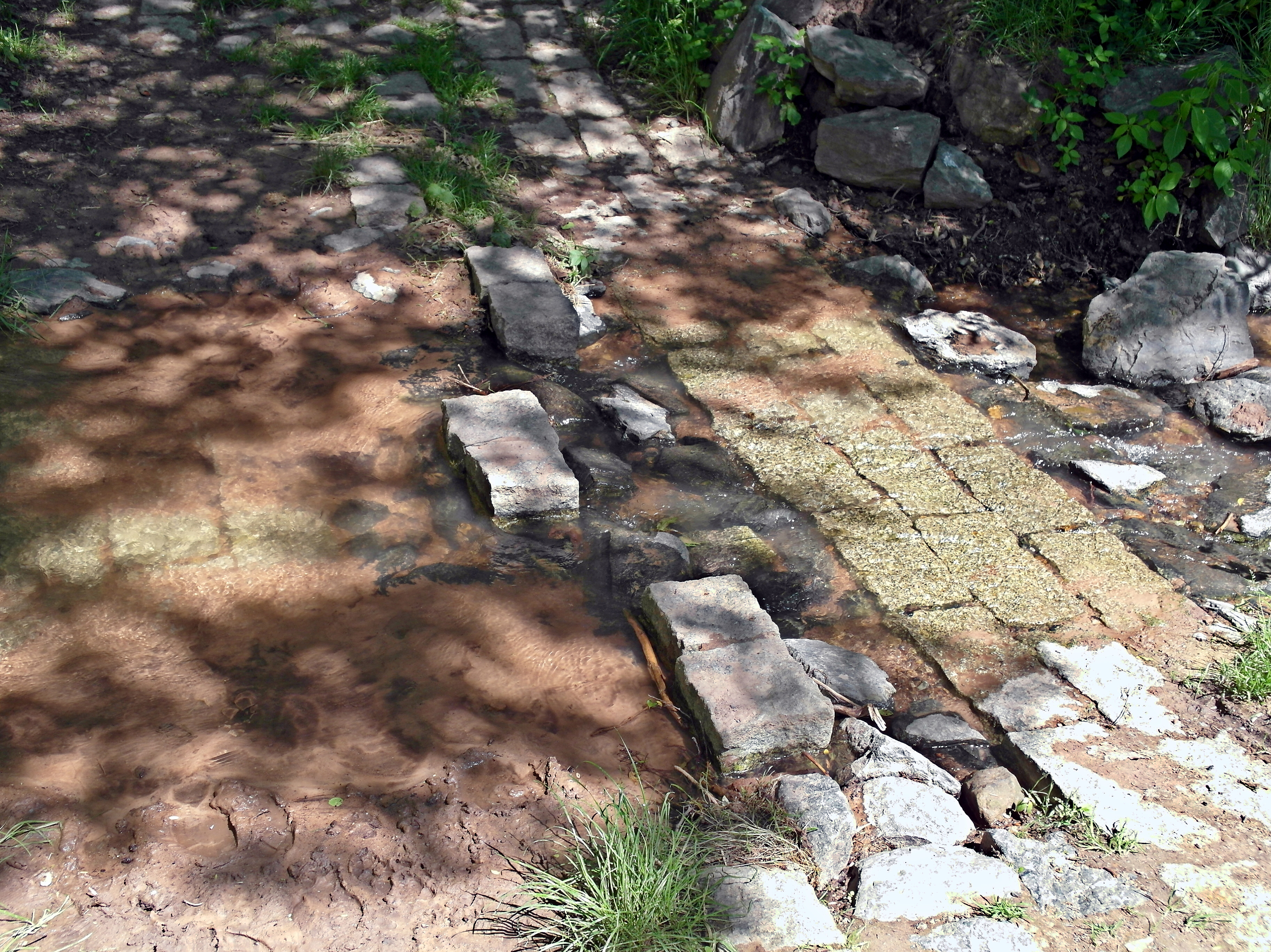
Golberode (Bannewitz): Furt im Geberbach.
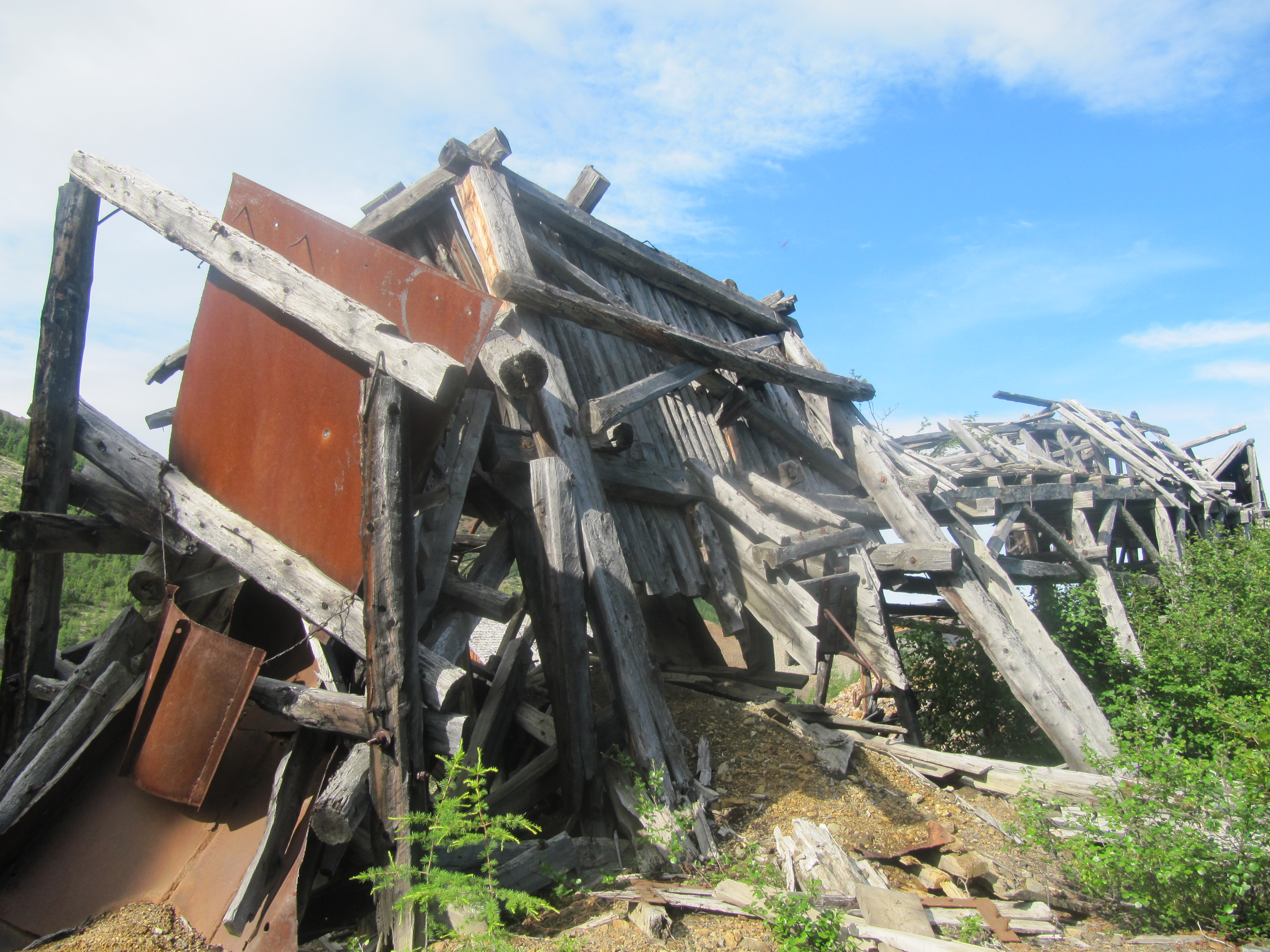
Dneprovsky Gulag - sowjetischen Internierungslager.
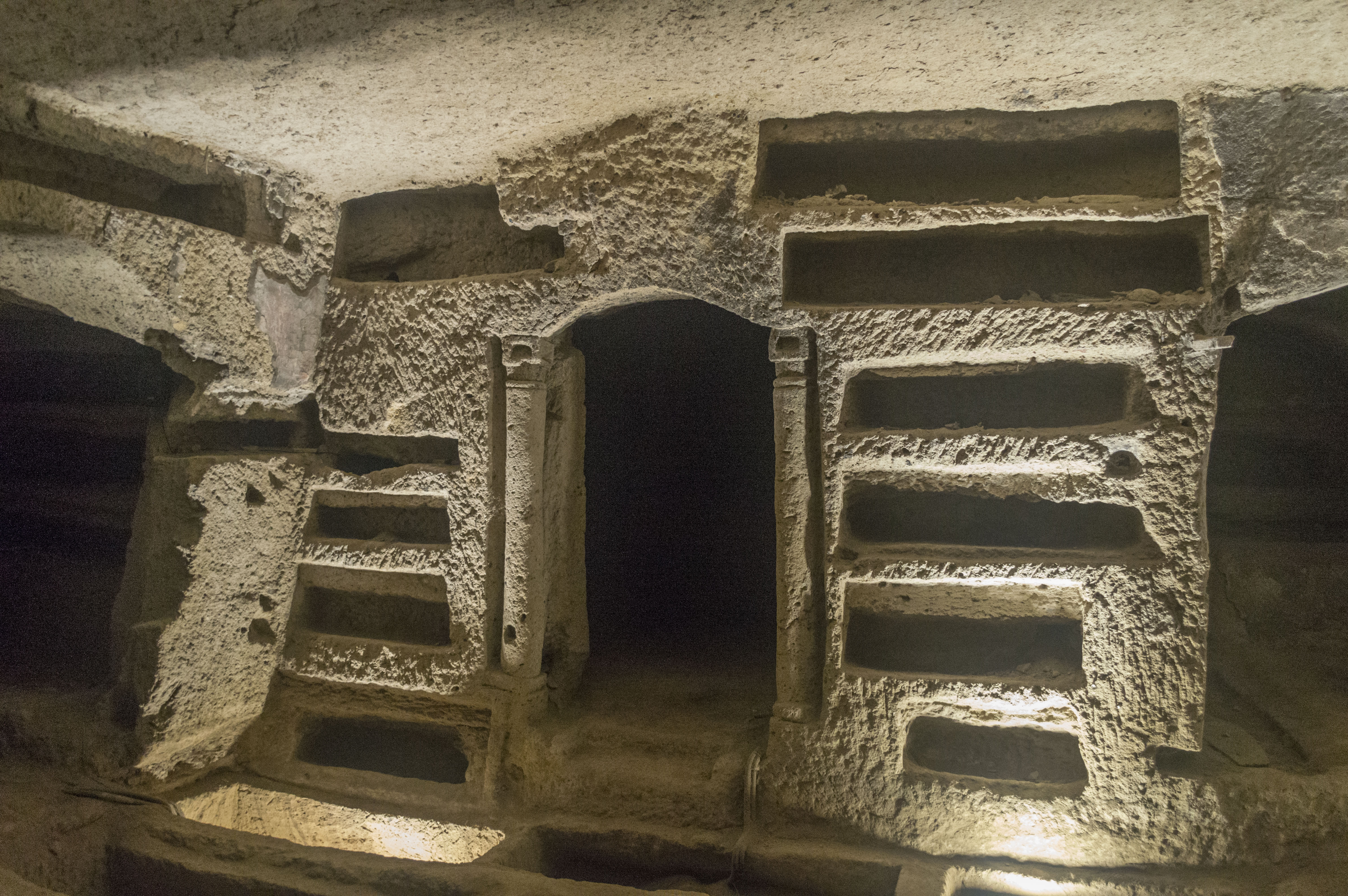
Catacombe di San Gennaro: Frühchristlicher Friedhof.
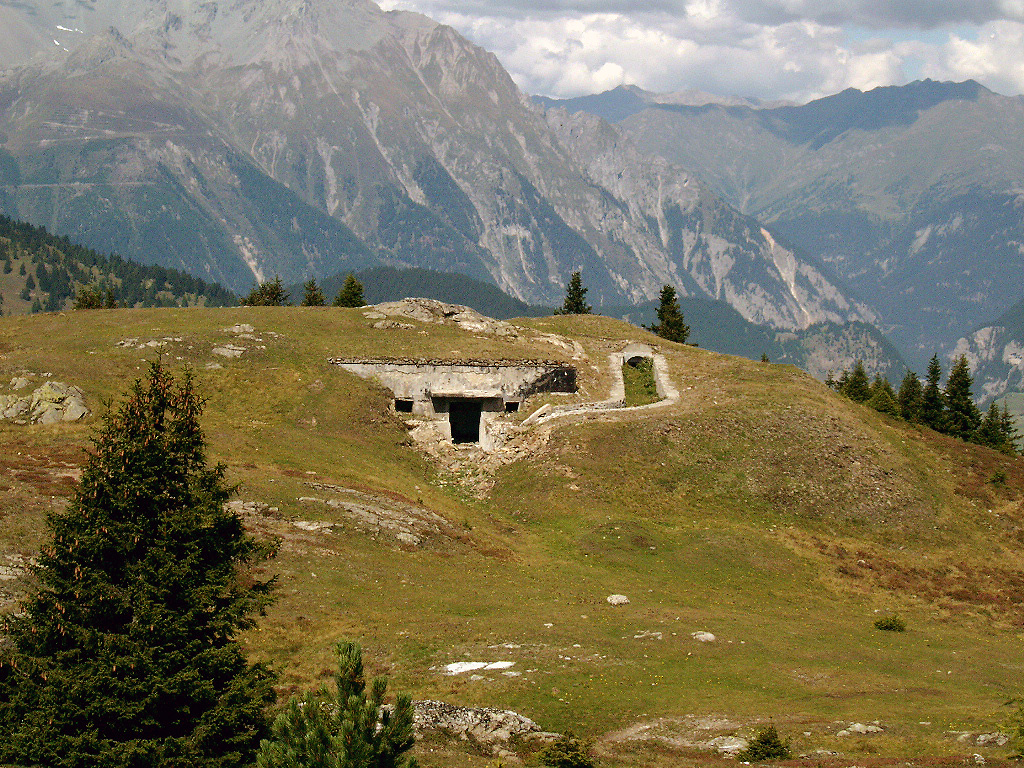
Unterstand eines Vallo-Alpino-Bunkers des  Ersten Weltkriegs auf dem Plamort oberhalb des Reschenpasses.
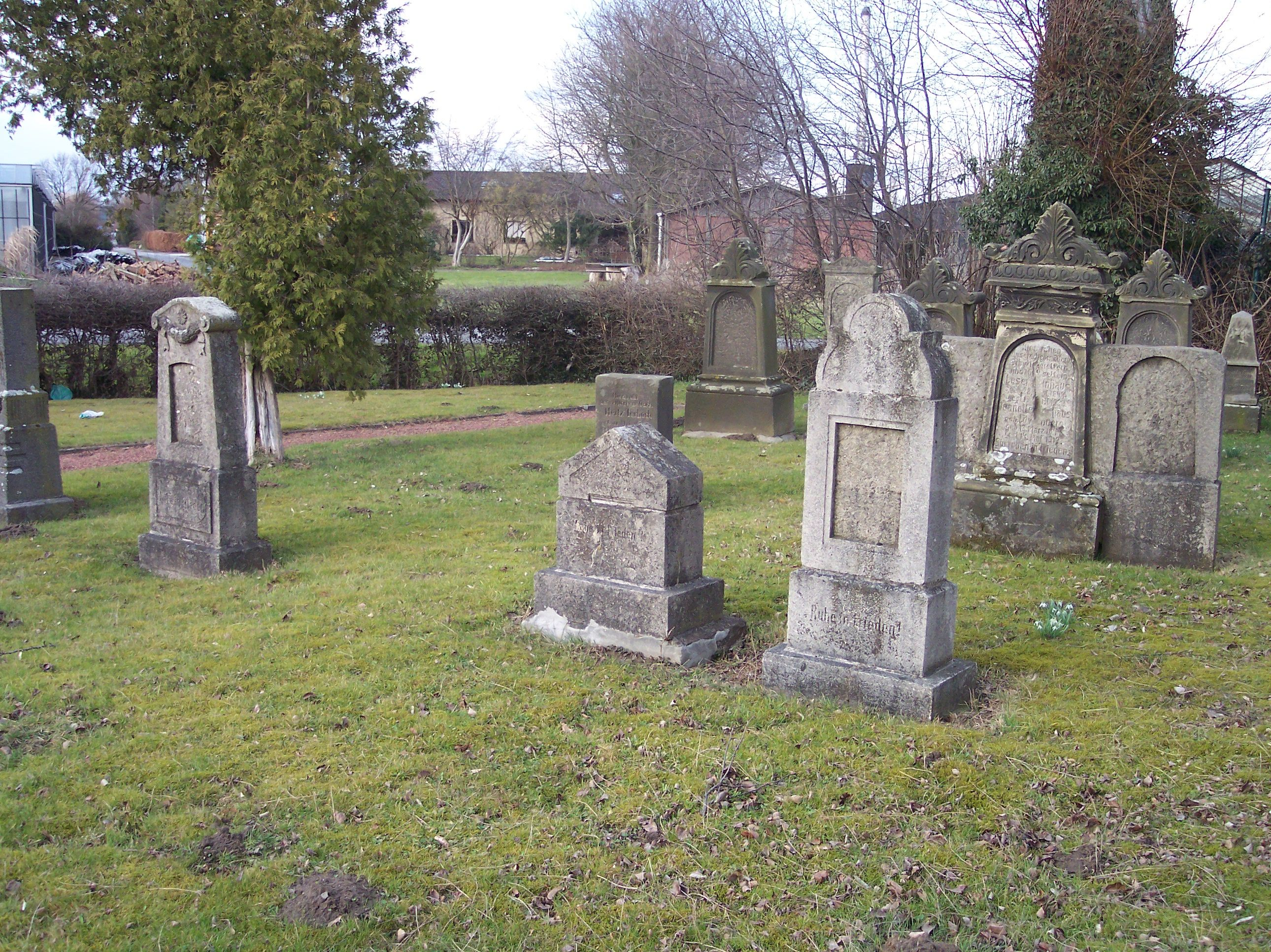
Alter jüdischer Friedhof in Drensteinfurt.
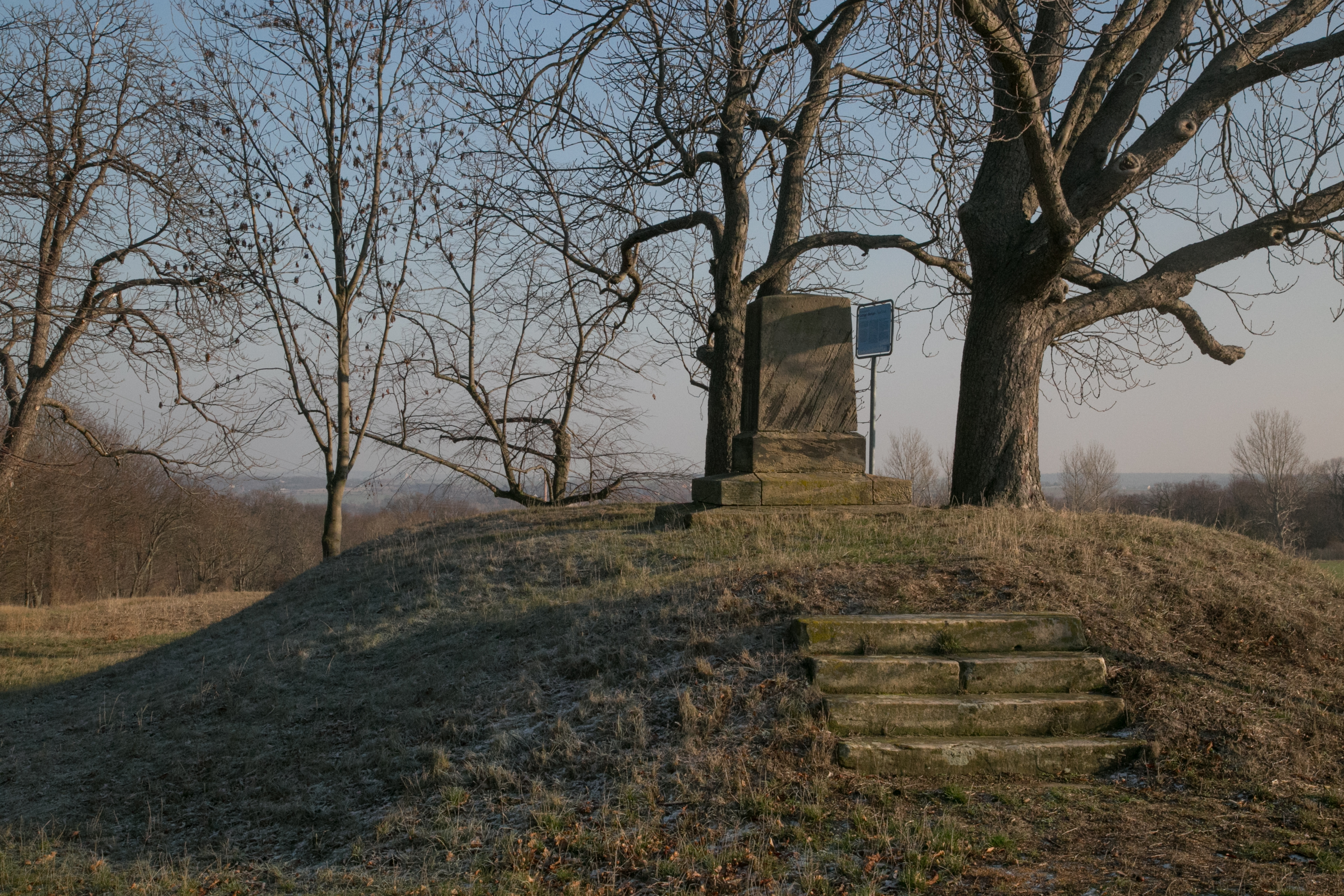
Jungsteinzeitlicher Grabhügel (4100–2200 v. Chr.) bei Salzmünde.
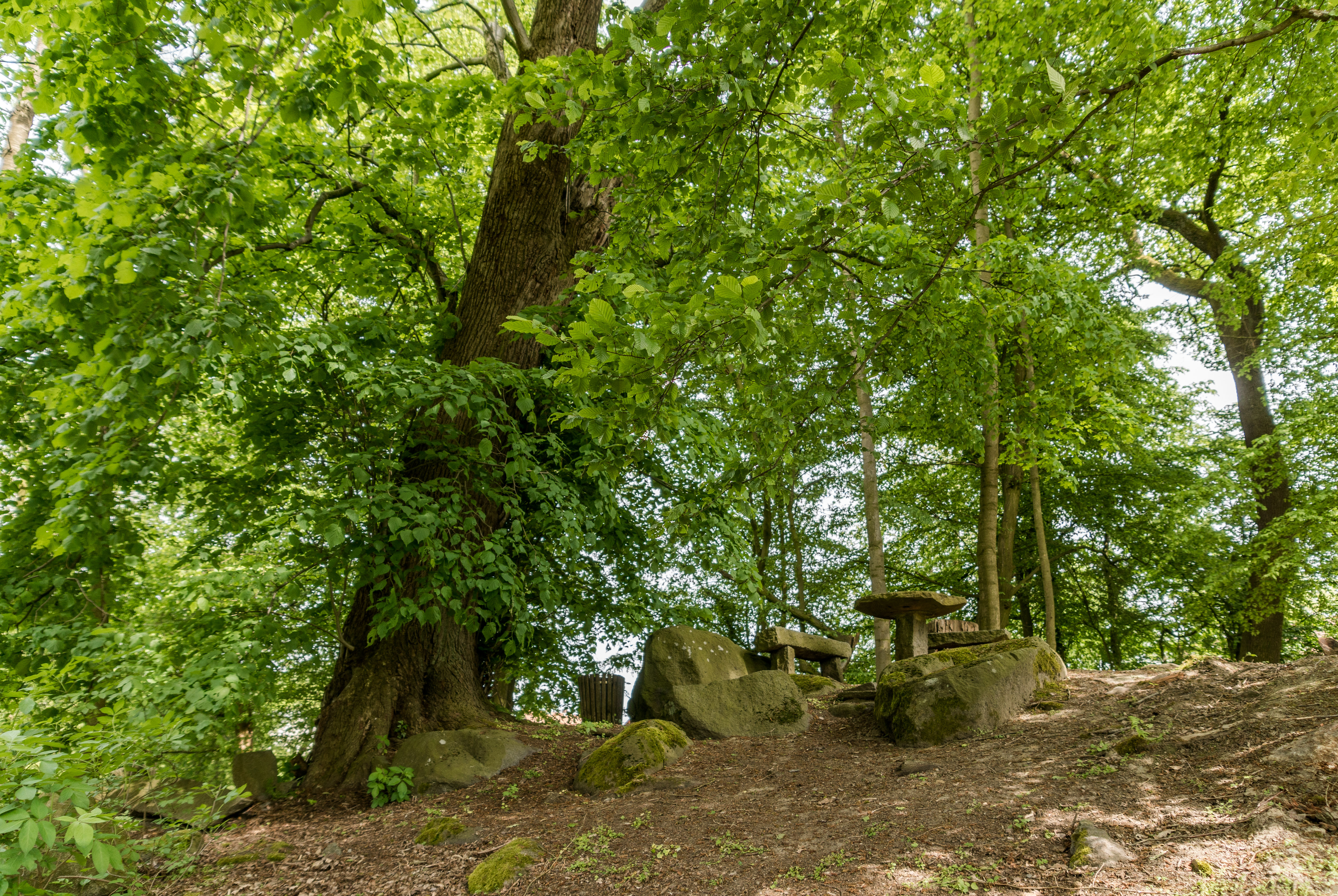
Germanische Kultstätte Beedenkirchen (Naturdenkmal).
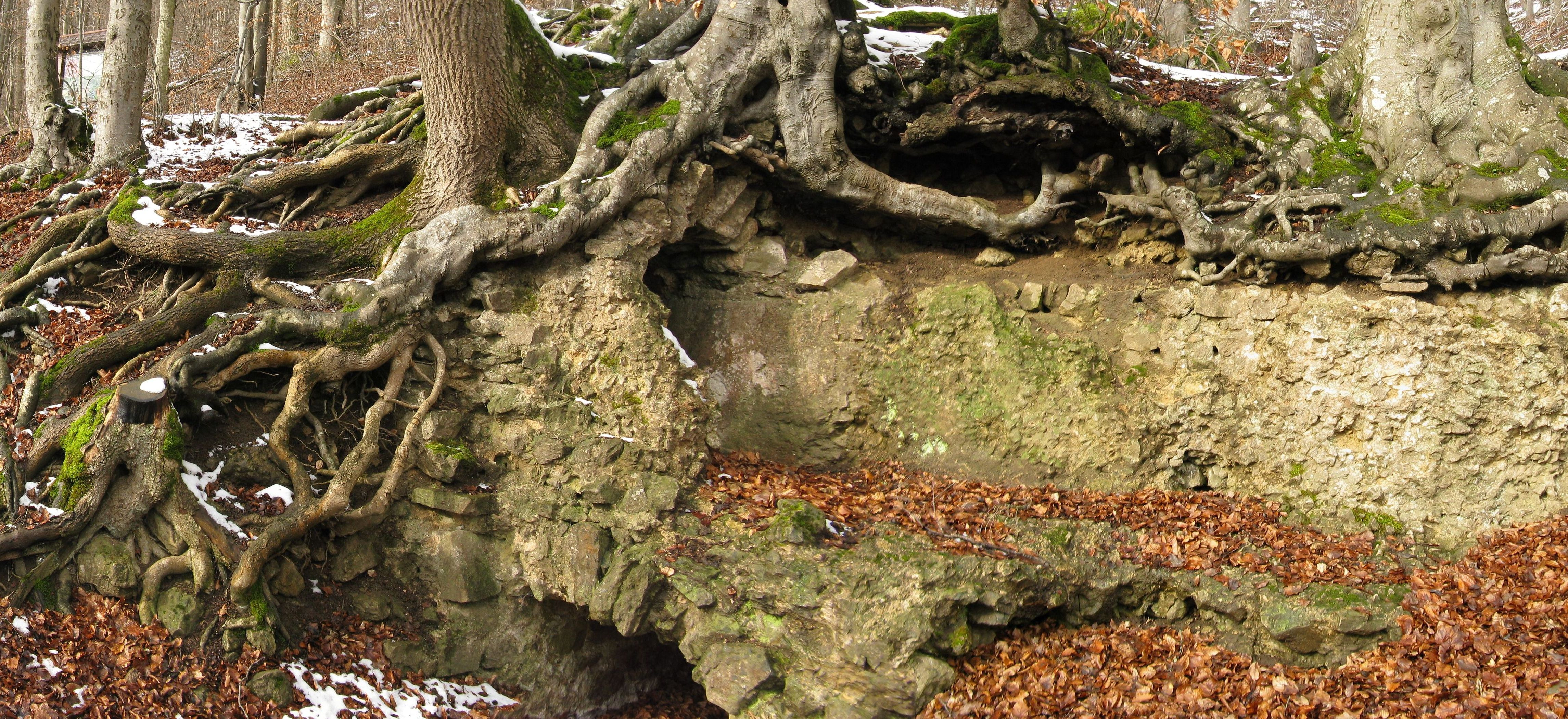
Römische Aquäduktbrücke in Urft, als Überreste der römischen Eifelwasserleitung nach Köln.
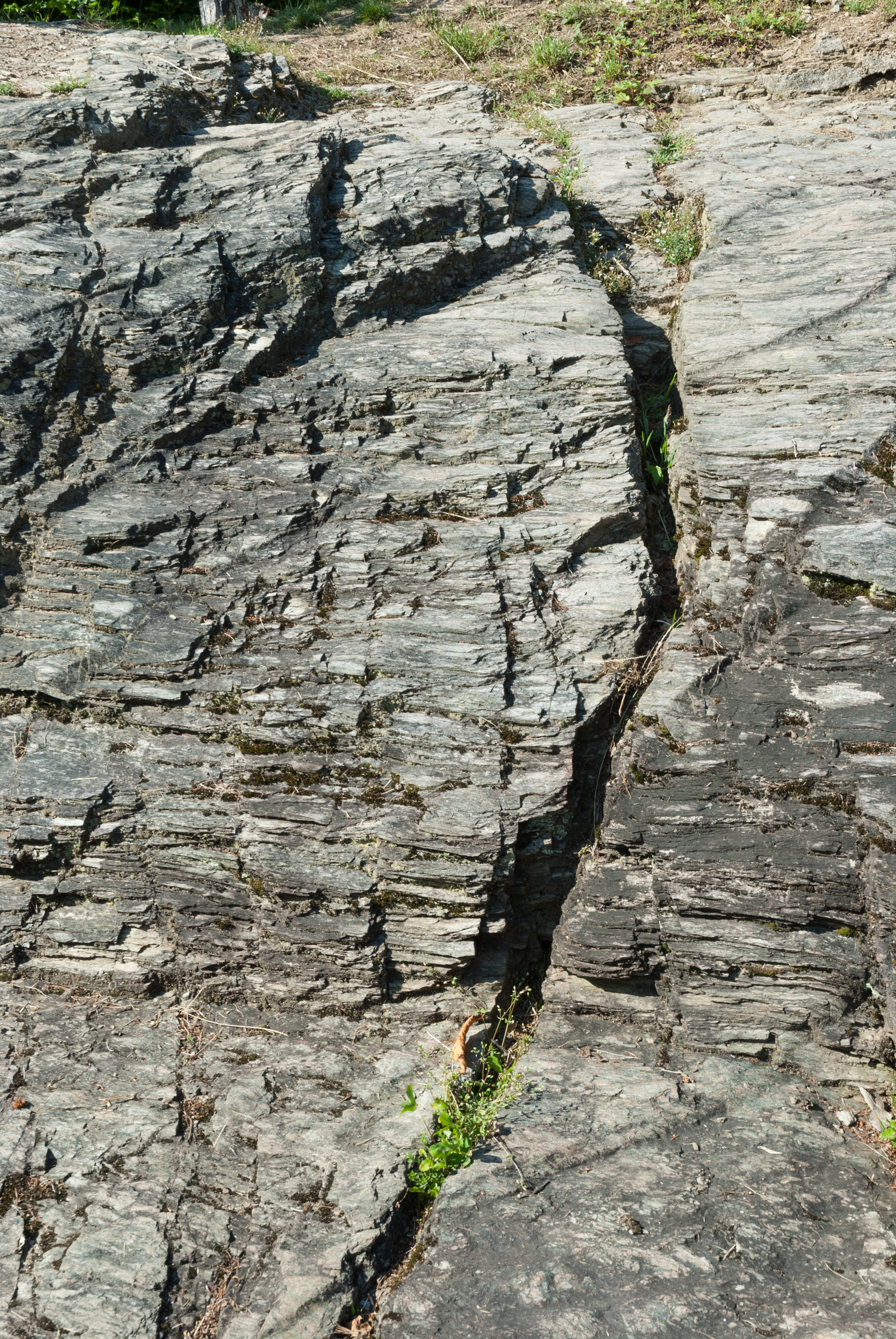
Wasserrinne zur Zisterne in der Rhätersiedlung Himmelreich zwischen Wattens und Volders in Tirol.
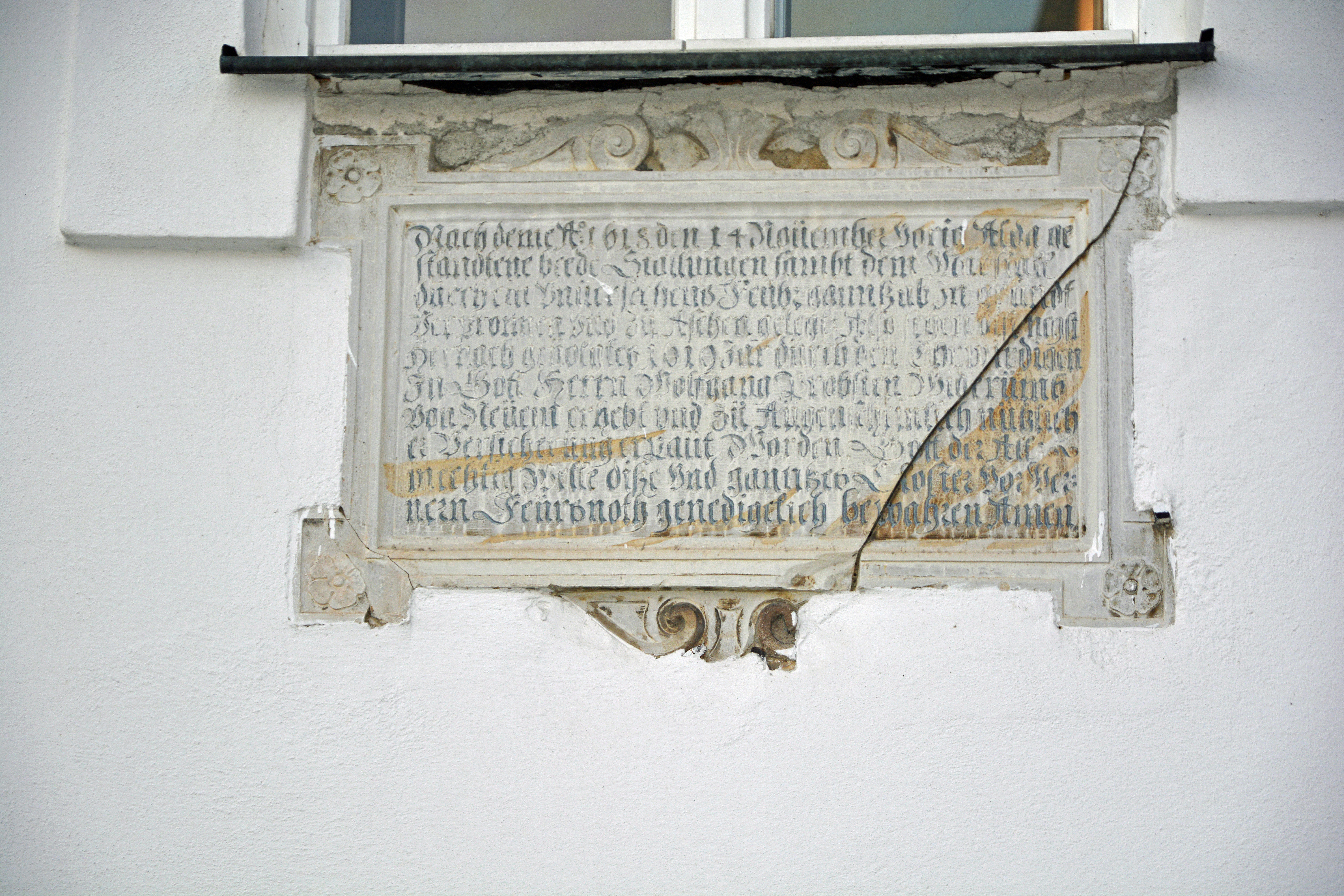
Haustafel in Markt Indersdorf (Landkreis Dachau) – Augustiner-Chorherren-Museum - Marienplatz.
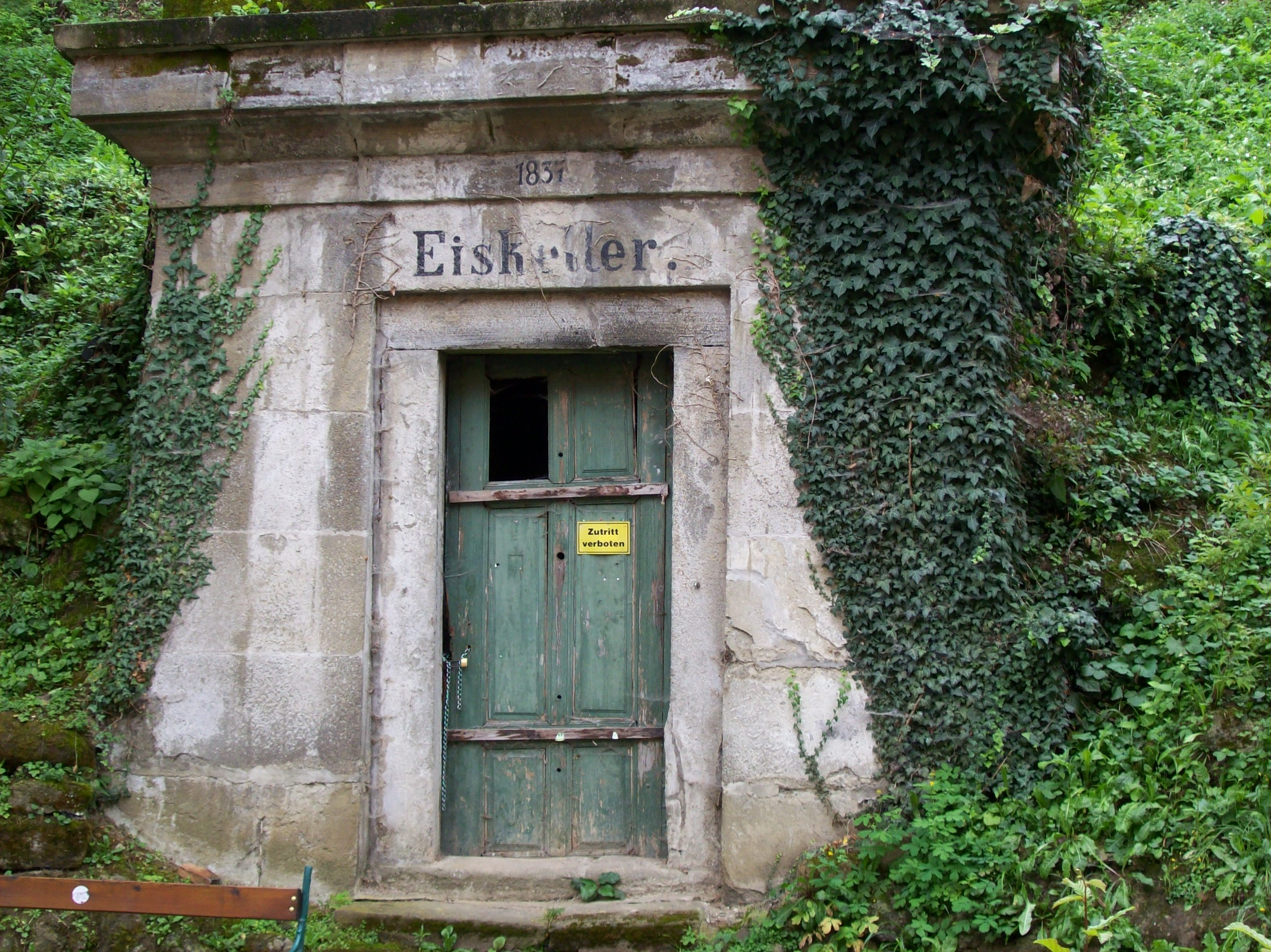
Alter Eiskeller aus dem Jahre 1837 in Bad Gleichenberg.
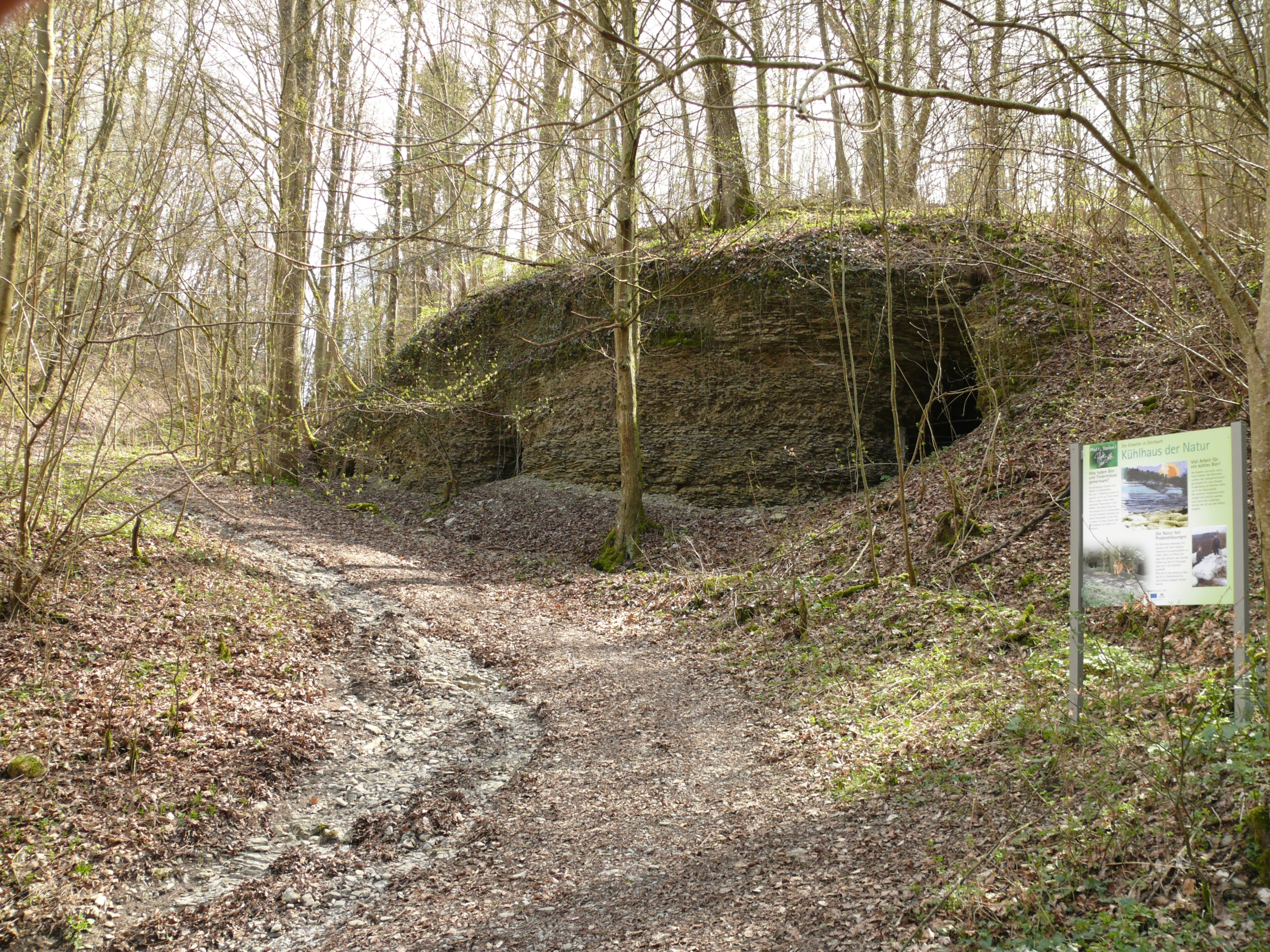
In den Muschelkalk gehauener Eiskeller bei Dörzbach.
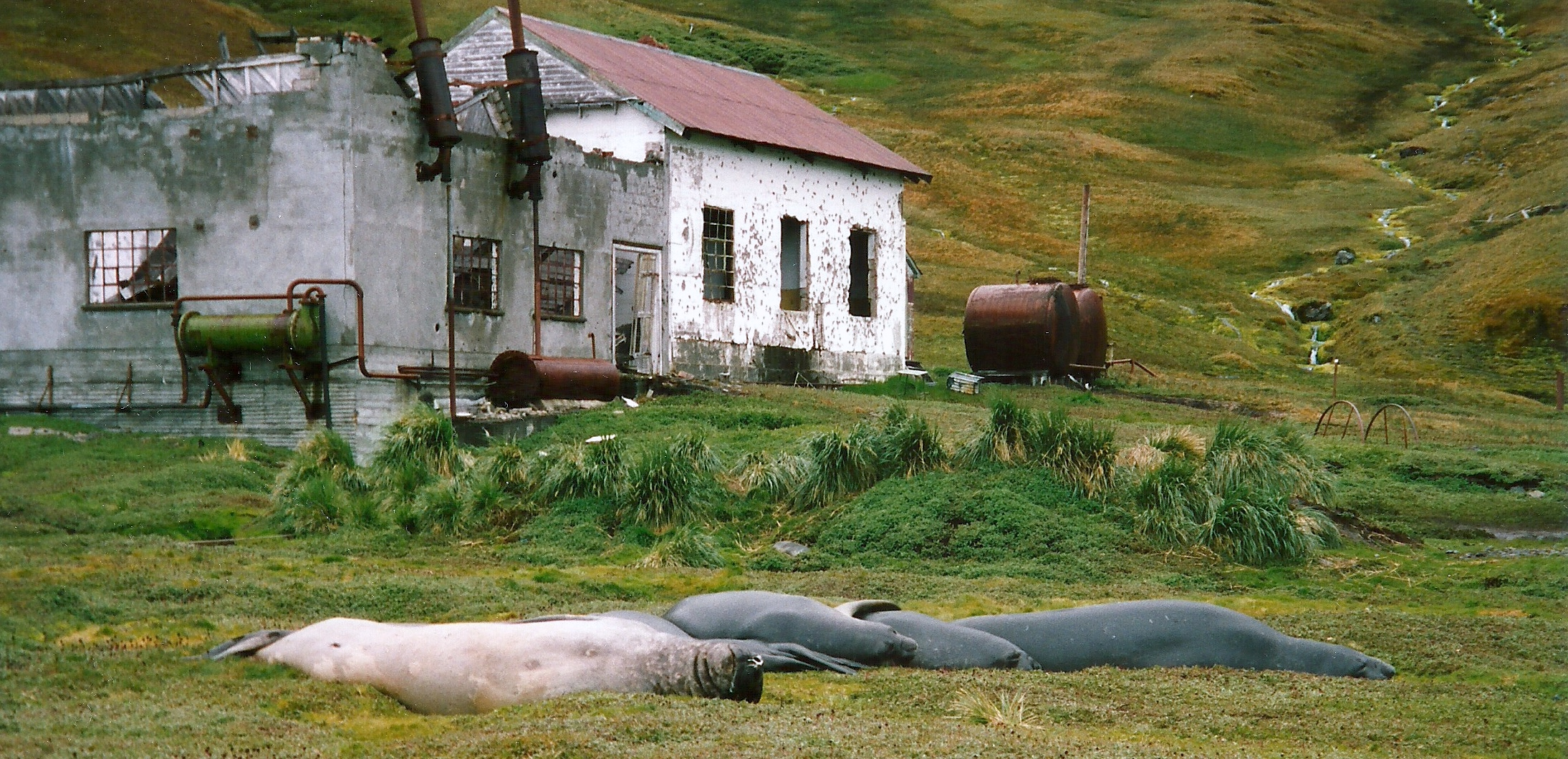
Grytviken, ehemalige Walfang-Station, Süd-Georgien, Antarktis.
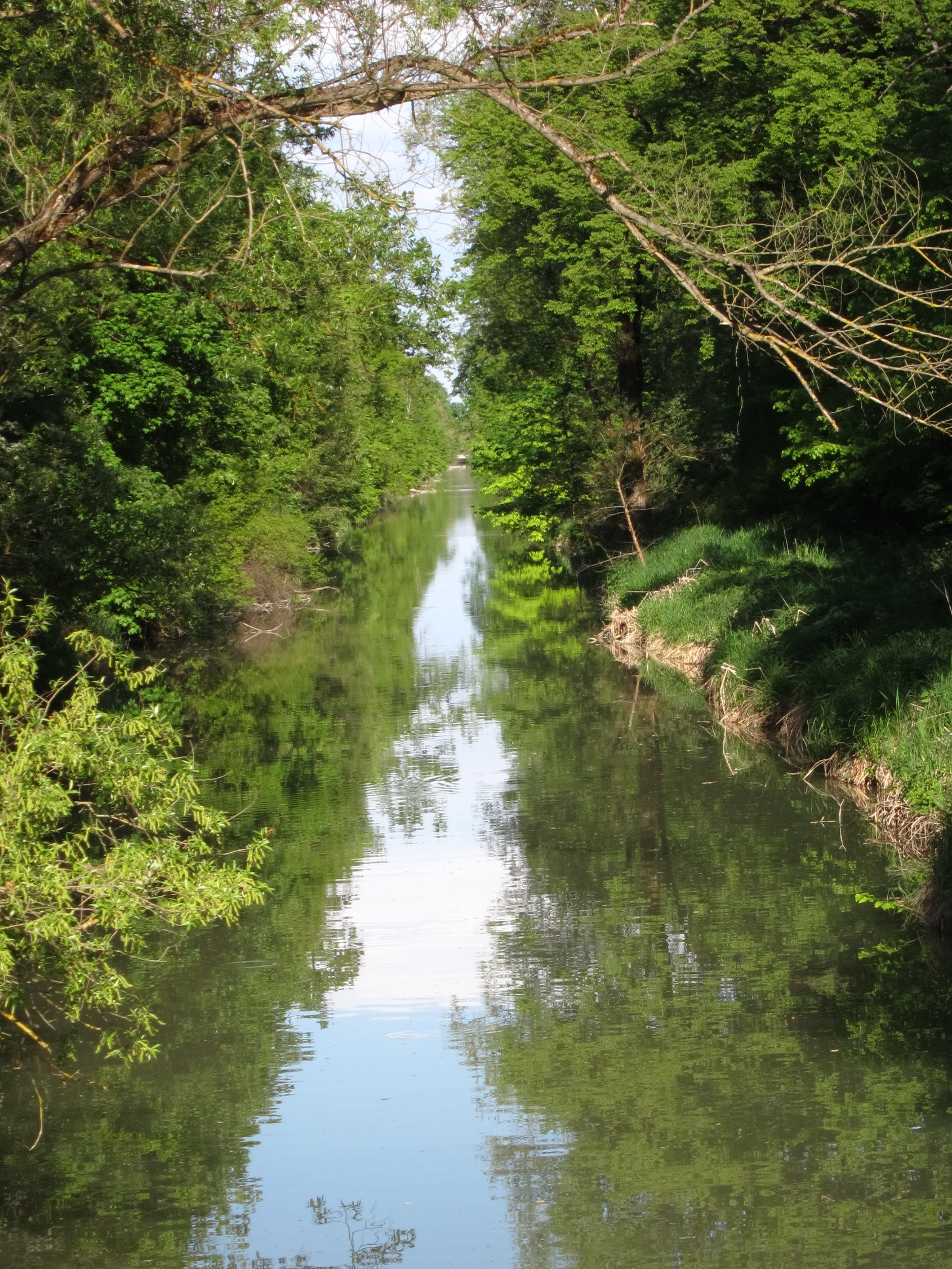
Reste des Schleißheimer Kanals, der einst die Schlösser Nymphenburg, Dachau und Schließheim verband
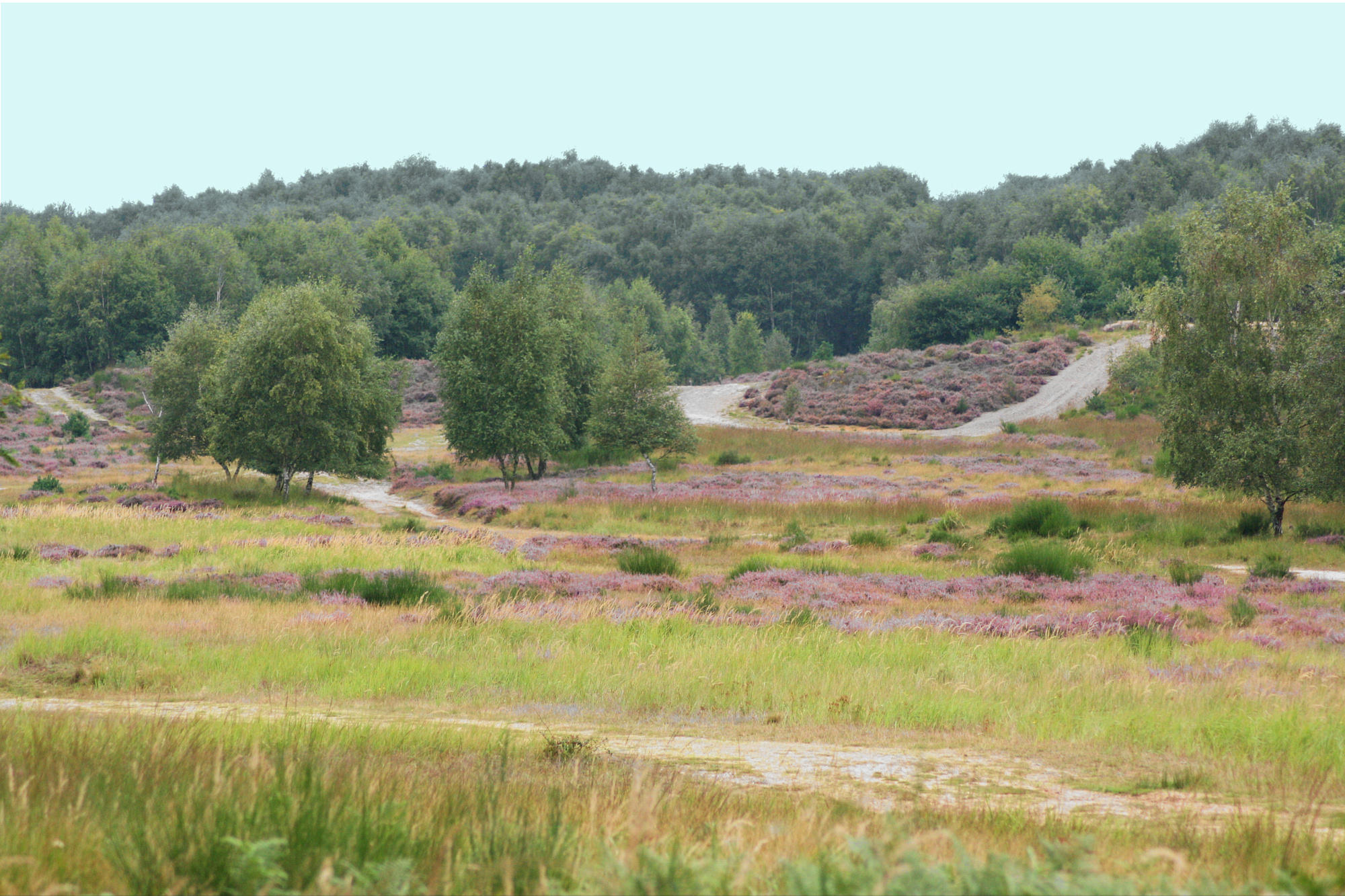
Ehemaliger Truppenübungsplatz Wahner Heide.
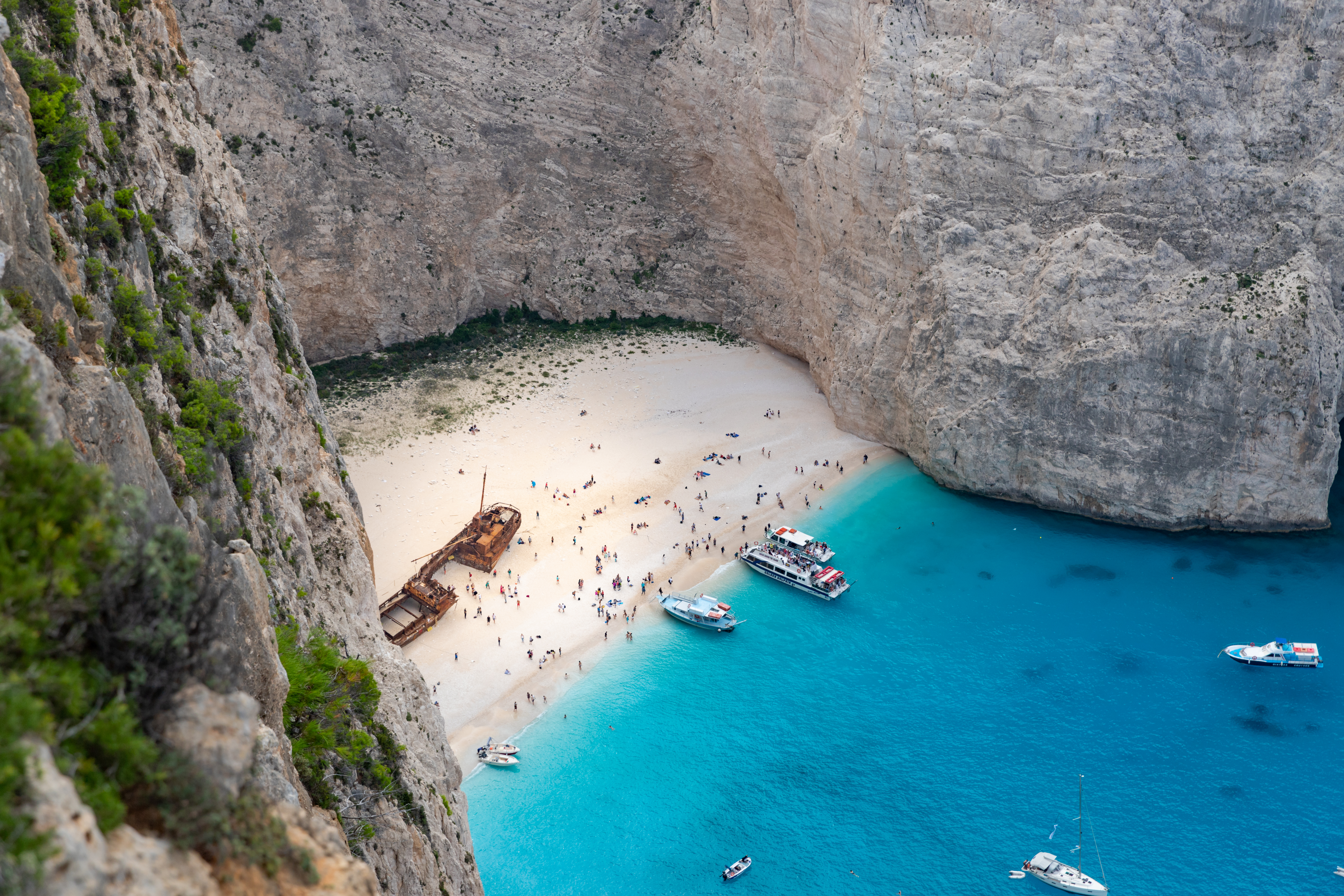
MS Panagiotis Schiffswrack am Navagio-Strand (Zakynthos).
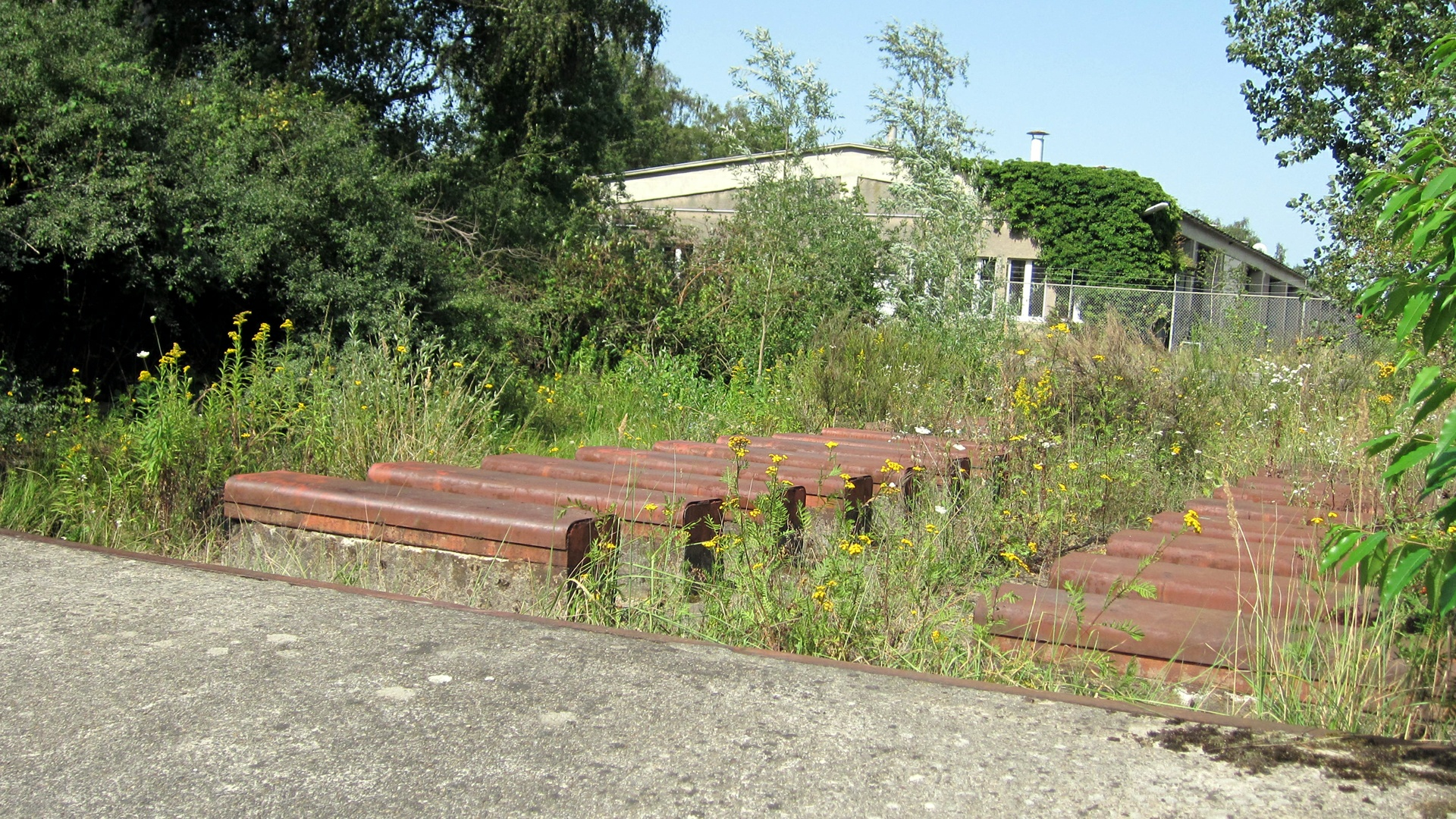
Ehemalige Panzerwaschanlage an der Wahner Heide bei Troisdorf, ehemaliges Camp Altenrath (früheres belgisches Camp Major Legrand)
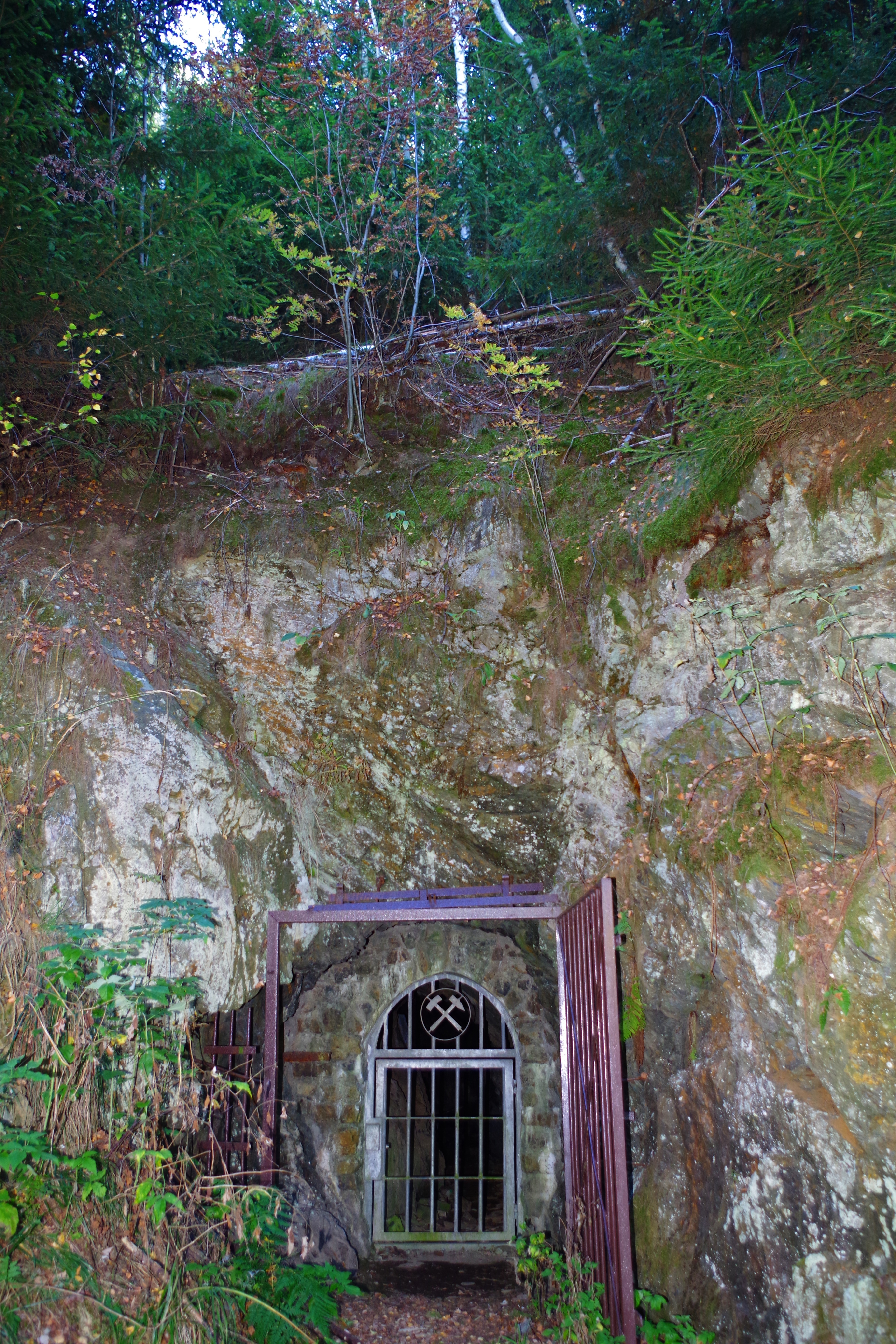
Altes Bergwerk bei Trautenstein (Naturpark Harz Sachsen-Anhalt).
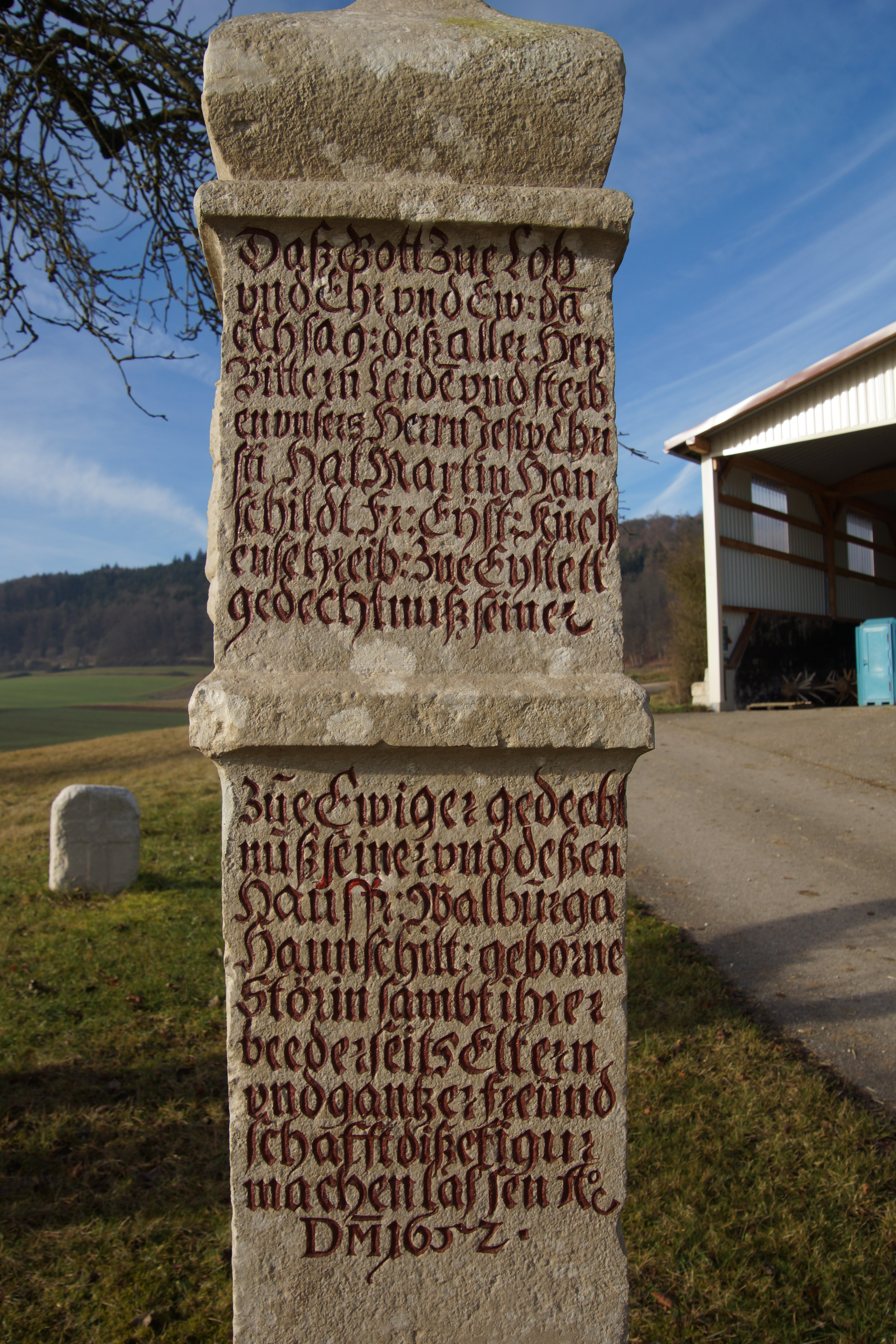
Bildstock in Isenbrunn.
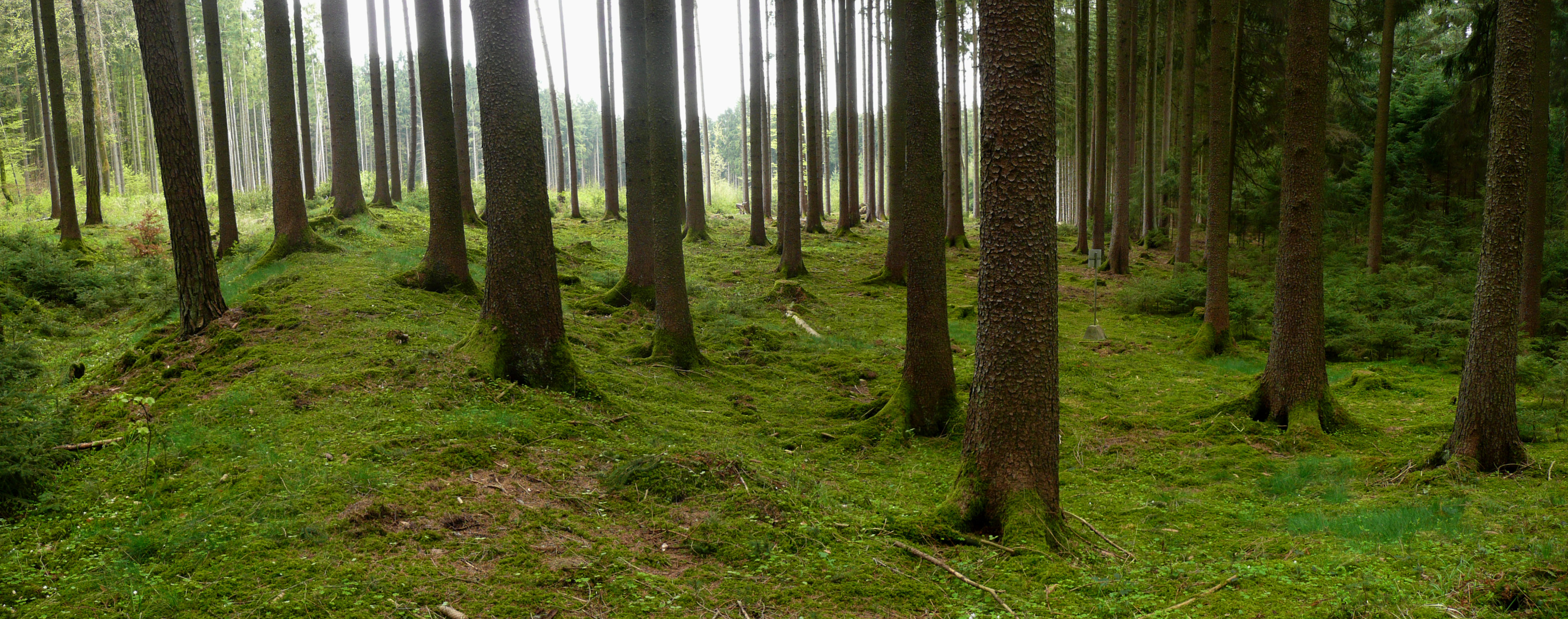
Keltenschanze Möckenlohe von Nordost.
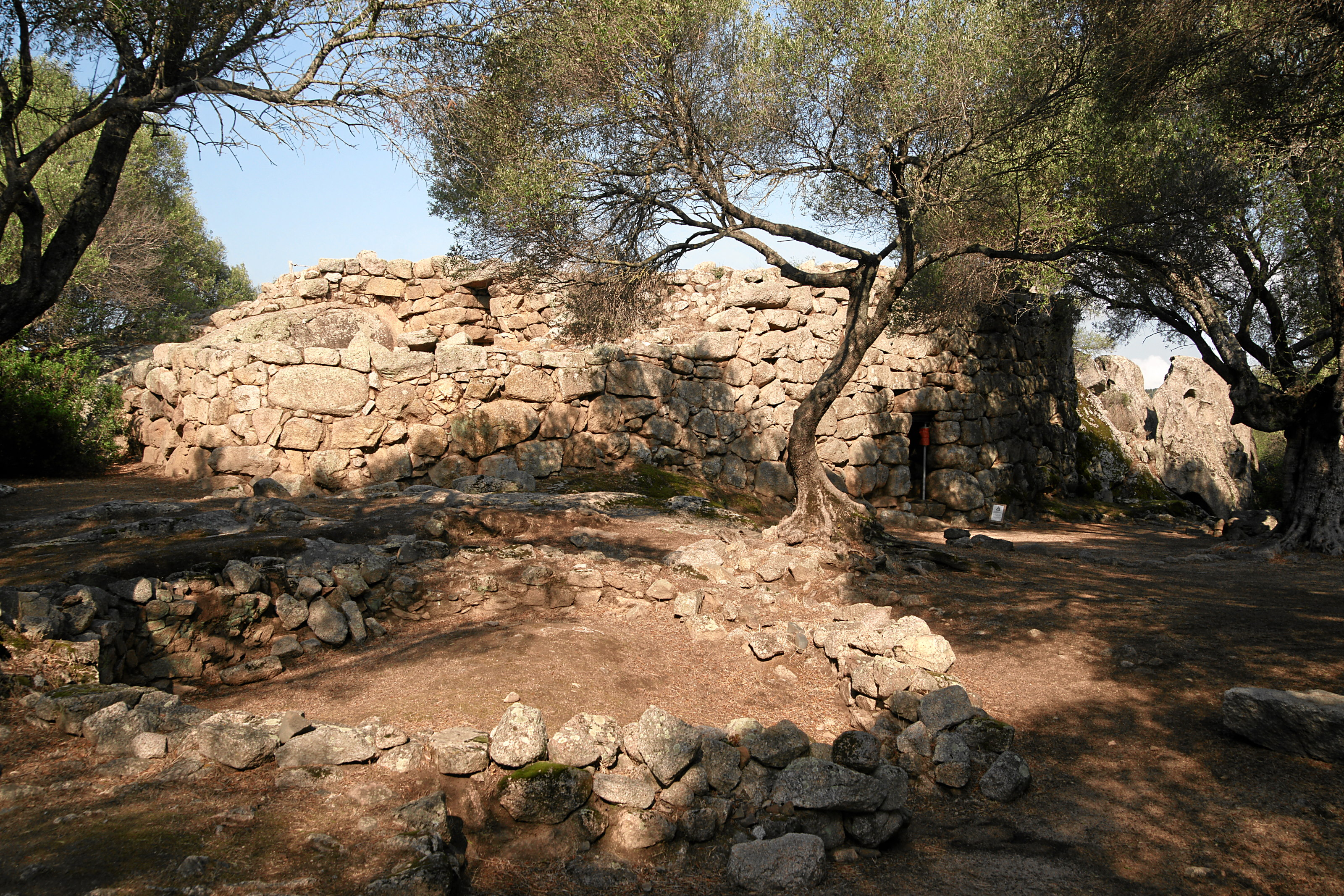
Arzachena, Parco Archeologico, Nuraghe Albucciu auf Sardinien.
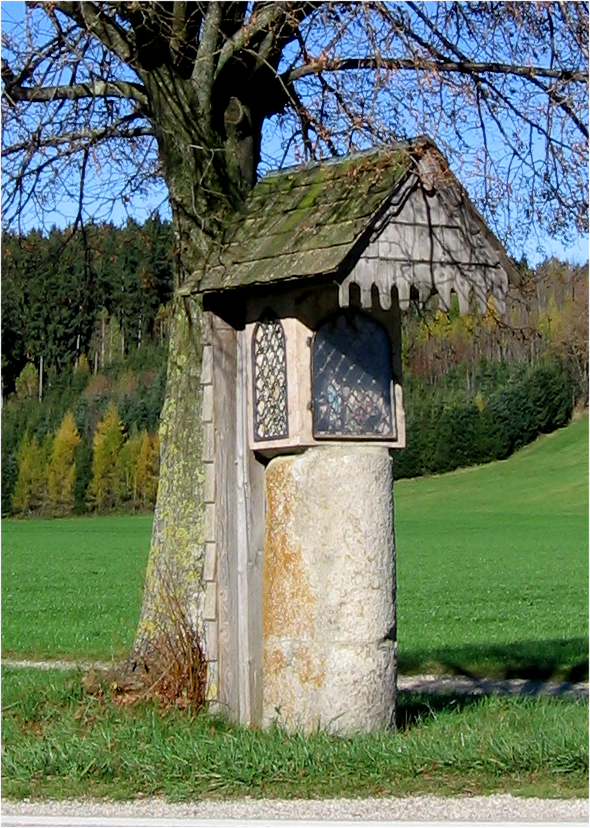
Bildstock auf römischer Meilenstein (Traunstein Ortsteil Wolkersdorf, Kraimoser Feld).
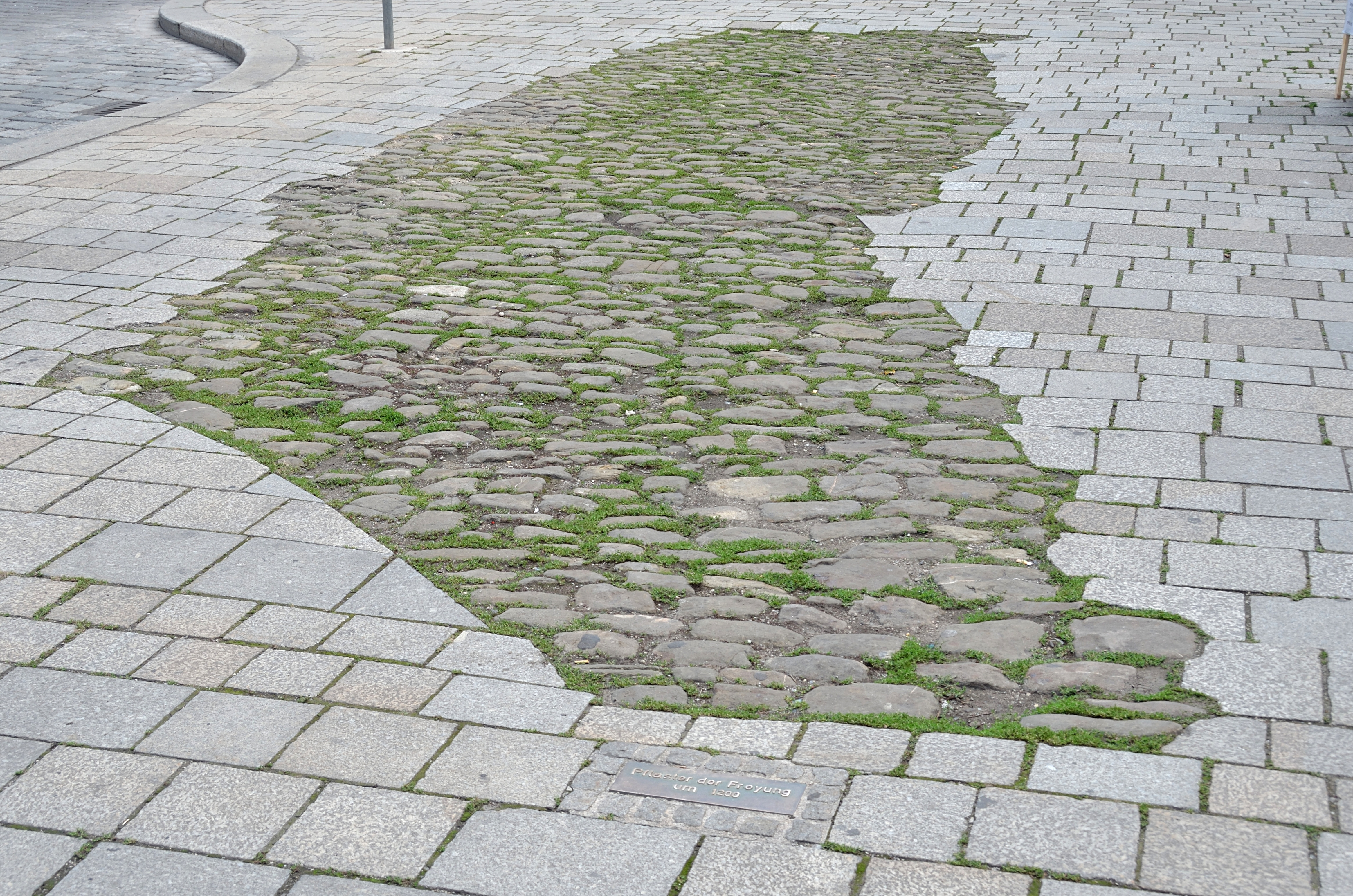
Alte Pflasterung aus den Jahren um 1200 in Freyung in Wien.
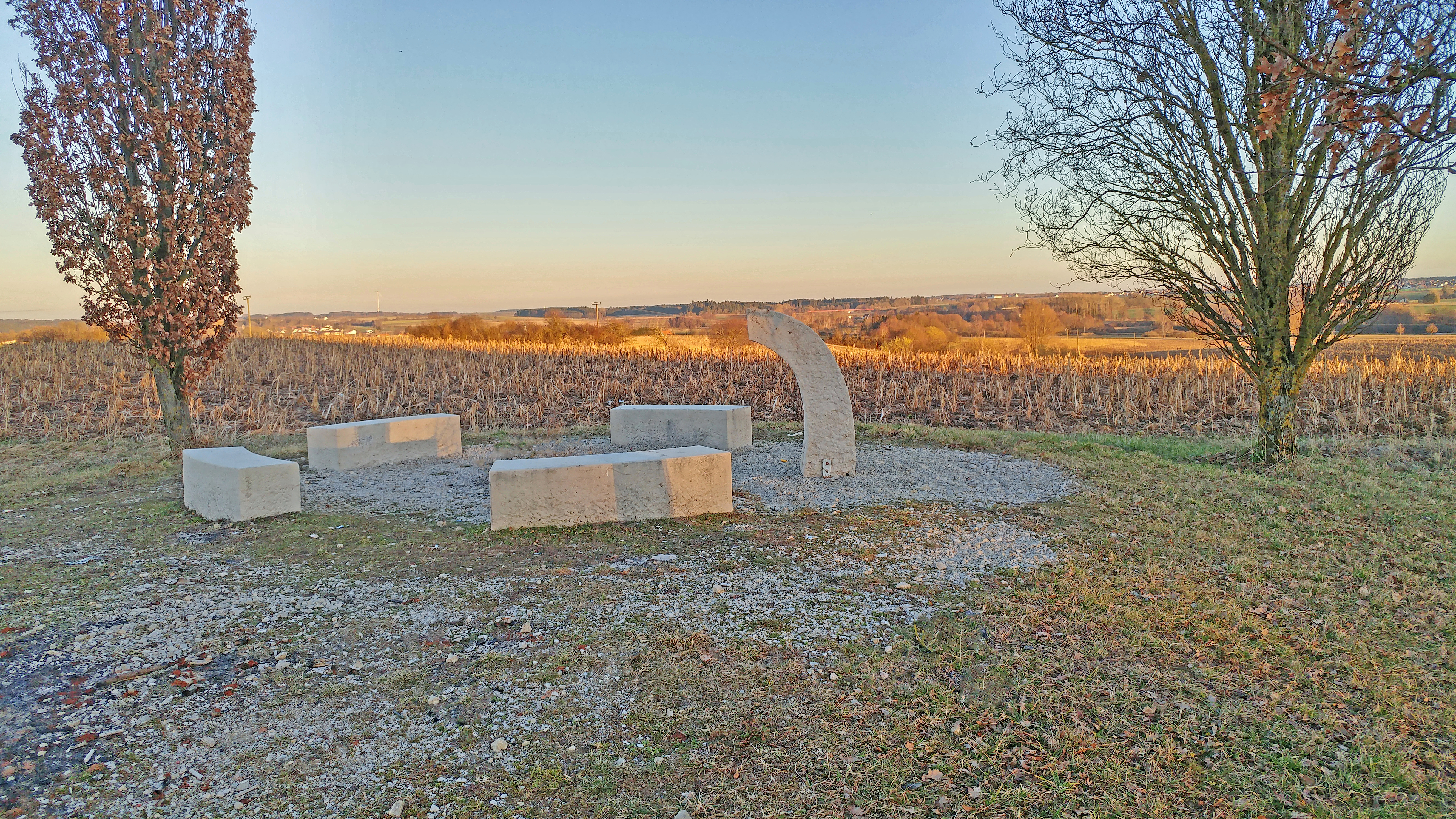
Landschaftsdenkmal Aufhausen bei Weichs (Symbol Erde) an einem Janusplatz und Kultort der Kelten.
Die Anna-Kapellen-Höhle (auch Annakapellenhöhle oder Göpfelsteingrotte) ist eine Karsthöhle. Die einstige Wohnhöhle liegt auf dem Gemeindegebiet von Veringenstadt im Landkreis Sigmaringen.
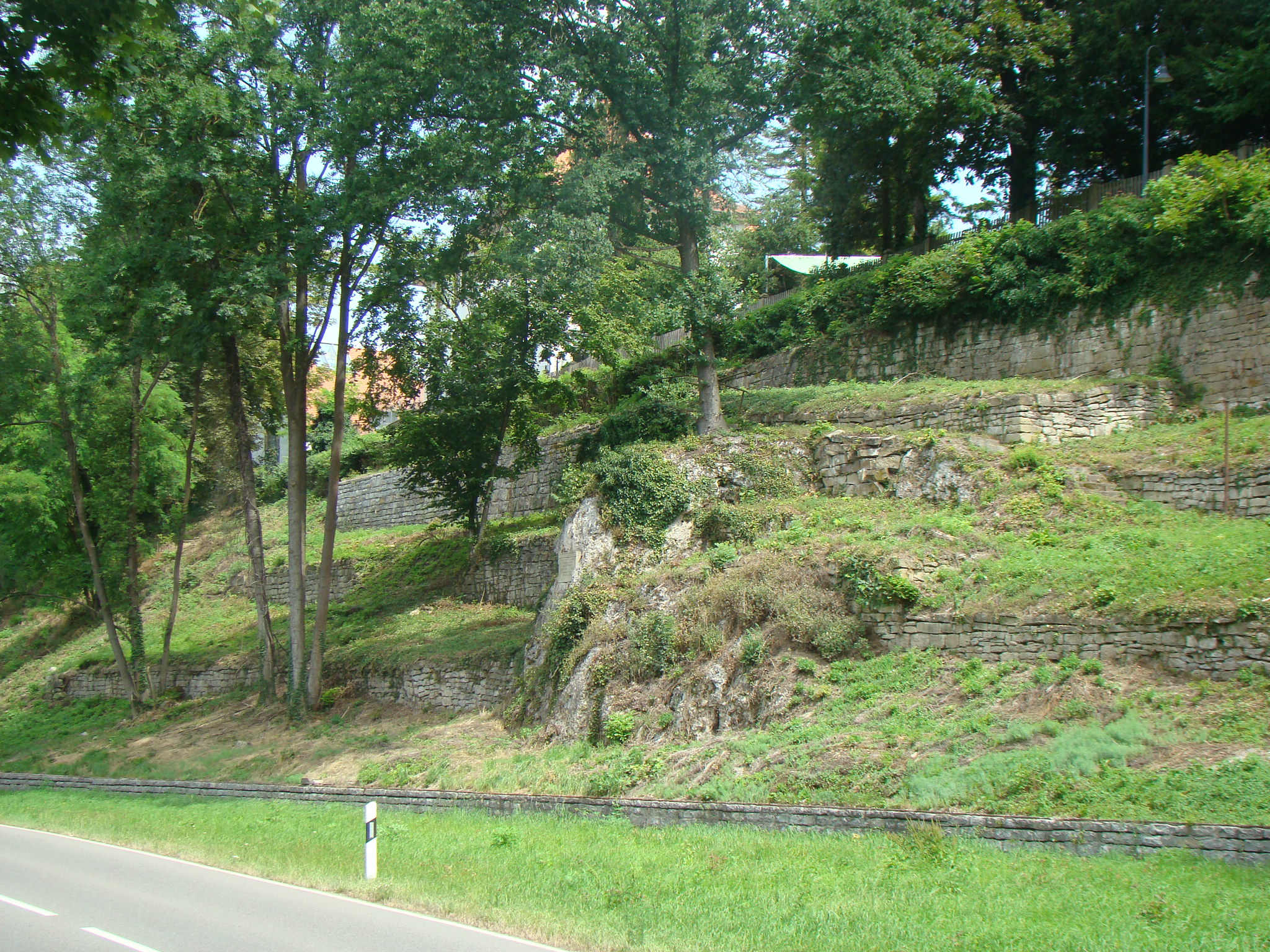
Aufgegebene Weinbergterrassen in Talheim (Landkreis Heilbronn), im Jahre 1792 angelegt von Friedrica von Gemming
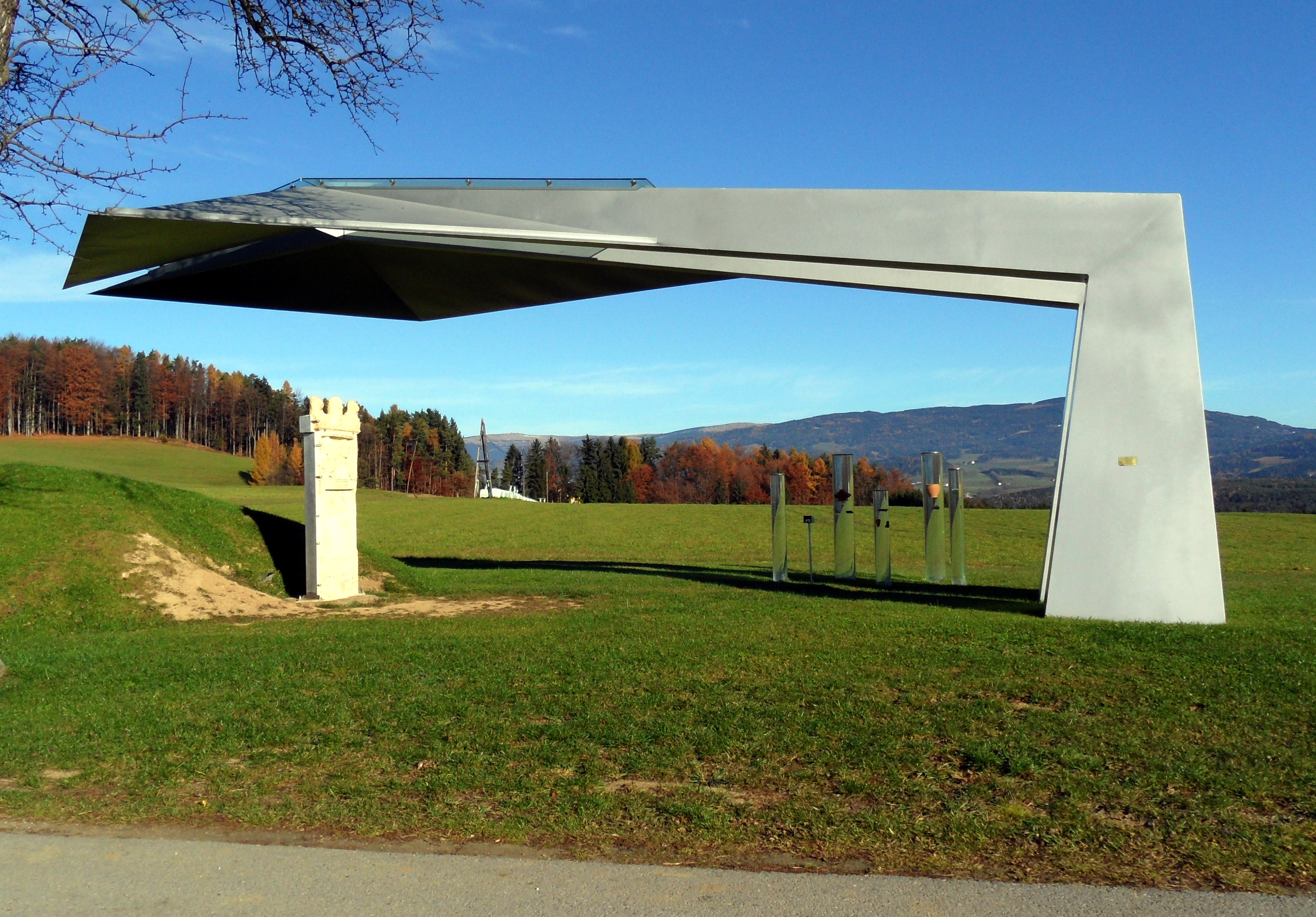
Römergrab in Lebing, Steiermark (Österreich).
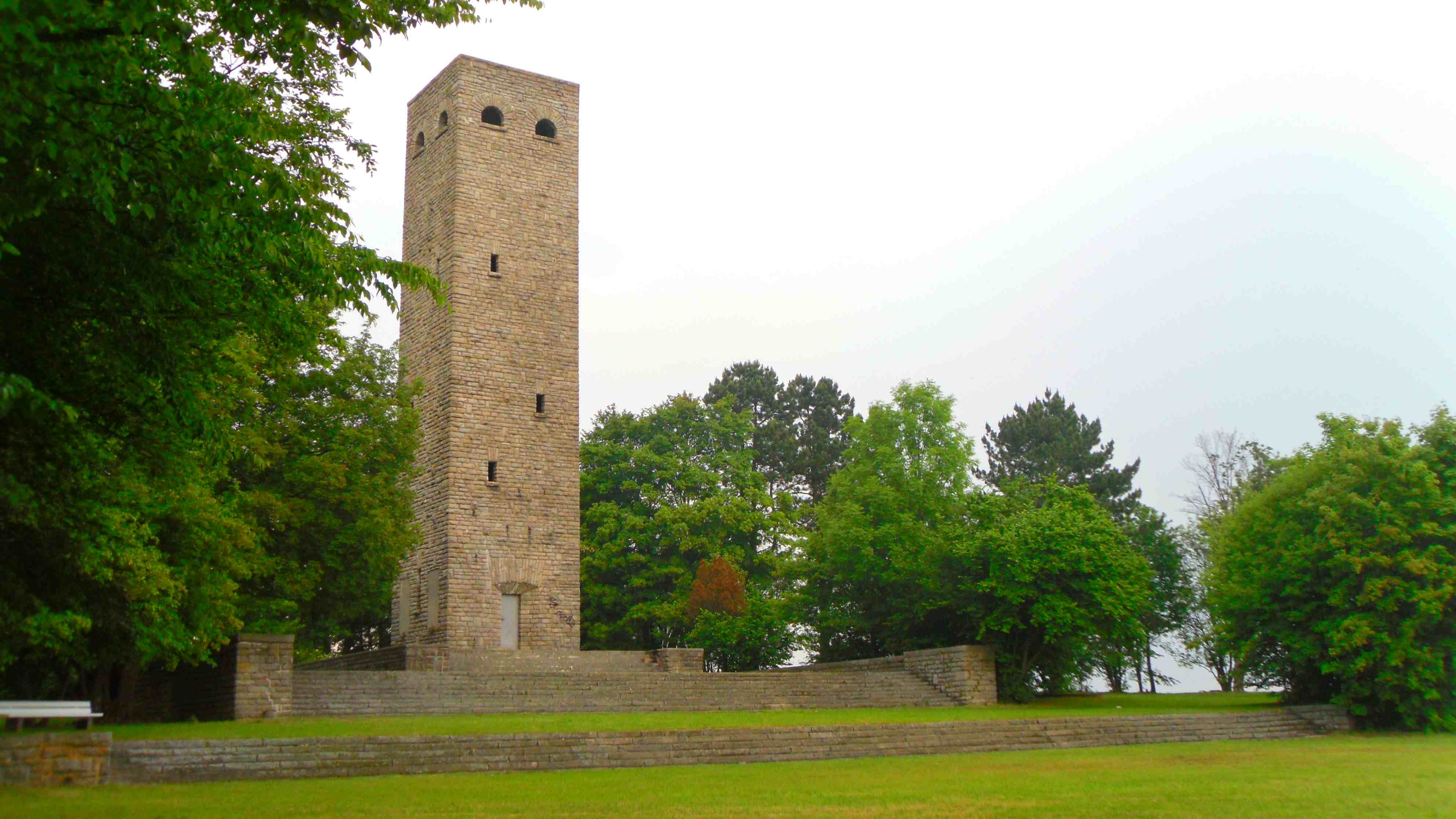
Der Münchberger Turm auf dem Rohrbühl wurde 1937 als Kriegerdenkmal angelegt und das Gelände diente für nationalsozialistische Sonnenwendfeiern.
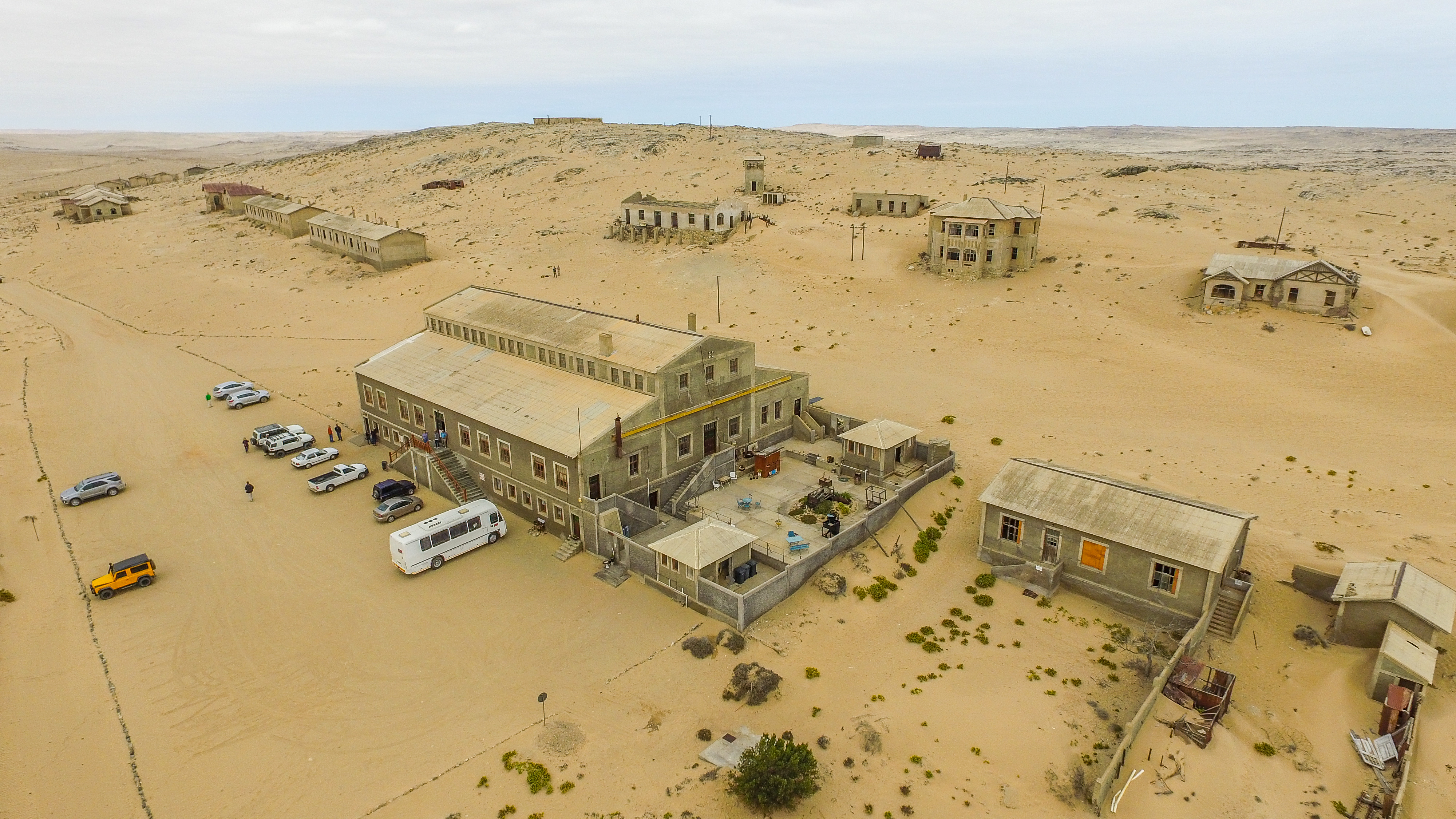
Geisterstadt Kolmannskuppe (Namibia).
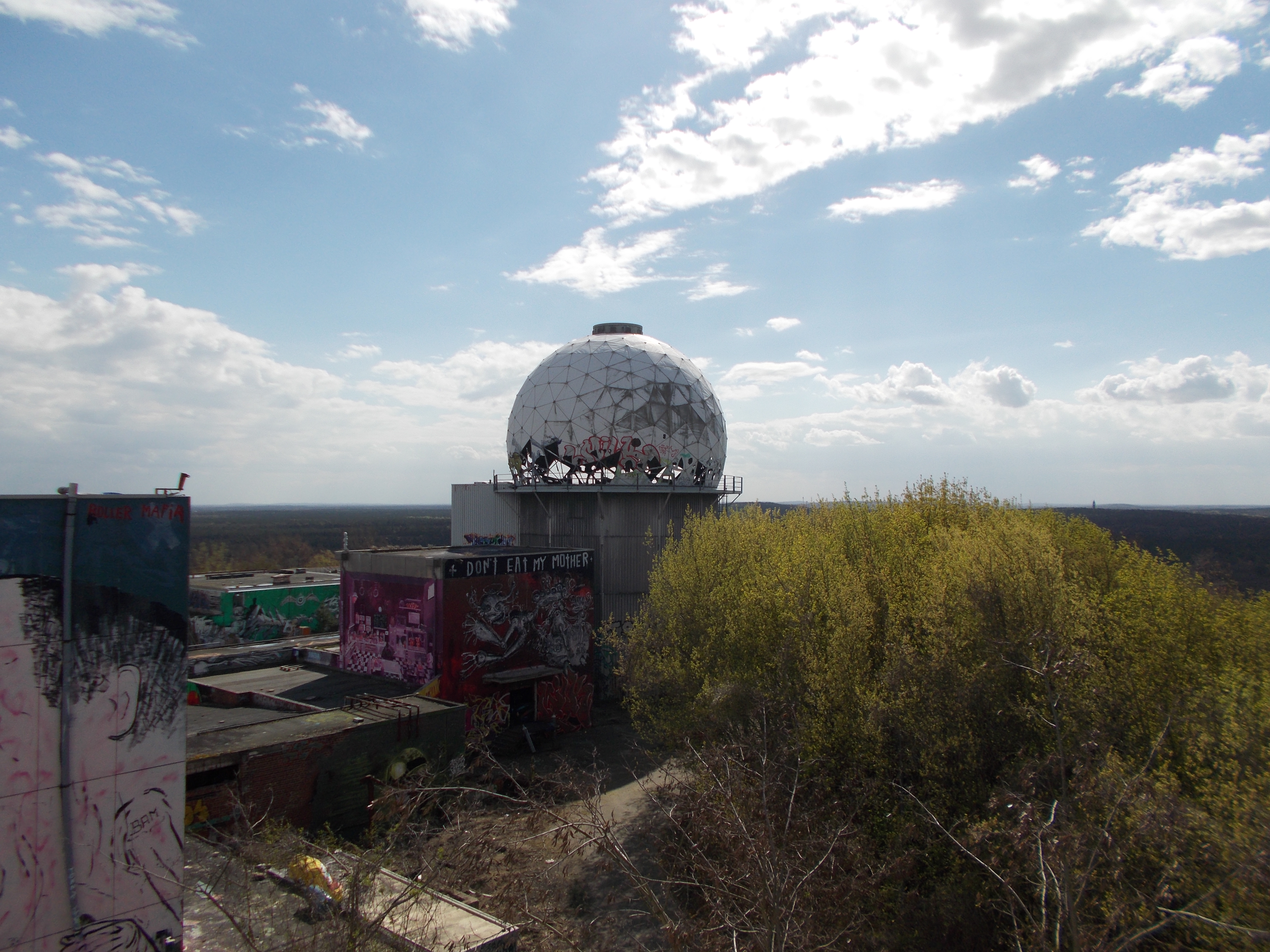
Teufelsberg in Berlin: Ehemalige US-Abhörstation auf dem Teufelsberg.
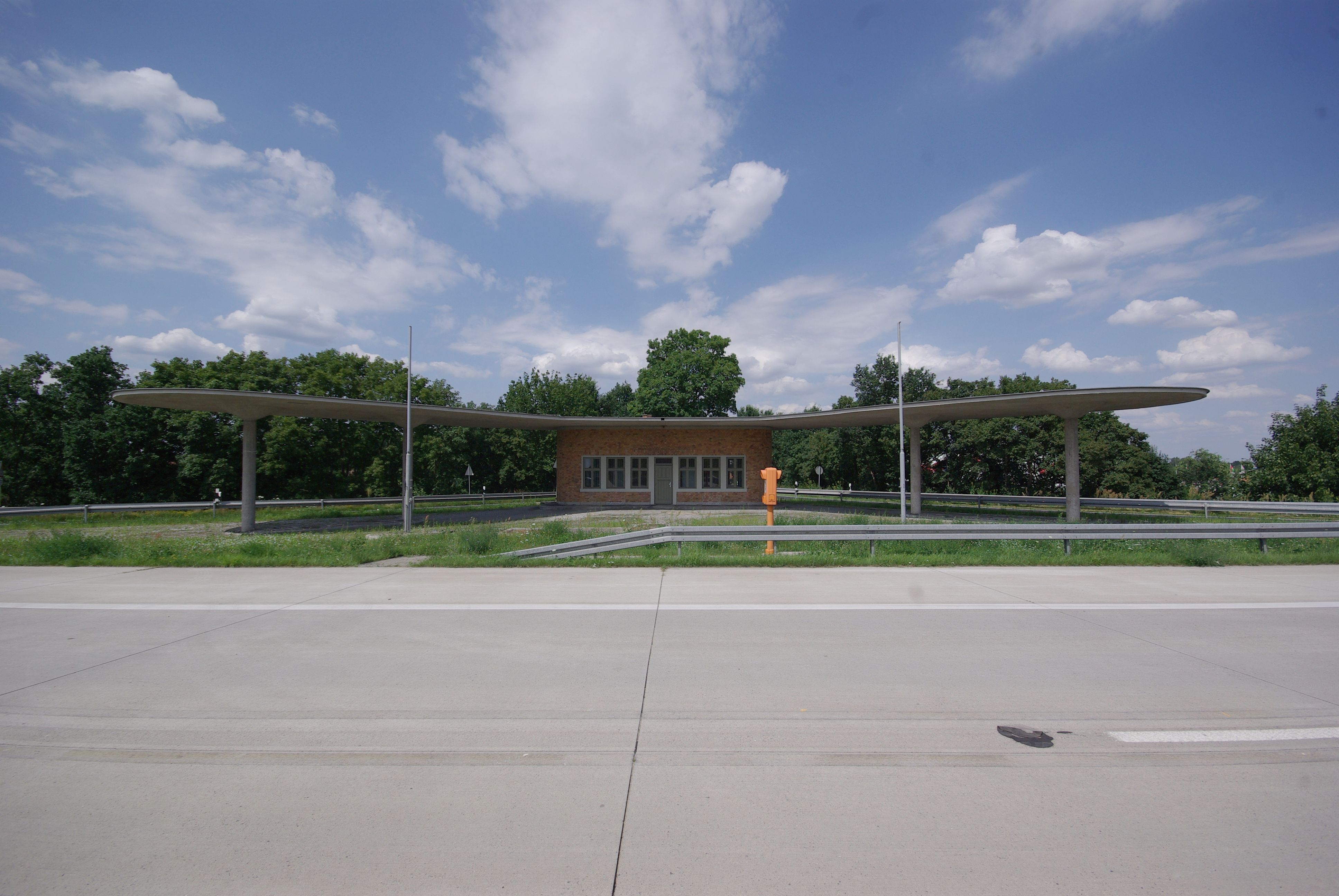
Alte Tankstelle an der BAB A12.
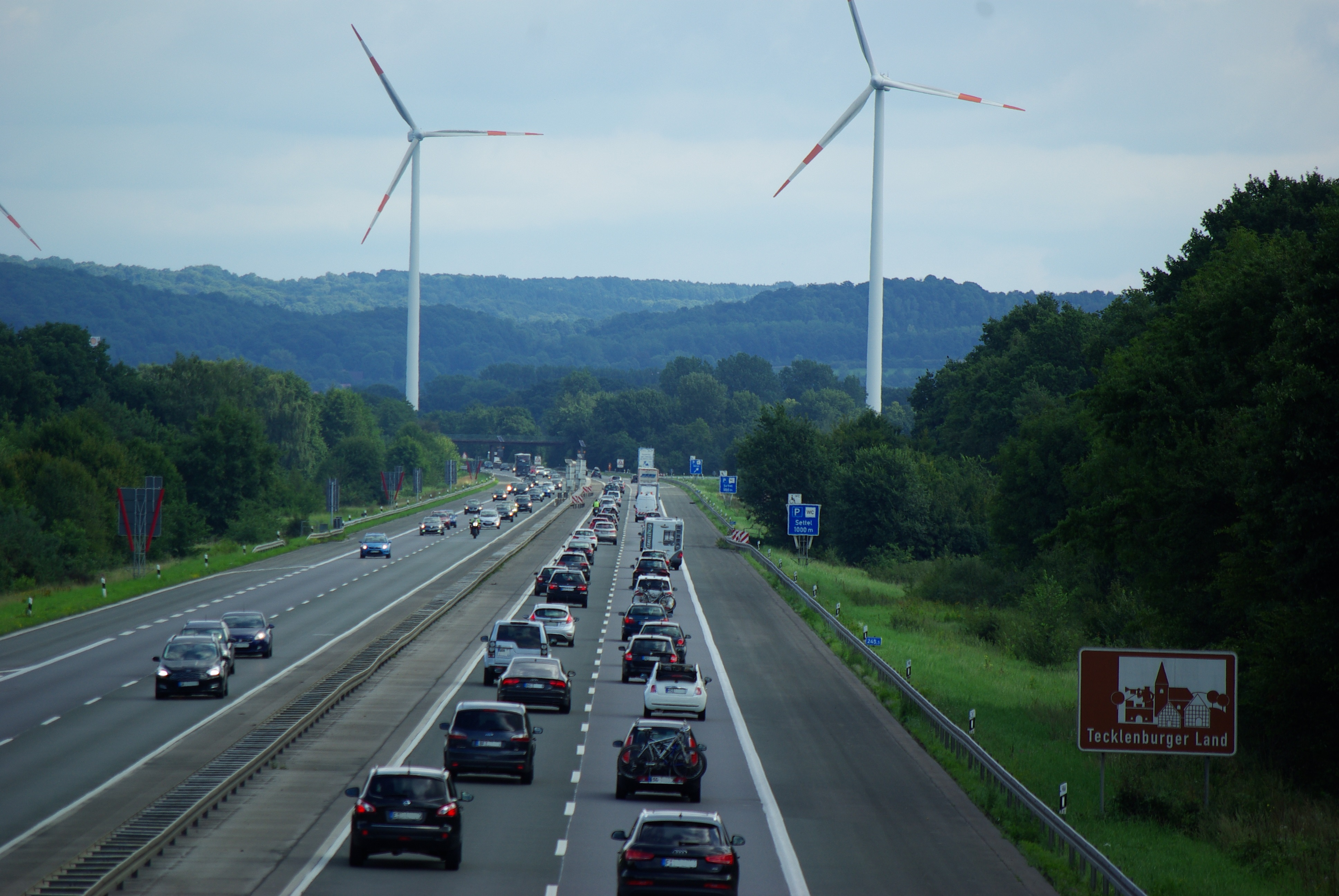
Tecklenburger Land: Zurückgebauter Autobahn-Behelfsflugplatz zwischen Ladbergen und Lengerich mit Windrädern in der Einflugschneise.
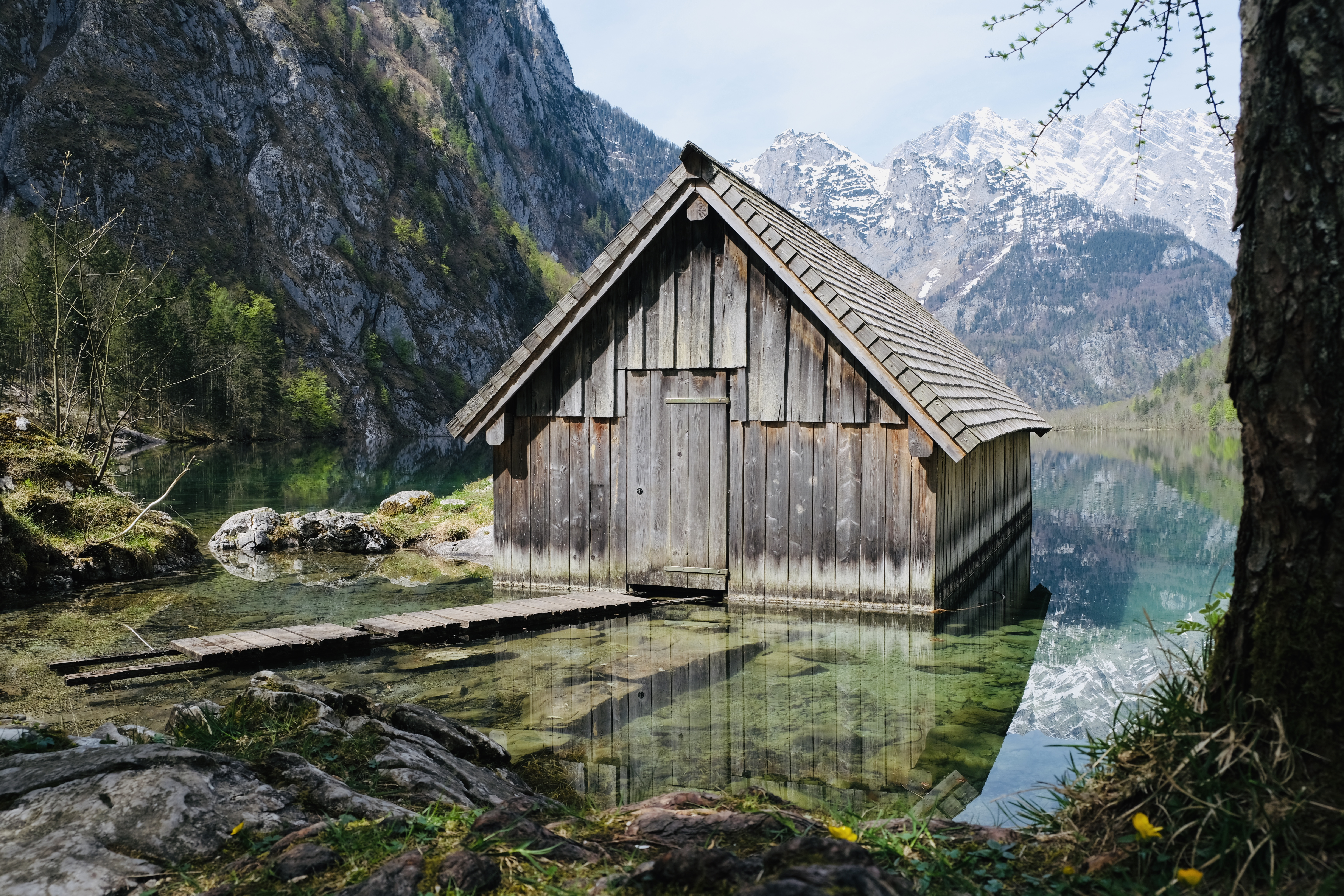
Bootshütte Fischunkelalm im Nationalpark Berchtesgaden.
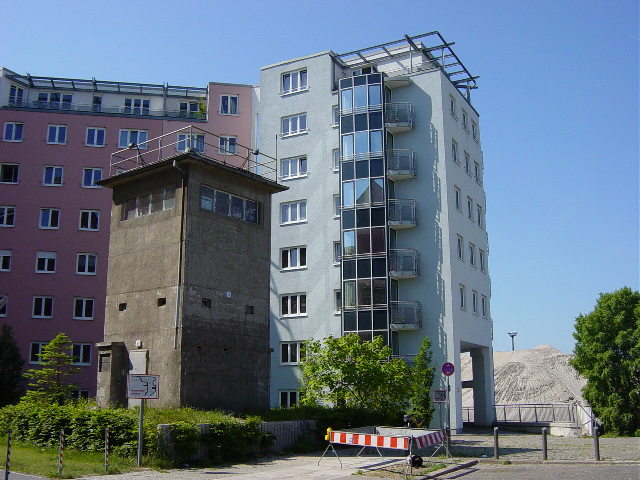
Berlin-Mitte: Wachturm Haabersaathstraße, Teil der Berliner Mauer (Innerdeutsche Grenze 1961–1989).
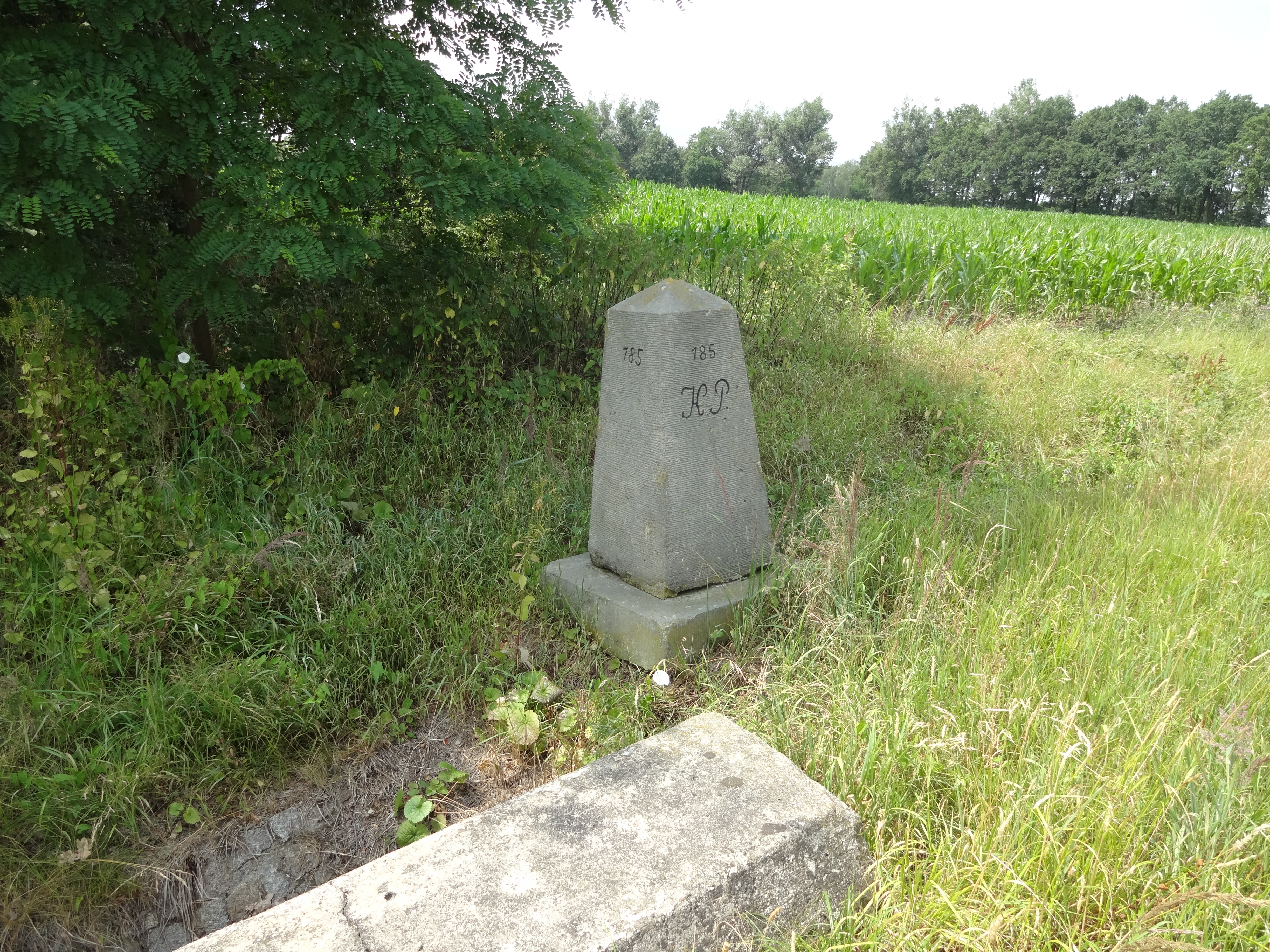
Sächsisch-Preußischer Grenzstein Nr. 185 Gröditz Prösen.
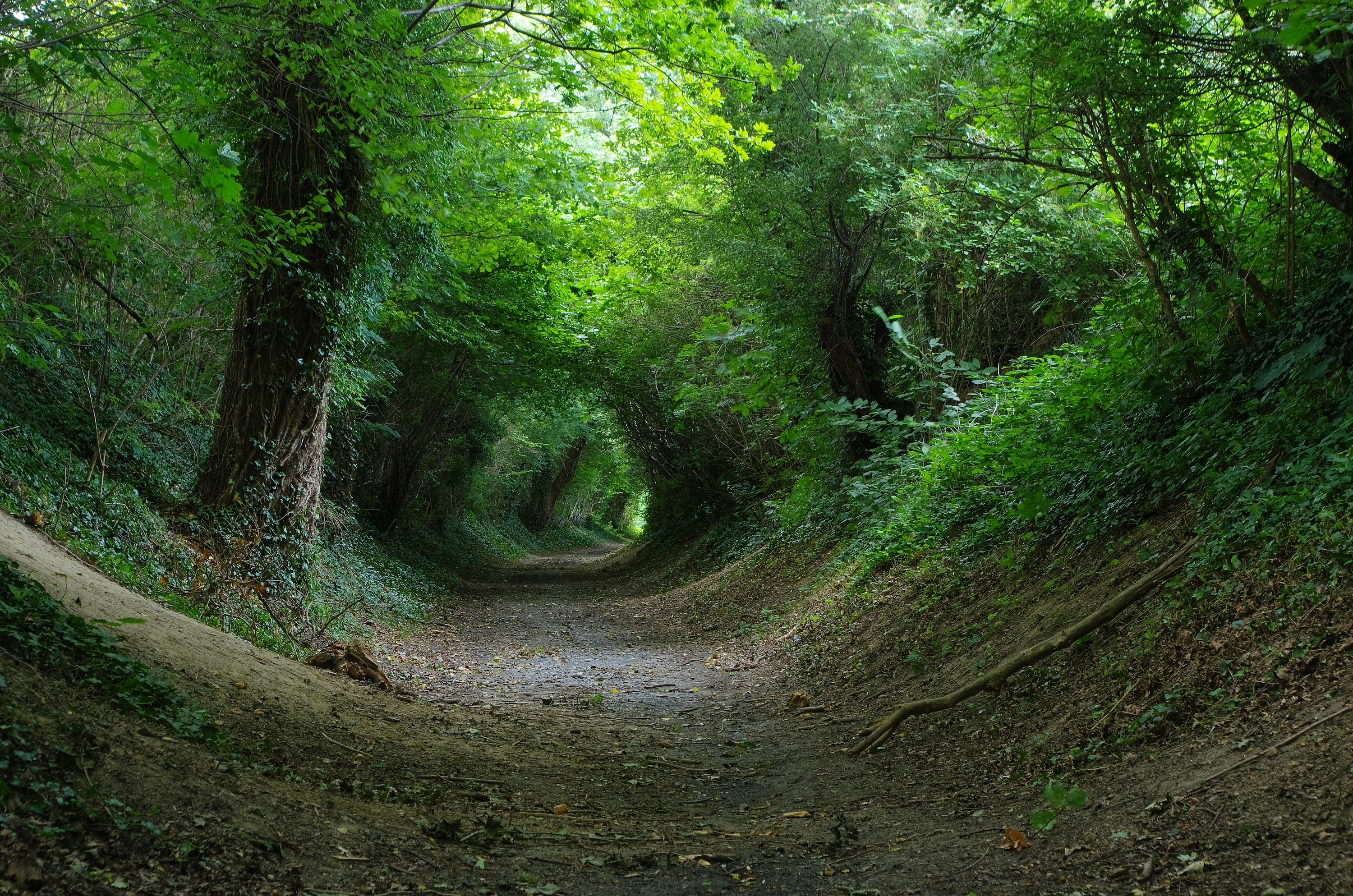
Alter Hohlweg bei der ehemaligen Büdericher Schanze.
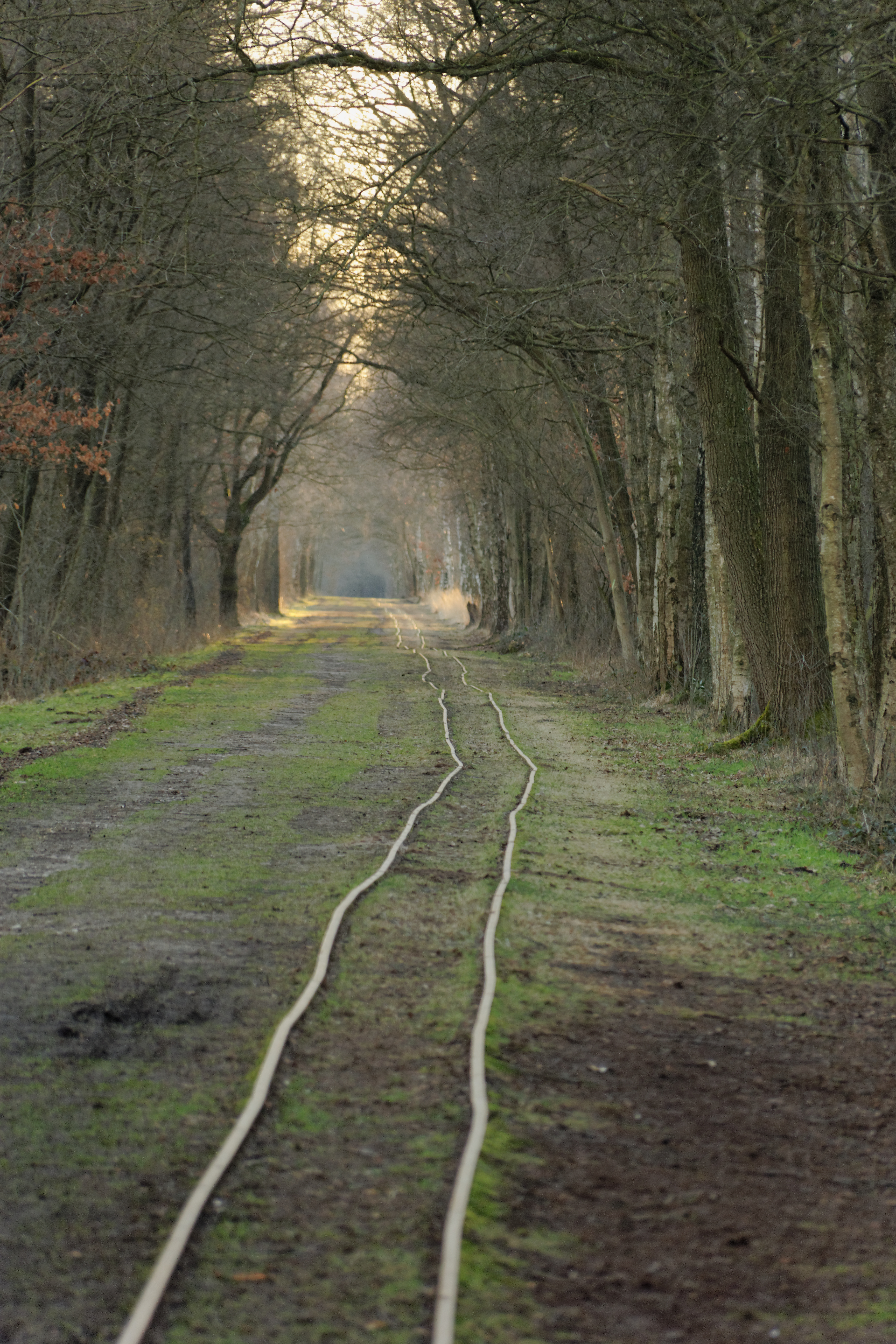
Torfbahn Himmelmoor.
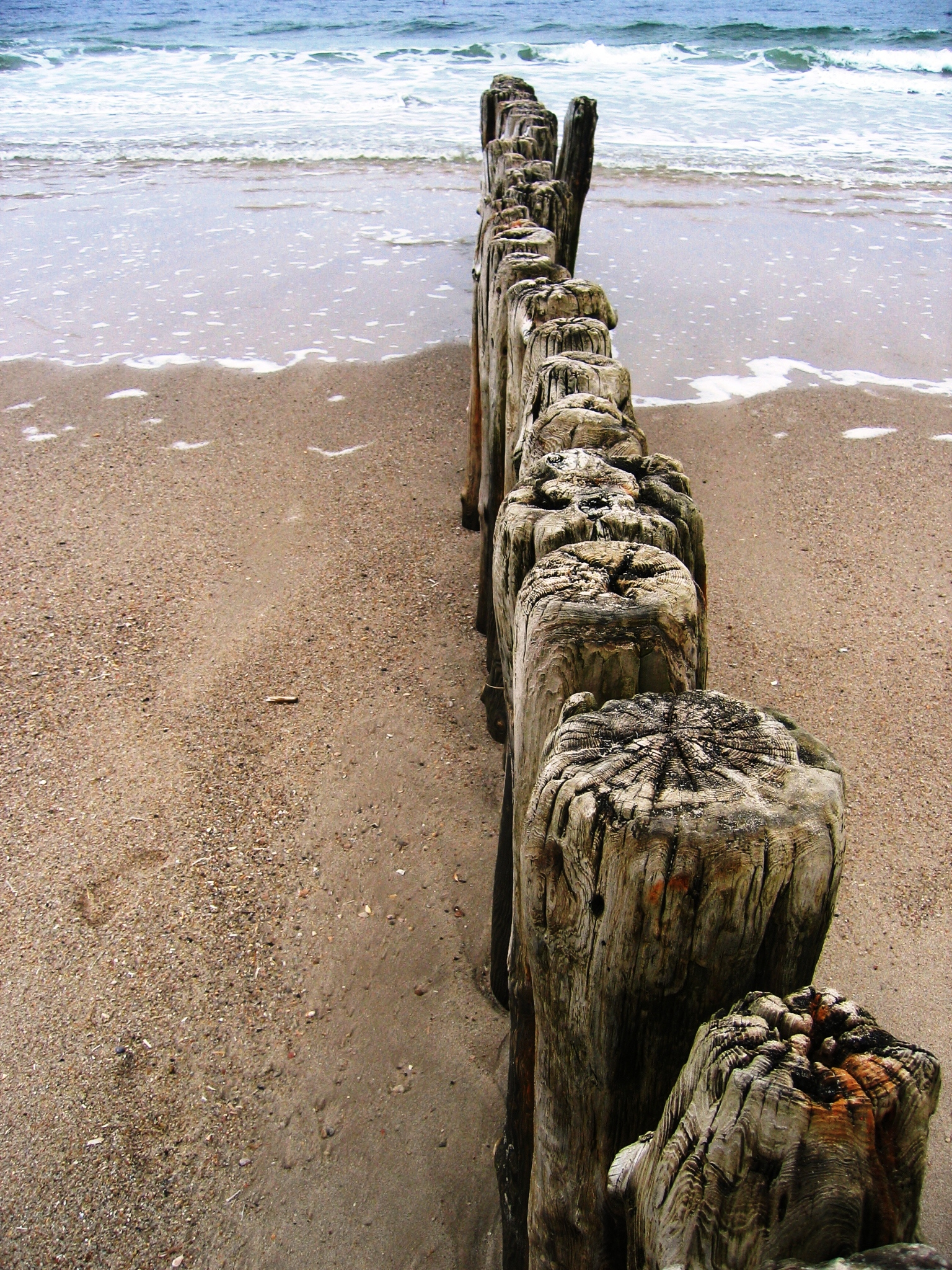
Alte Buhnen auf Sylt.
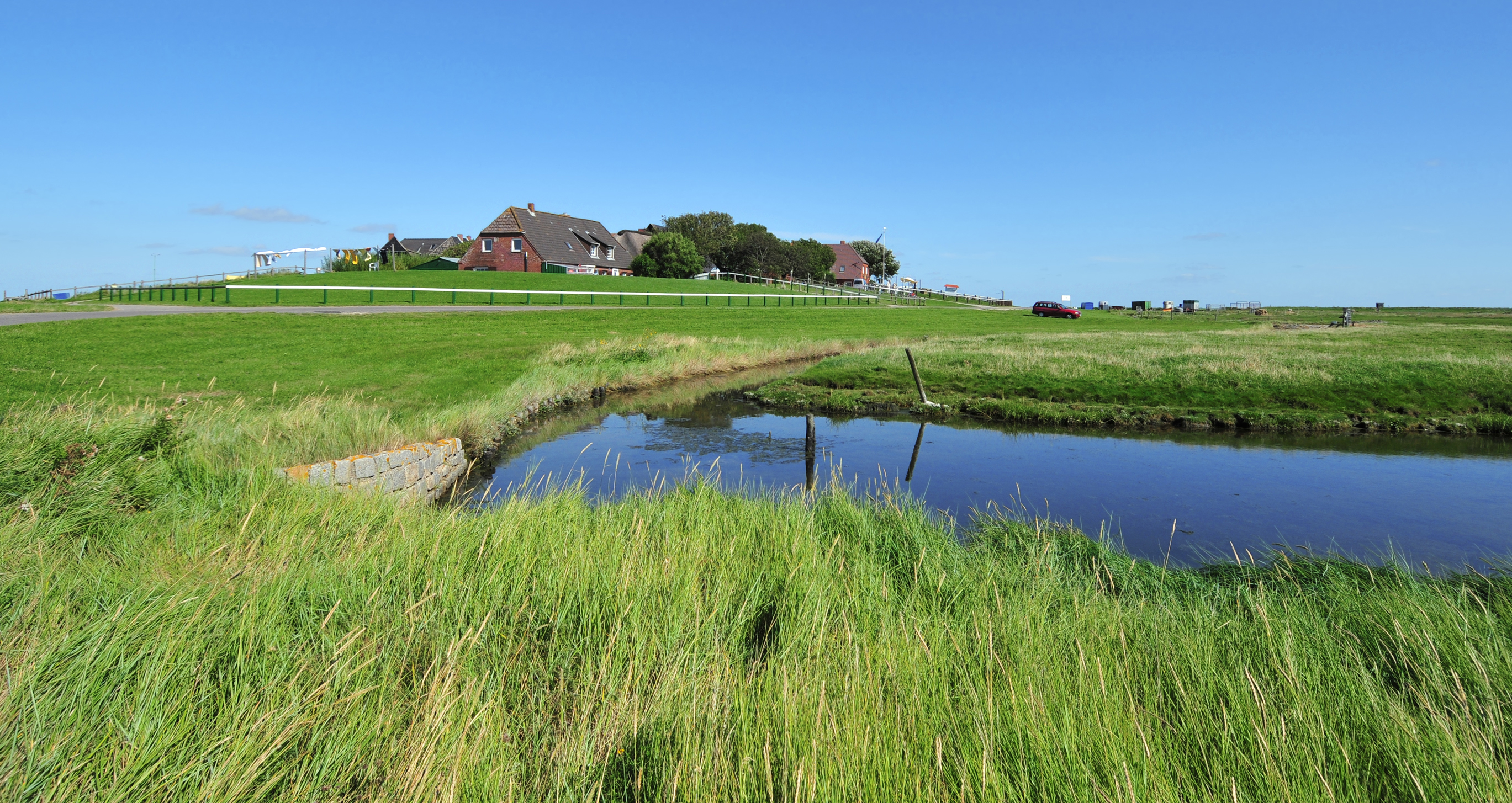
Warften: Backenswarft, Hallig Hooge.
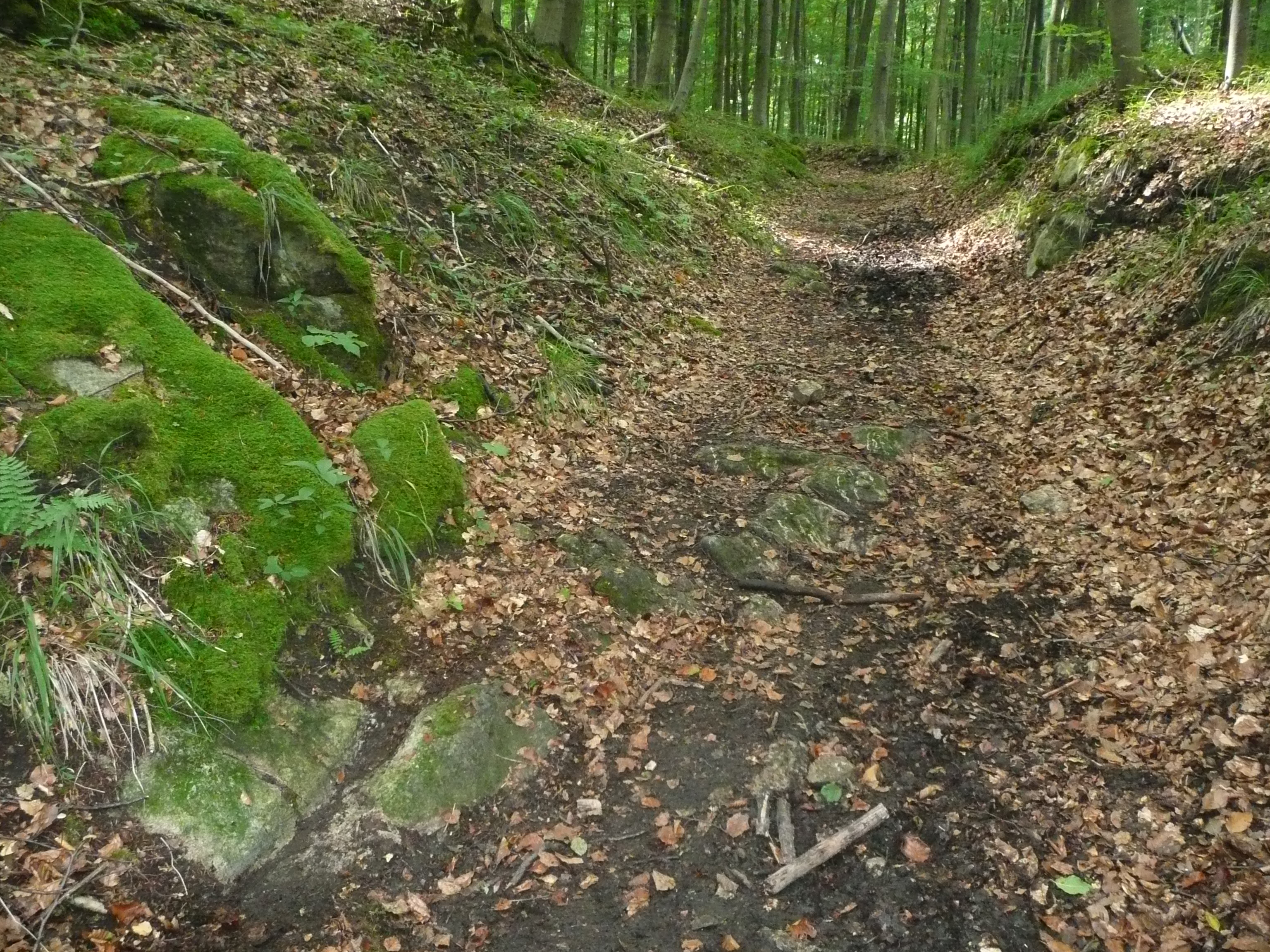
Römerstraße im Hang des Urfttales bei Nettersheim, Kreis Euskirchen.
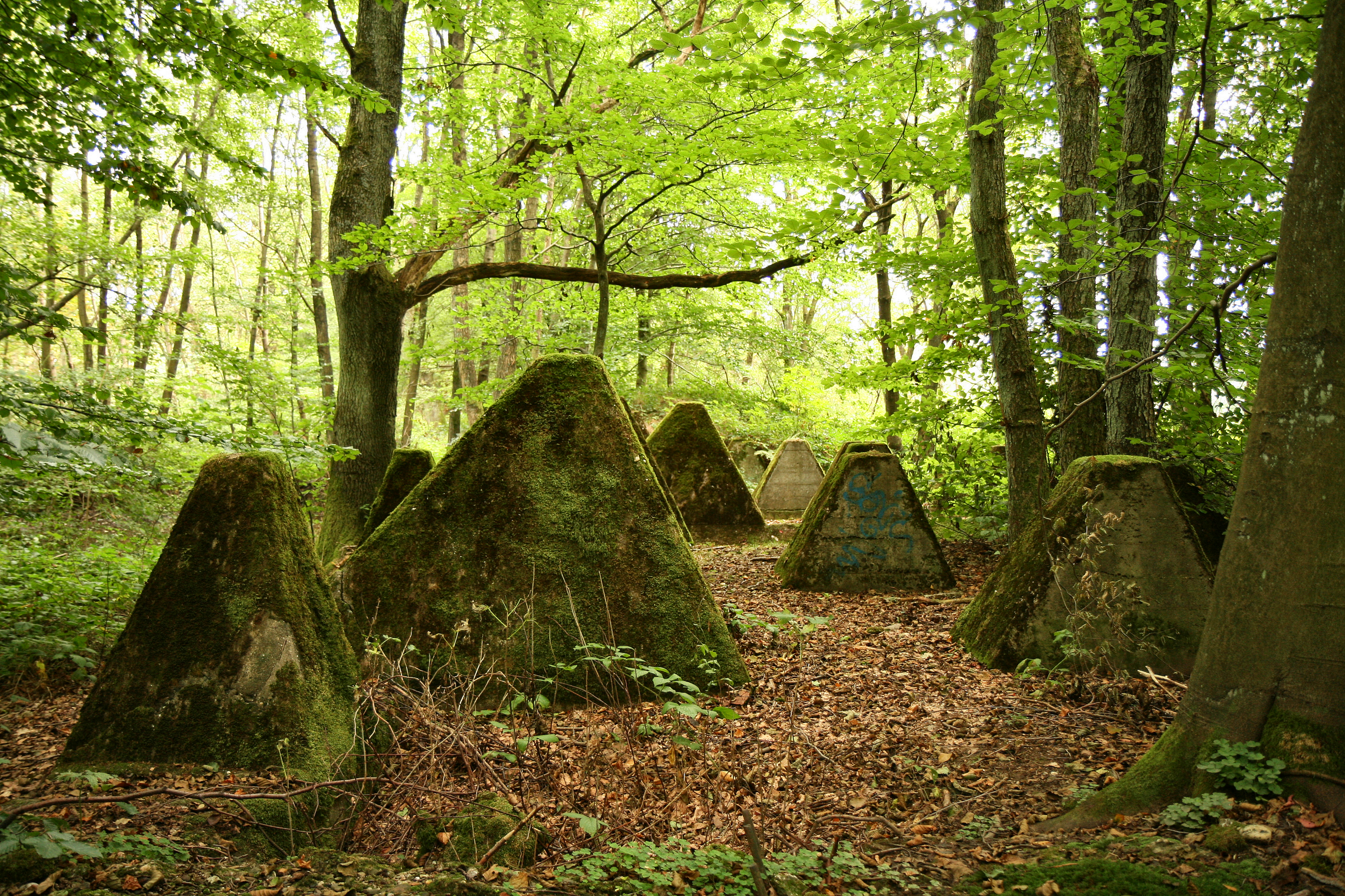
"Drachenzähne" bzw. "Höckerlinie" einer Panzersperre am Orscholzriegel (Westwall).
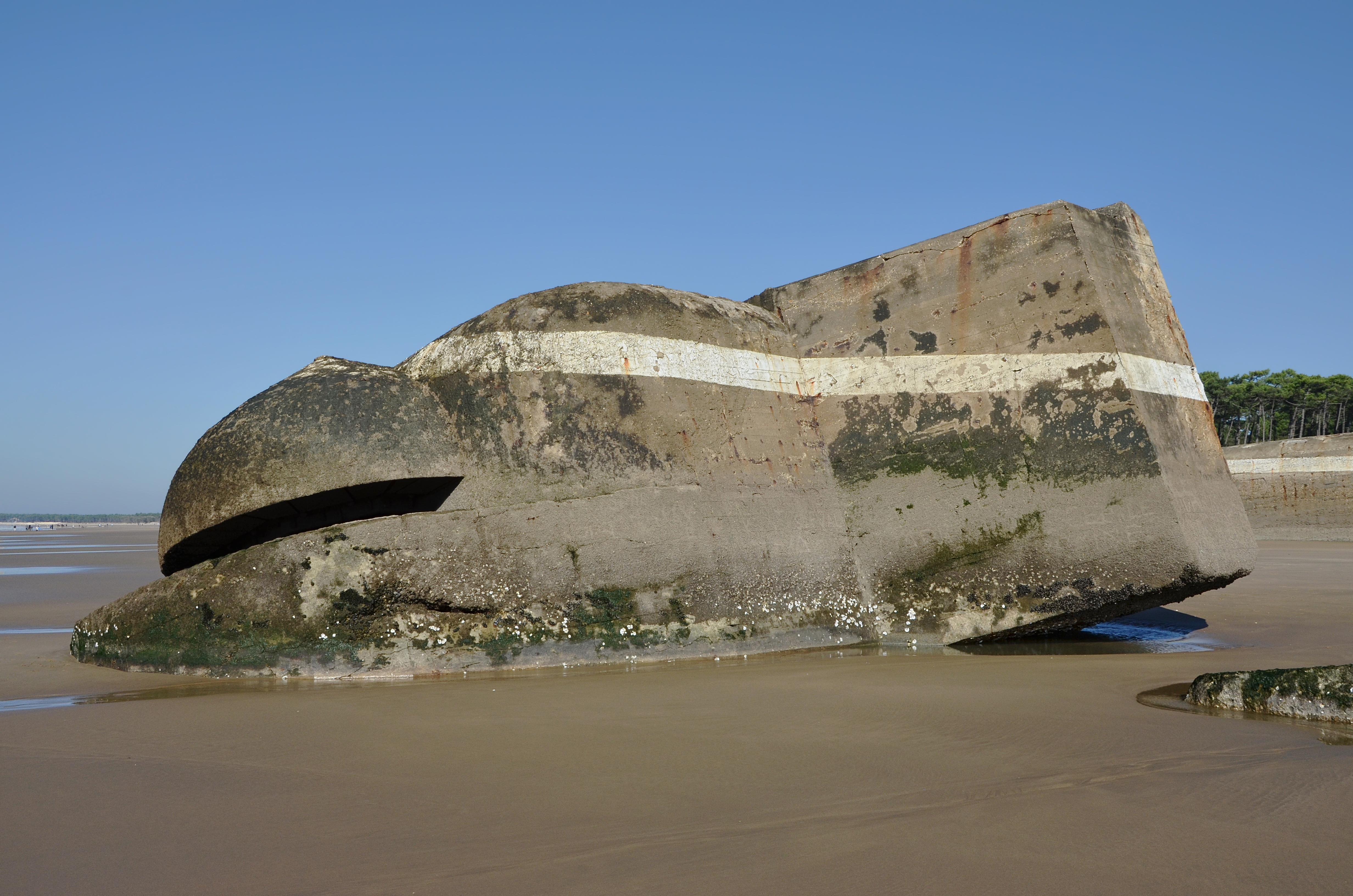
Von den Gezeiten destabilisierter Bunker des Atlantikwalls in Saint-Palais-sur-Mer.
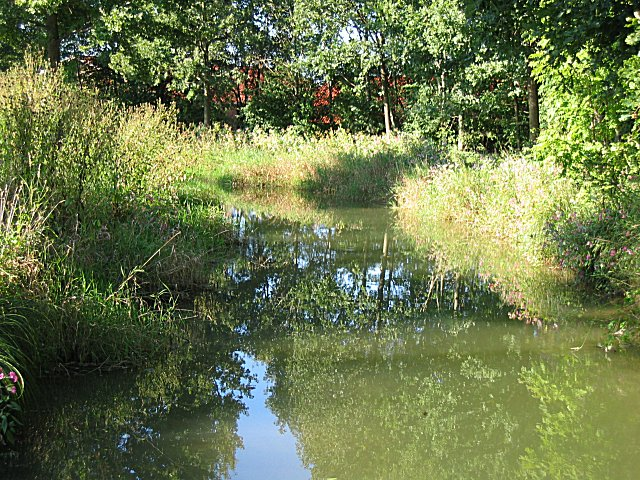
Renaturierter Schleißheimer Kanal kurz vor dem Verlauf nach Westen bei Dirnismaning.
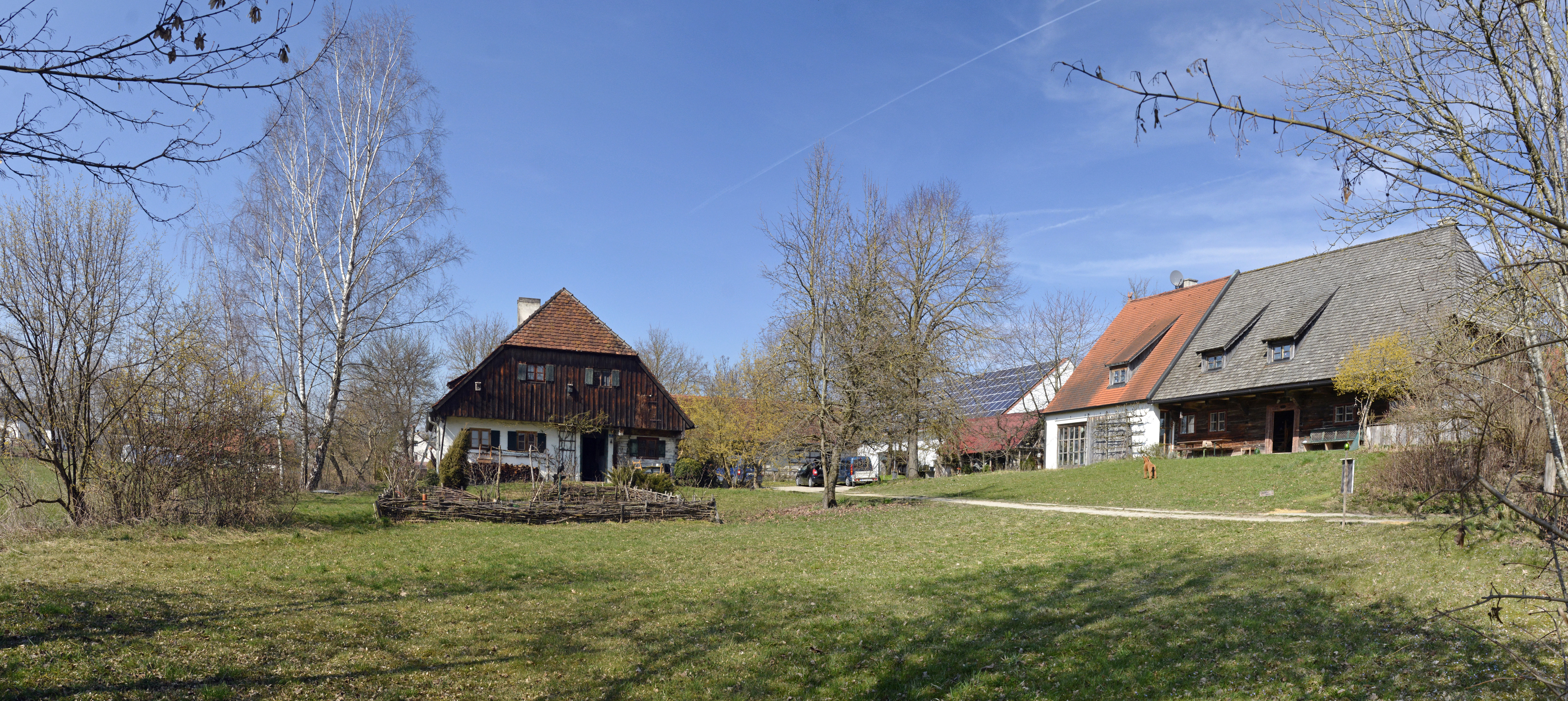
Bauernhof-Museum in Ebersbach (Weichs).
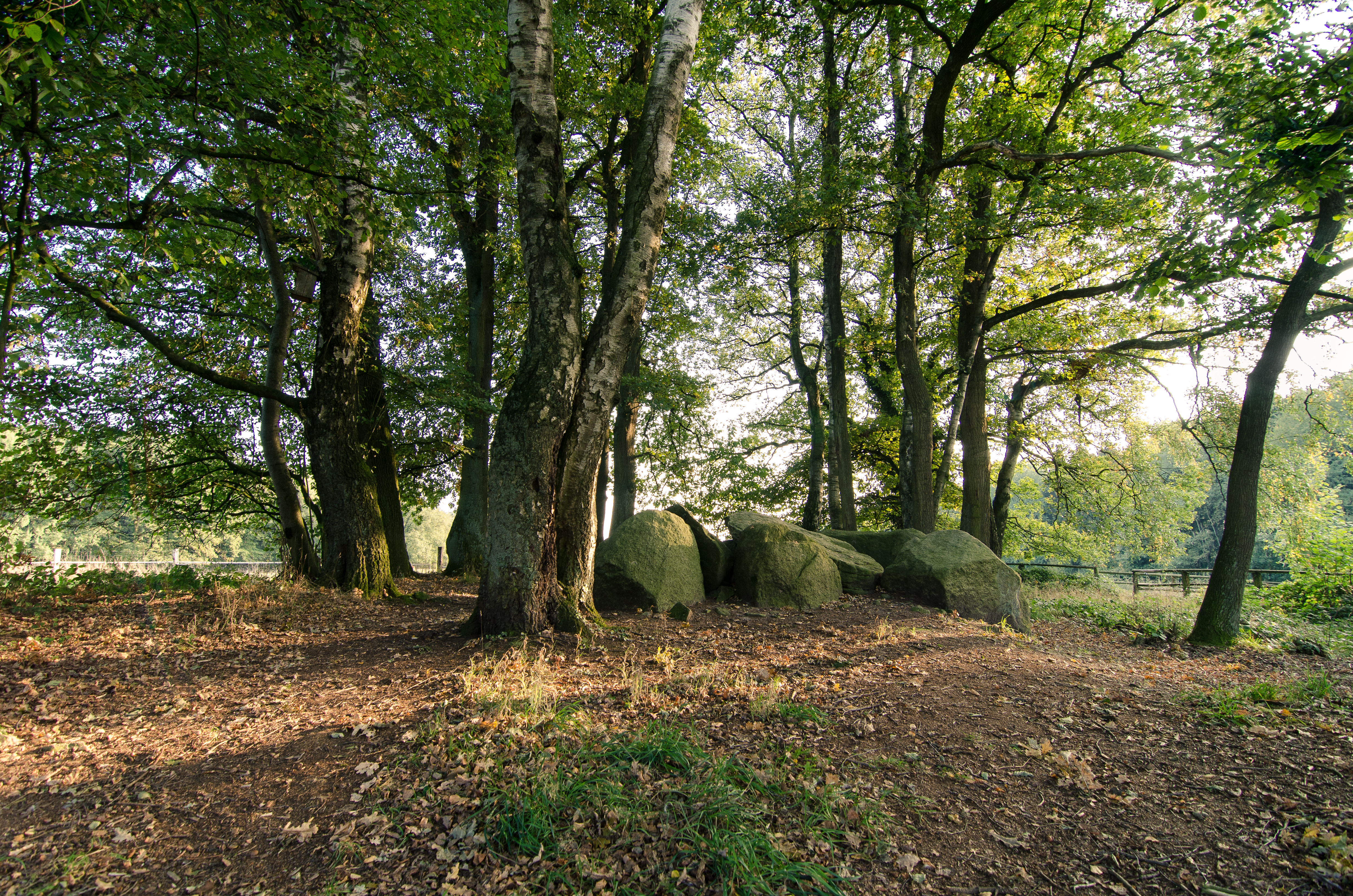
Hünengrab am Waldrand von Belm-Vehrte, Niedersachsen.
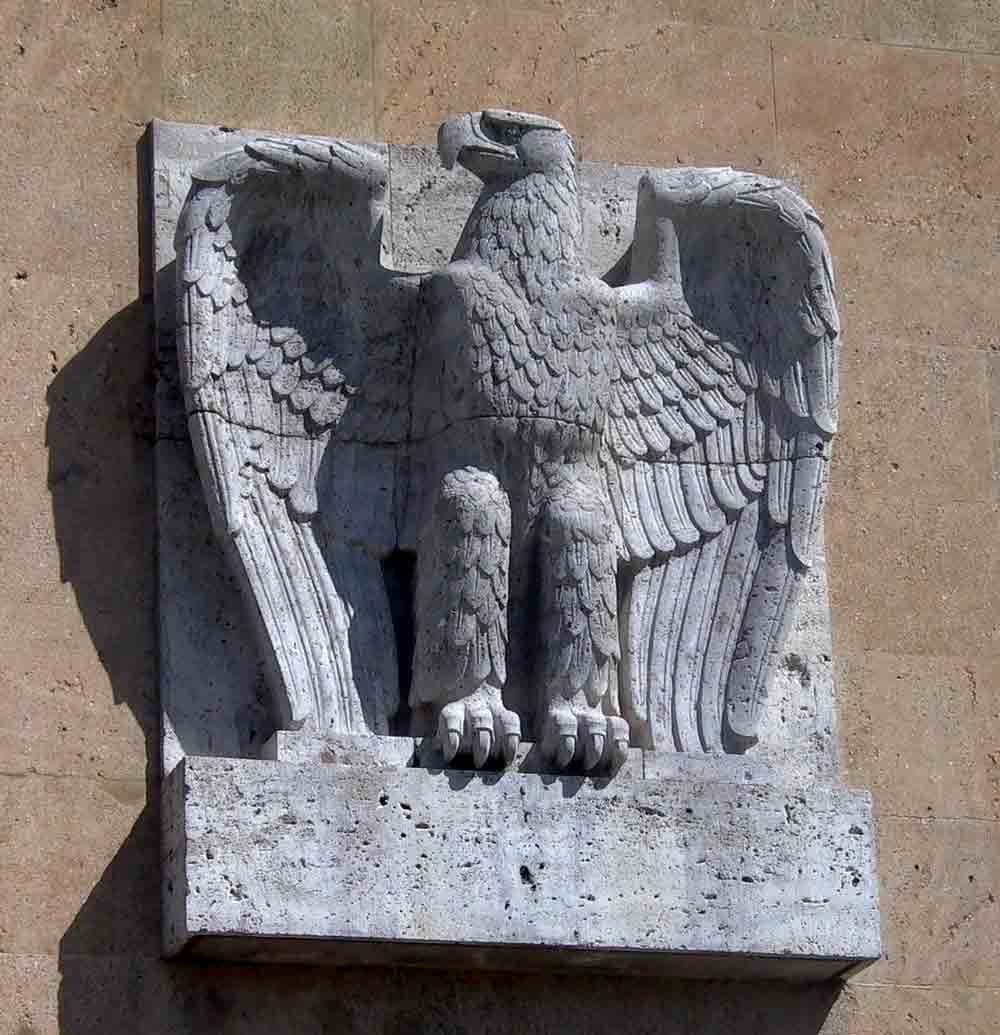
NS-Adler (Hakenkreuz entfernt) am Flughafengebäude Berlin-Tempelhof (2007).
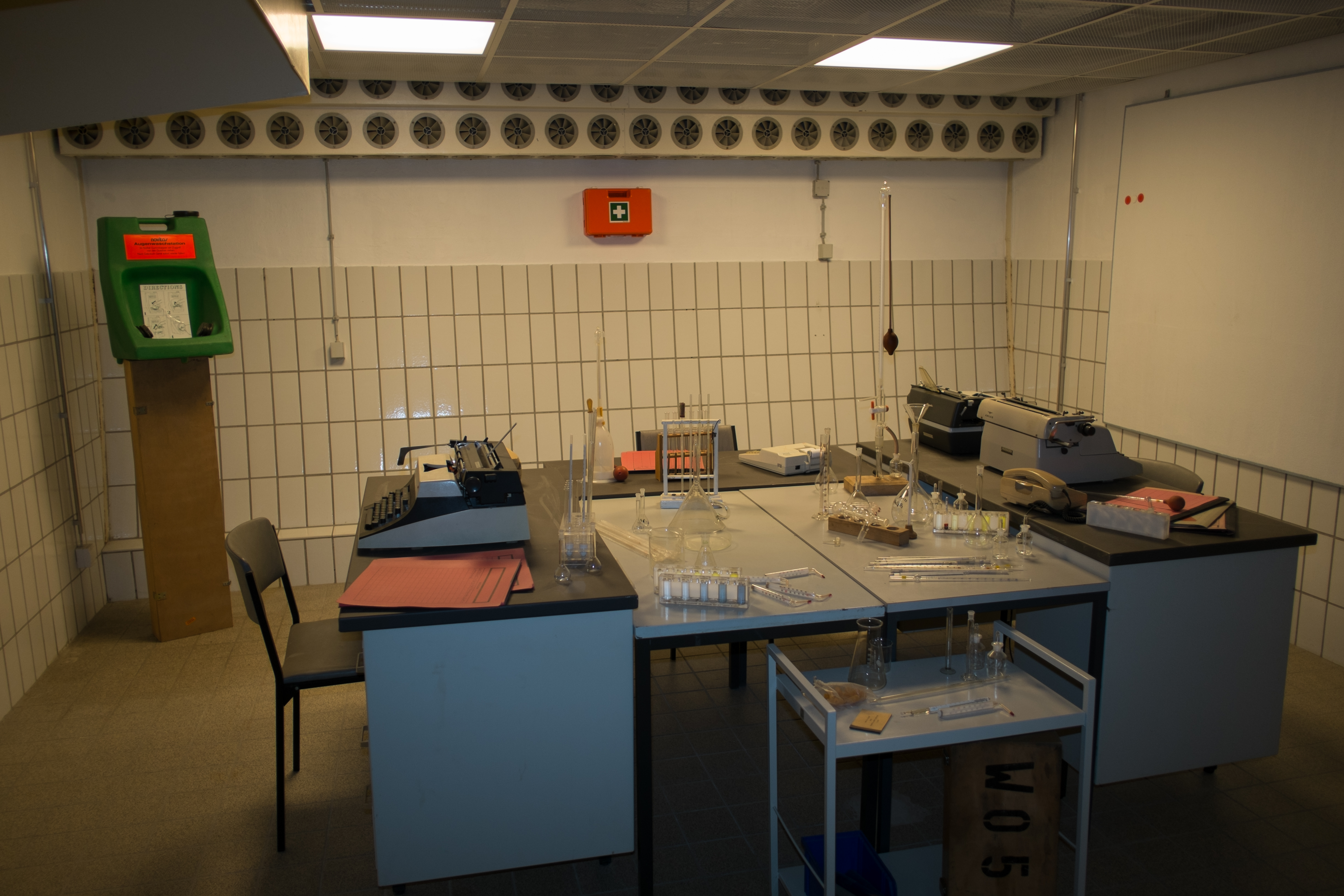
Ehemaliger Regierungsbunker der Bundesrepublik Deutschland bei Ahrweiler.
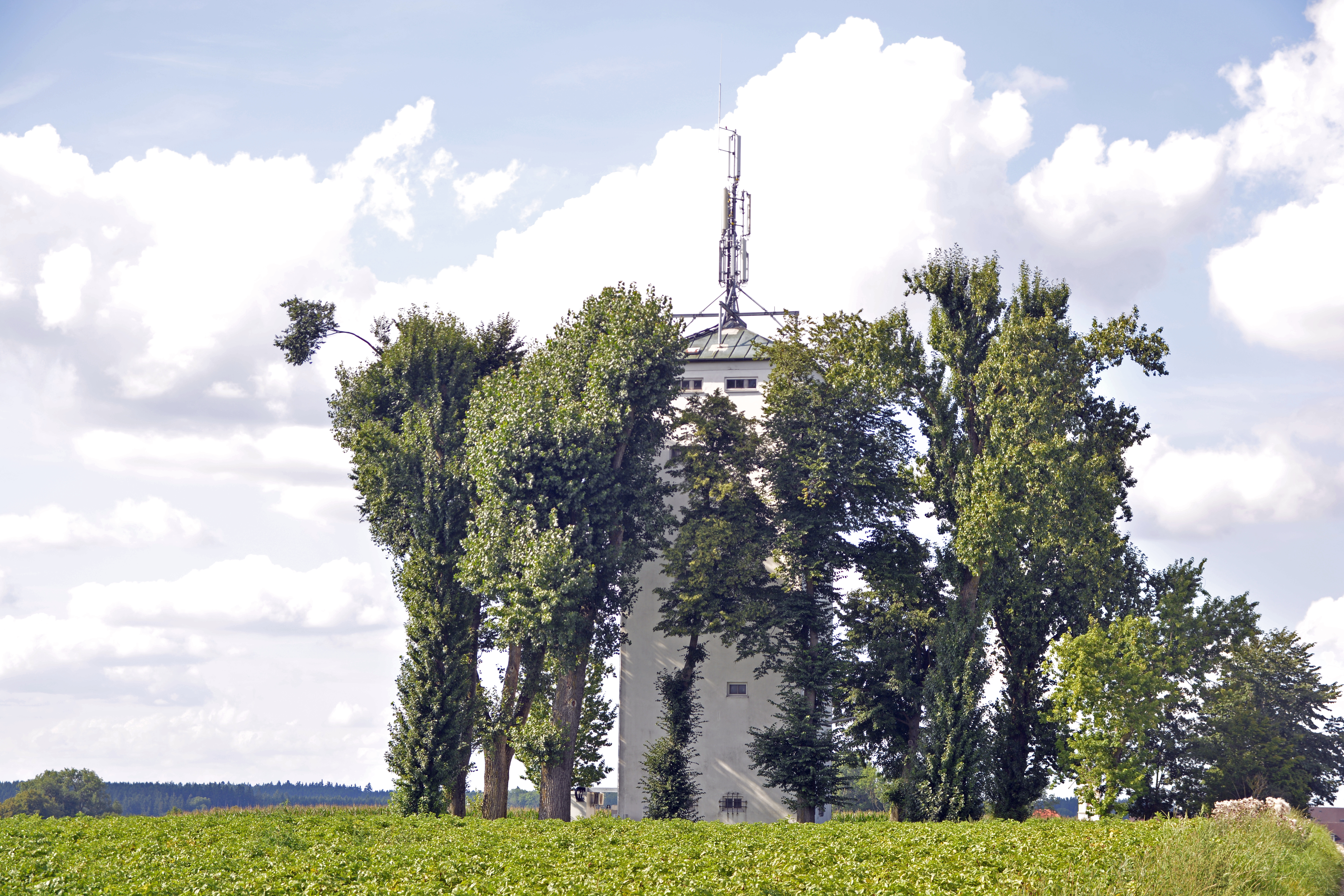
Hochbunker der Luftwaffe bei Röhrmoos und Schönbrunn.
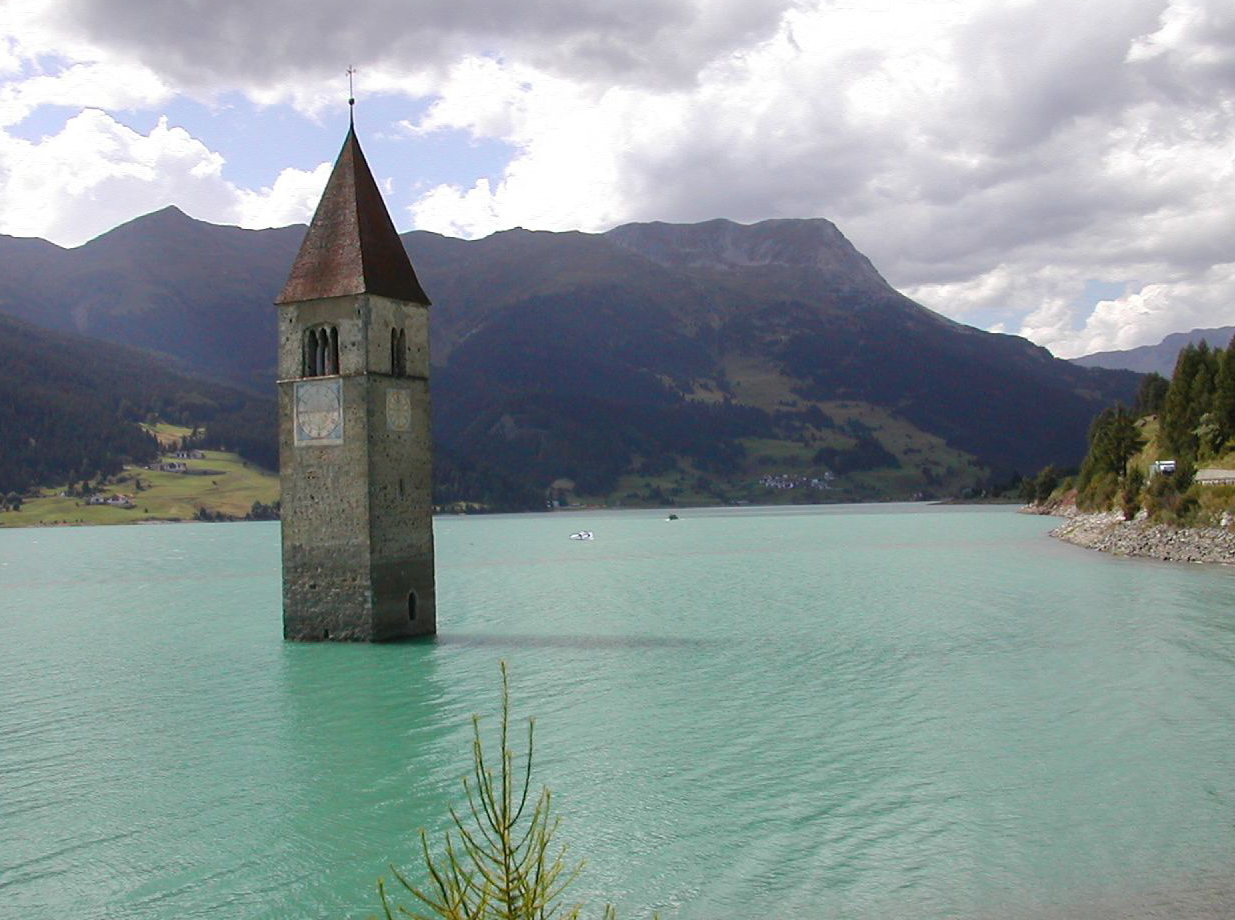
Alter Kirchturm im Reschensee.
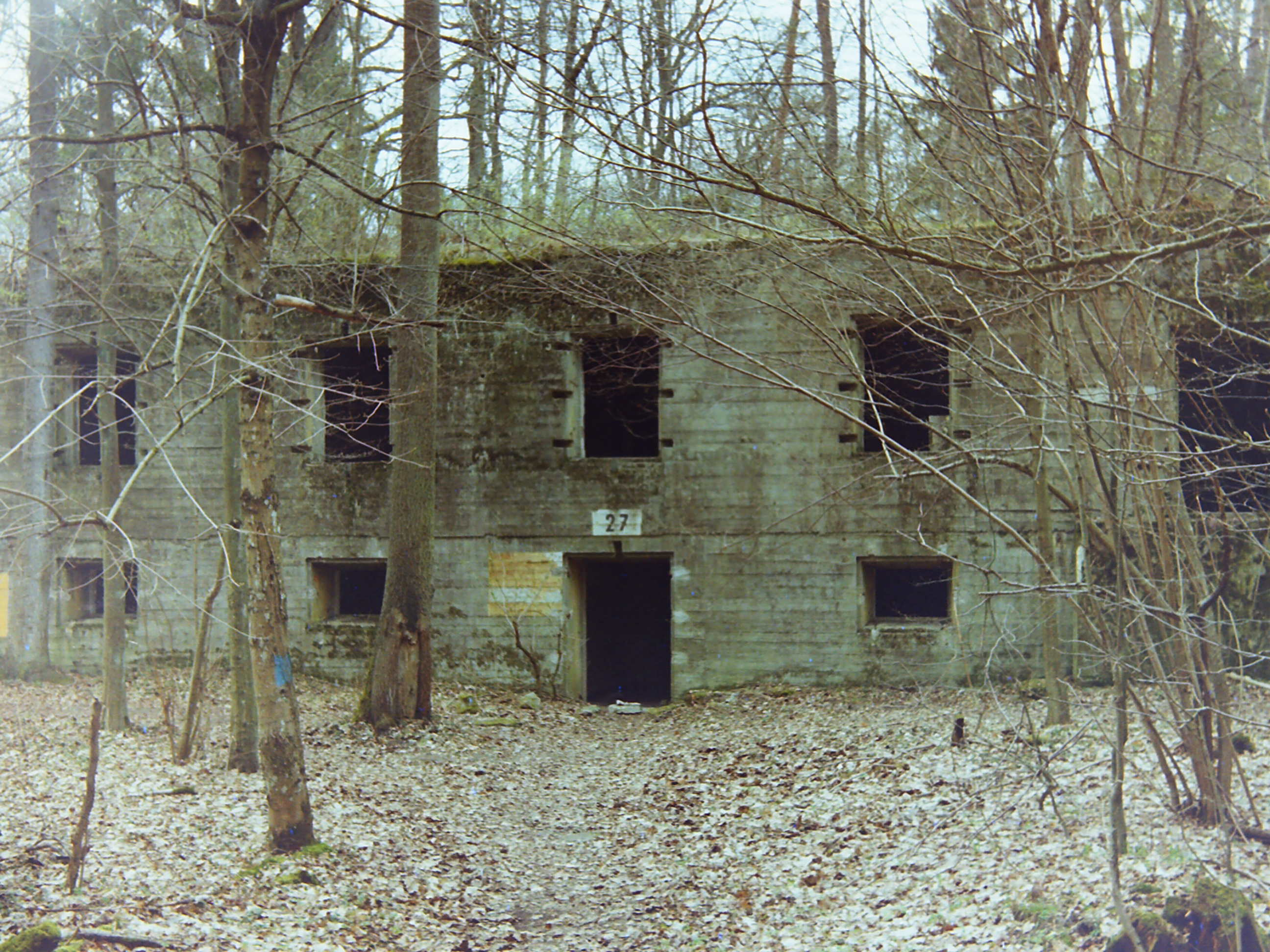
Führerhauptquartier Wolfsschanze, LSSAH Hotel.
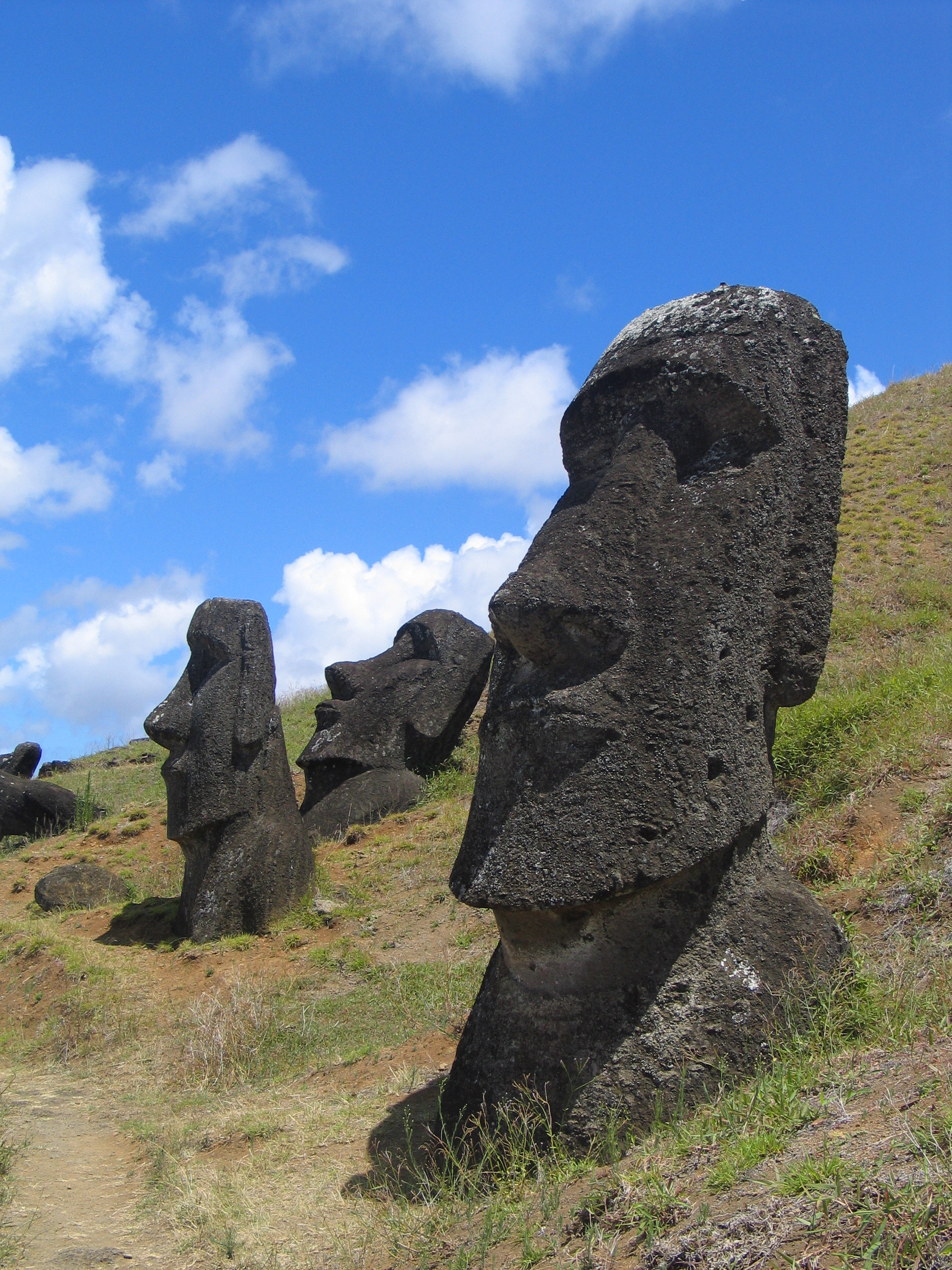
Moai-Statue auf der Osterinsel.
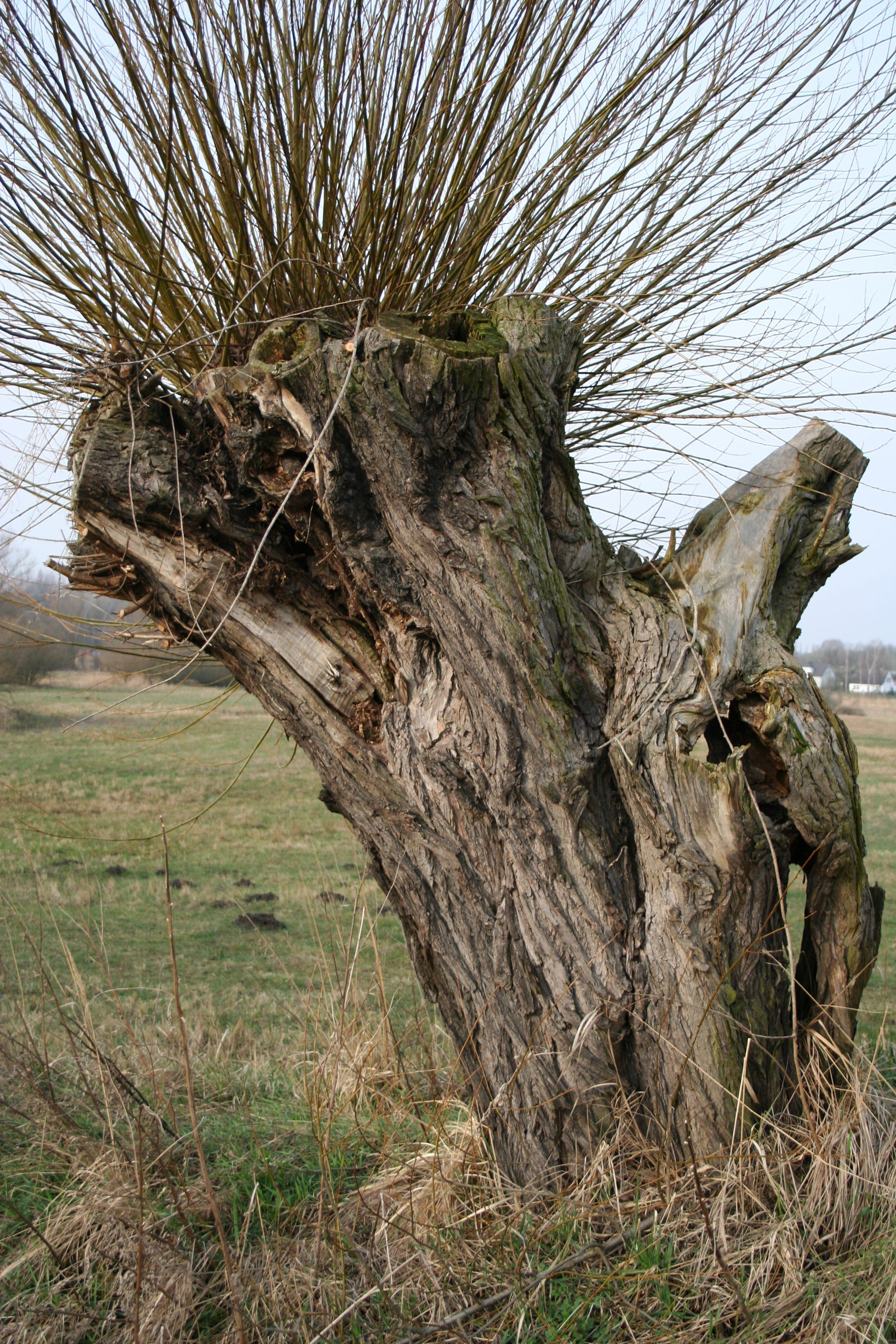
Kopfweide im Oderbruch nördlich von Frankfurt an der Oder.
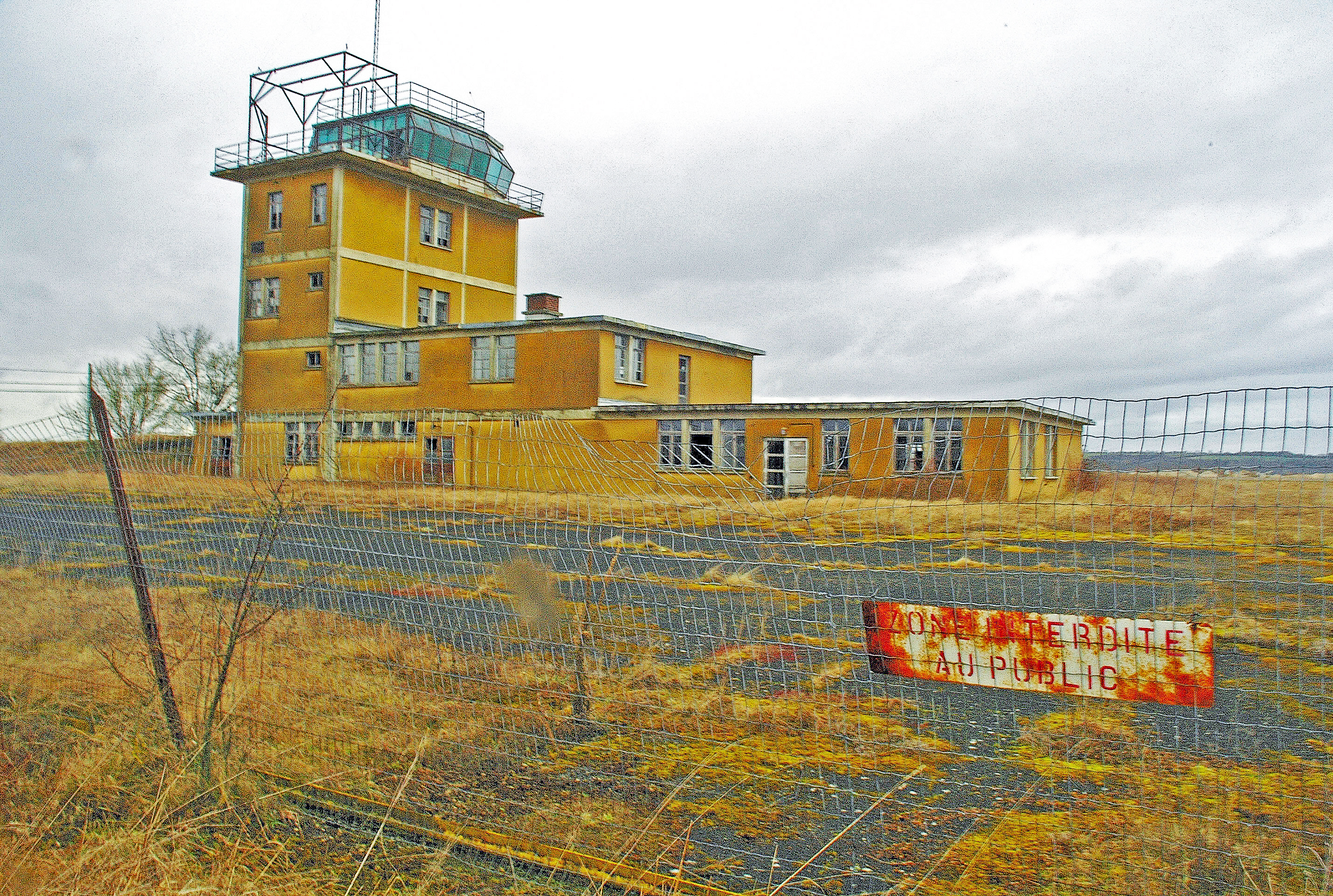
File:Alter Militärflugplatz - French Armee de l'air - in Ostfrankreich bei Bar-le-Duc (Lothringen).
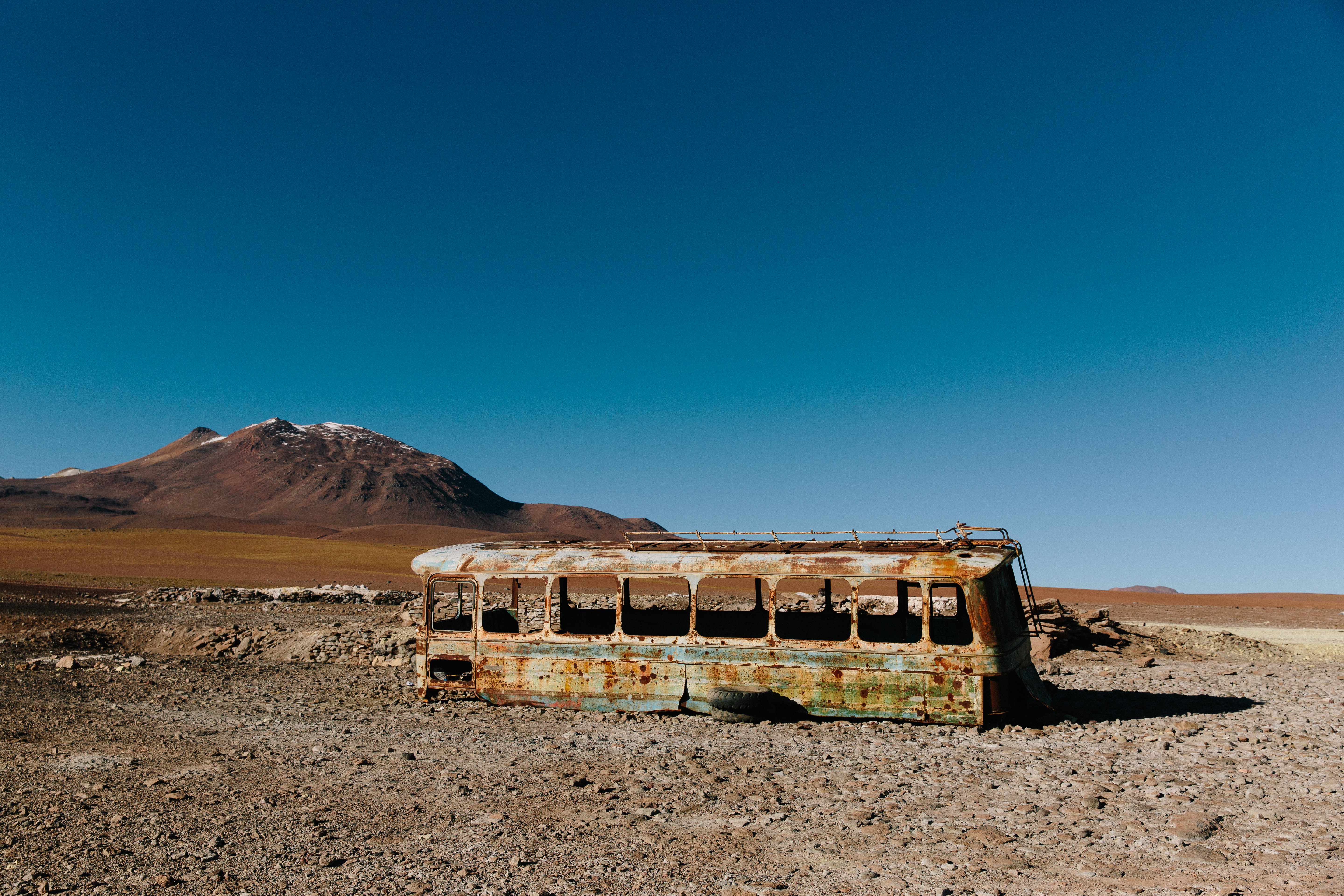
Bus-Wrack in San Pedro, Atacama-Wüste.
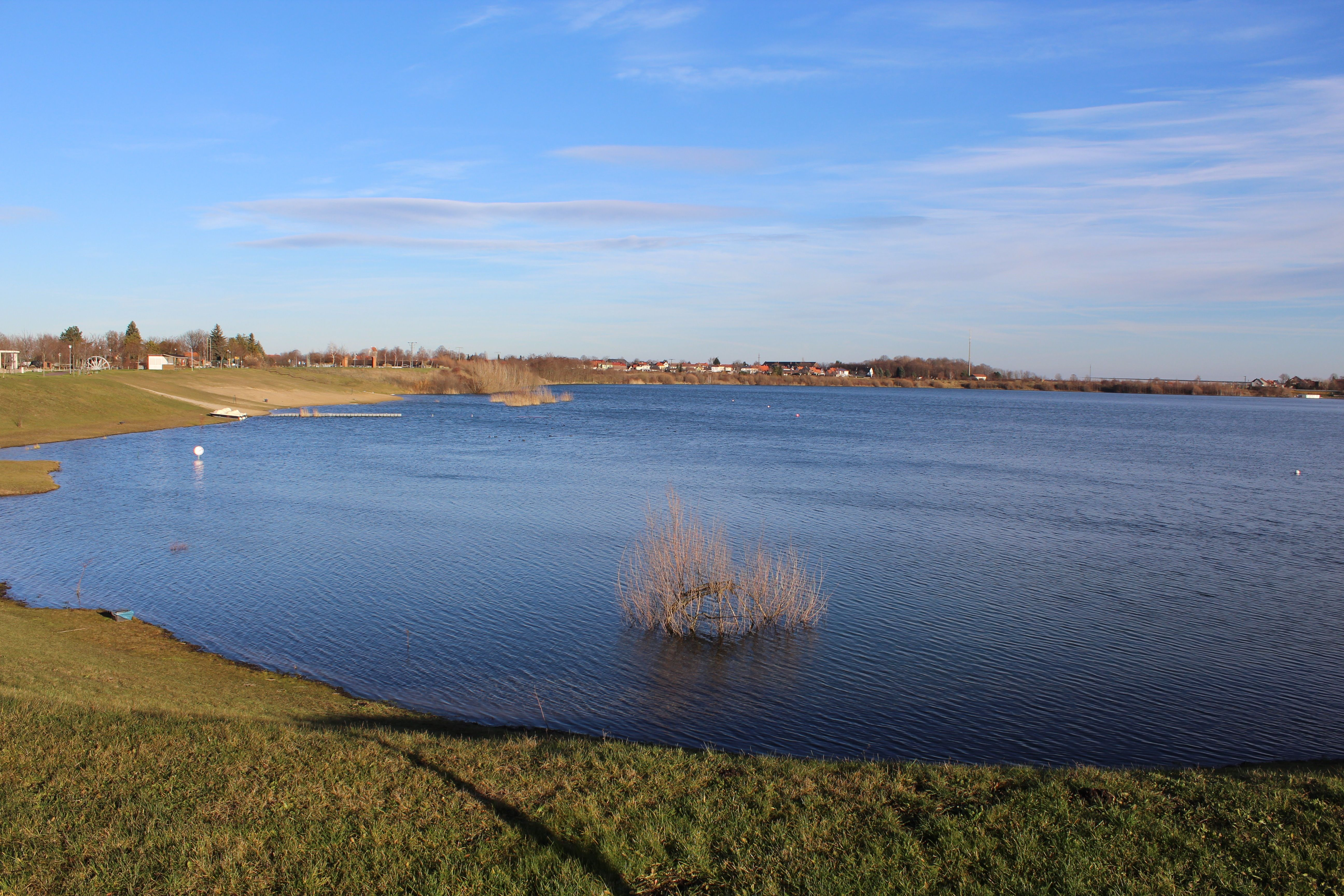
Tagebaurestloch Edderitz, Sachsen-Anhalt.
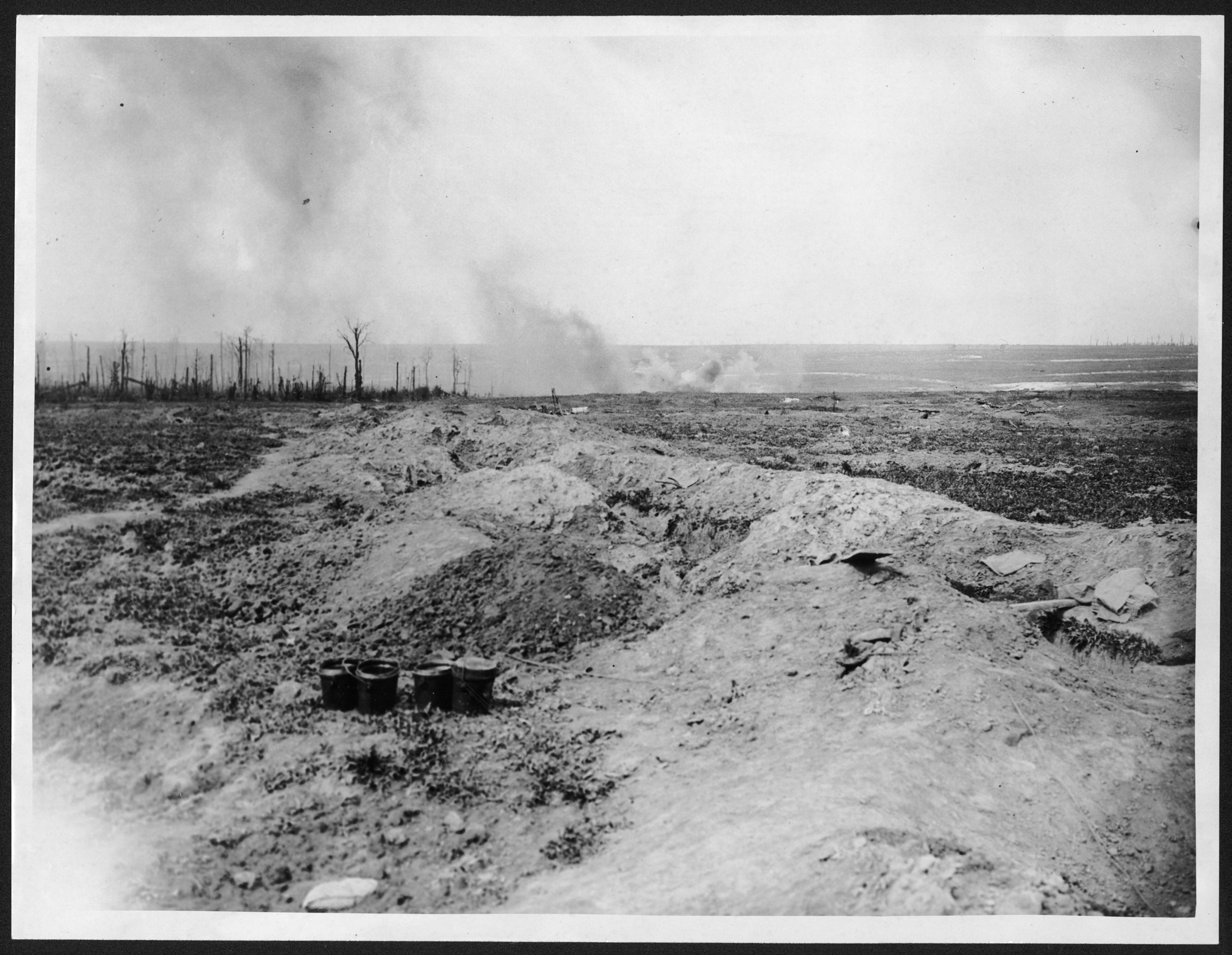
Verwüstungen durch Kriegshandlungen (1. Weltkrieg)